# Tambor
Un tambor o tímpano es un instrumento de percusión de sonido indeterminado, perteneciente a la familia de los membranófonos según el sistema de clasificación de Hornbostel-Sachs. Consta de una caja de resonancia, que suele ser de forma cilíndrica, y una membrana llamada parche, que cubre la abertura de la caja. Algunos tipos de tambores tienen parches en ambos lados. El sonido se obtiene al golpear el instrumento en el parche con la mano o con baquetas. También se suele percutir la caja.
Por otro lado, y sobre todo en el lenguaje coloquial, la palabra tambor se aplica también a otros instrumentos de percusión que no son membranófonos sino idiófonos;  son ejemplos el tambor de corte o tambor de madera que en realidad es un tronco vacío; o también, en inglés, el steel drum (traducido: tambor de acero) que también es un idiófono. De aquí se podría deducir que es más determinante para que se considere un tambor el hecho de la percusión más que el que posea membranas vibrantes.

## Usos
Los tambores generalmente se tocan golpeando uno o dos palos o baquetas. Se utiliza una amplia variedad de palos, incluidos palos de madera y palos con batidores suaves de fieltro en el extremo. En el jazz, algunos bateristas usan escobillas para un sonido más suave y silencioso. En muchas culturas tradicionales, los tambores tienen una función simbólica y se utilizan en ceremonias religiosas.
Es un instrumento utilizado en la mayoría de bandas de rock.
Los tambores se usan con frecuencia en la musicoterapia, especialmente los tambores de mano, debido a su naturaleza táctil y su fácil uso por parte de una amplia variedad de personas.
Los tambores adquirieron incluso un estatus divino en lugares como Burundi, donde las karyenda eran un símbolo del poder del rey.

## Historia
Los griegos llamaban a este instrumento tympanon o typanon, y los romanos tympanum.
Homero no mencionó  el tambor ni en la Ilíada ni en la Odisea. En Las bacantes de Eurípides, Baco encargó a sus secuaces  capturar los tambores que utilizaban los frigios. Afirma que estos tambores, fueron "inventados por mí y por Rea o la gran madre de los dioses, Cibeles". En otro pasaje dice que los Coribantes lo inventaron para él. Entre los griegos se creía que los frigios eran los inventores del tambor, mientras que los romanos pensaban que habían sido los sirios. Lo más probable parece ser que los griegos copiasen algún tambor de los asiáticos y que de ahí pasaría a los romanos.
Para los tambores se utilizaban pieles de toro pero más frecuentemente  pieles de asno, como Cayo Julio Fedro menciona  en sus fábulas, en el cuarto libro. El tambor consistía en un círculo de madera o de metal cubierto de una piel que le daba la forma de un cedazo. El tambor se tocaba algunas veces con baquetas  pero lo más común era con la mano y de la misma manera como se toca el pandero, al cual se parecía mucho el tambor de los antiguos. Para producir un sonido más estrepitoso se añadían unas planchas de metal y también campanas y cascabeles. El tympanum pasó a ser el símbolo de la feminización, porque lo usaban principalmente los hombres consagrados a Cibeles. Las tocadoras del tímpano fueron tenidas por mujeres de malas costumbres. Una de las cosas que San Justo deseaba desterrar de los banquetes eran los tocadores de crótalos y de panderos.

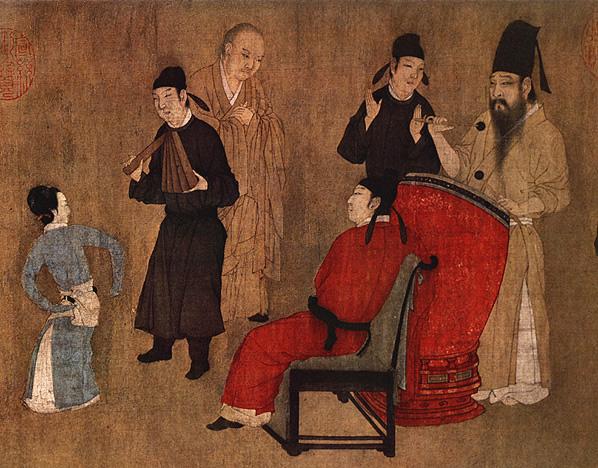
Percusionistas chinos tocando el tambor (siglo).

En ningún monumento antiguo se ve un tambor con dos pieles, si bien existen textos sobre ellos en obras del Bajo Imperio. Isidoro de Sevilla escribió que la simfonia era un instrumento que se tocaba alternativamente o al mismo tiempo por los dos lados y que la mezcla de los dos sonidos graves y agudos formaba una armonía muy agradable. Prudencio ya mencionó que con la simfonia se dio la señal de ataque en la Batalla de Accio.

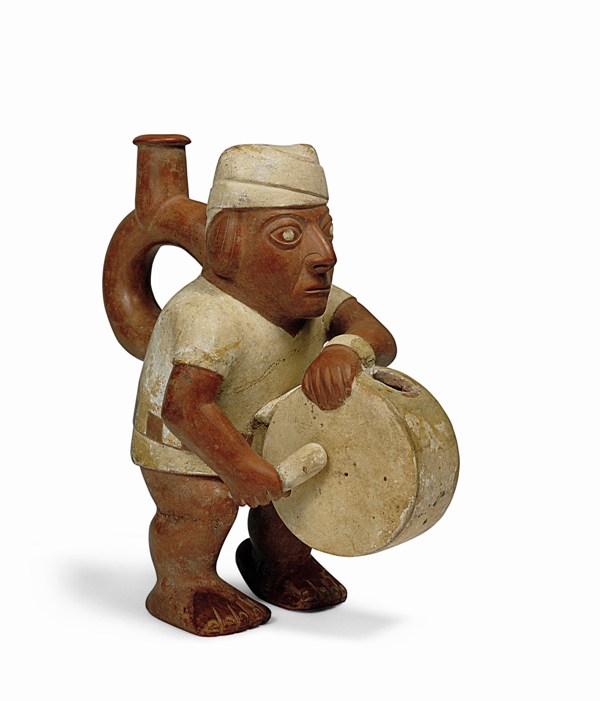
Tamborilero mochica equipado con una tinya

La etimología del nombre parece indicar que el conocimiento o uso de este tambor es más antiguo de lo que generalmente se cree, es decir, de la época de las guerras de los sarracenos o moros. Los moros fueron los primeros que usaron en los ejércitos estos instrumentos que ellos denominaban al-tambor. Los timbales, instrumento propio de la antigua caballería y conservado en algunos lugares de España en las fiestas populares, son posiblemente también invención árabe.
Algunos historiadores opinan que los chinos hicieron uso del tambor desde tiempos inmemoriales. Se usan instrumentos parecidos al tambor también en muchos pueblos de África.
Es indudable que los pueblos ibéricos adoptaron el tambor tomándolo de los árabes ya en la Edad Media. Después de haber sido suprimidos durante el reinado de Amadeo de Saboya, su uso fue restablecido en 1893 por el general López Domínguez.
En el área cultural andina, los tambores eran usados para acompañar ceremonias y fiestas. Instrumentos como la tinya eran bastante comunes. En la costa sur, los nazca desarrollaron su propio tambor típico, el cual se caracterizaba por su nivel decorativo y escultórico.

## Tipos de  tambor

Esquema de la vibración de una membrana

Según la clasificación de Hornbostel Sachs, hay dos grandes tipologías de tambores según cual sea la acción que se realiza para que entre en vibración. En el primer grupo están los tambores percutidos, mientras que en el segundo están los de fricción. En realidad, sin embargo, los segundos, habitualmente, son conocidos como zambombas y no son considerados verdaderos tambores.
Así pues, y a pesar del criterio y la clasificación sistemática de Hornbostel Sachs, se dedica este apartado a los tambores (membranófonos) de percusión.
La tipología viene determinada por elementos varios como son:
- La forma del resonador
- Según que se trate de un solo tambor o de grupos de tambores (parejas, habitualmente)
- Según que se toque con las manos o bien con algún tipo de baquetas
- Según la manera como se fija y se tensa la membrana

En razón de la forma del resonador, los tipos que aparecen son:
- Tambores en forma de bol, de recipiente. Son los únicos que pueden dar un sonido determinado, los únicos que pueden afinarse de manera precisa. En culturas primitivas abundan los que están hechos de cerámica. En otras culturas más avanzadas es habitual encontrar tambores de metal. Se encuentran dentro de este grupo los timbales orquestales. Más allá de estos, son muy comunes en África central, en Costa de Marfil y, en general, en todo el continente (Sudán, Ghana, etc.). Una de las variantes más simples y extendidas en África utiliza como resonador una calabaza. Entre los venda es muy utilizado el tambor ngoma. En América se  encuentran en Perú, en Nuevo México y en la cultura del peyote. También es común en la India: uno de los dos tambores que integra el tabla es de este tipo y está hecho de metal. La pareja de tambores de bol que es común en el mundo árabe y que es conocida con el nombre de naqara –y que cuenta con abundante iconografía europea medieval– es el antecesor de los timbales orquestales que se desarrollaron en Europa a partir del siglo XV.

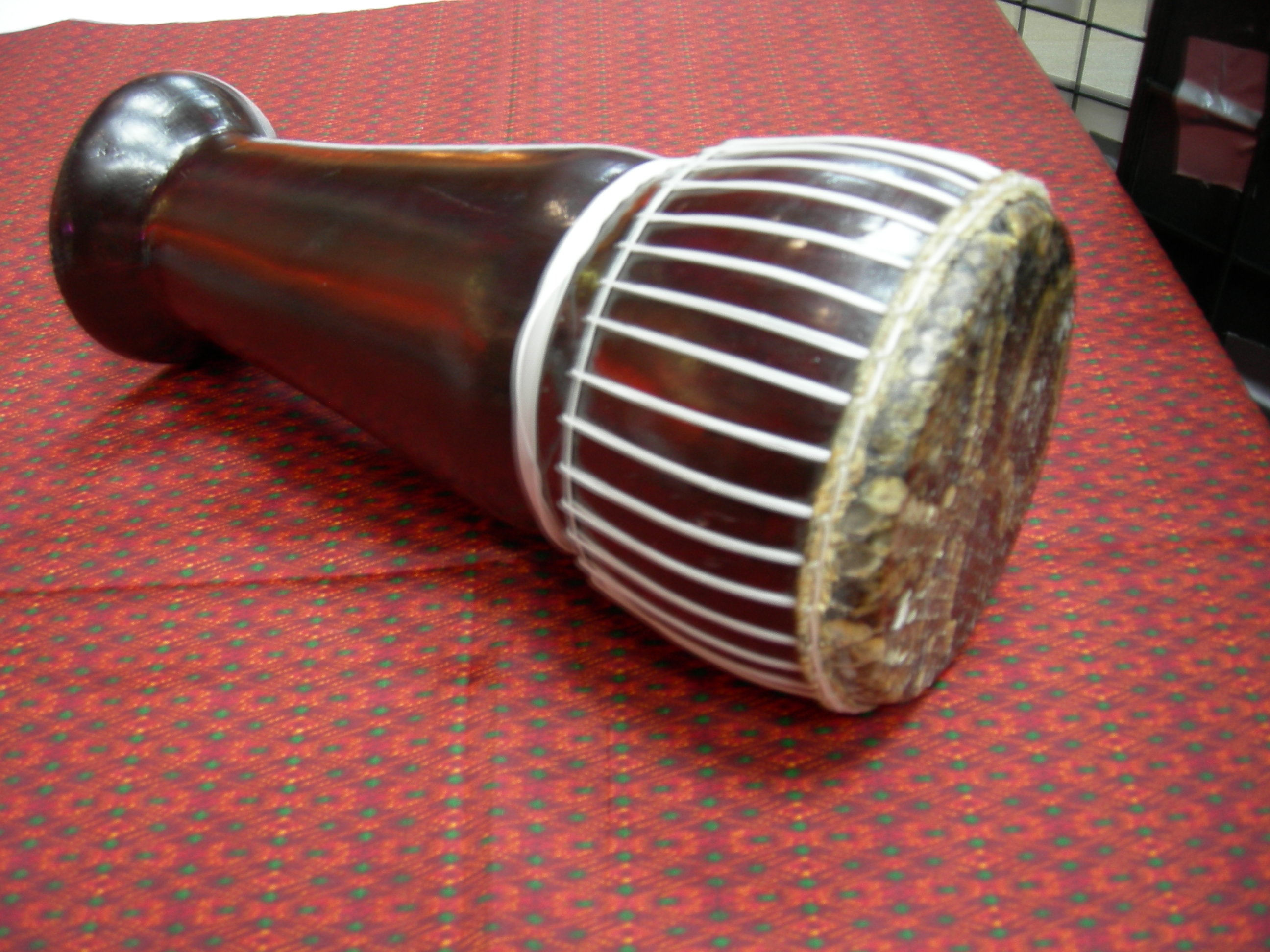
Tambores de Bengala, India
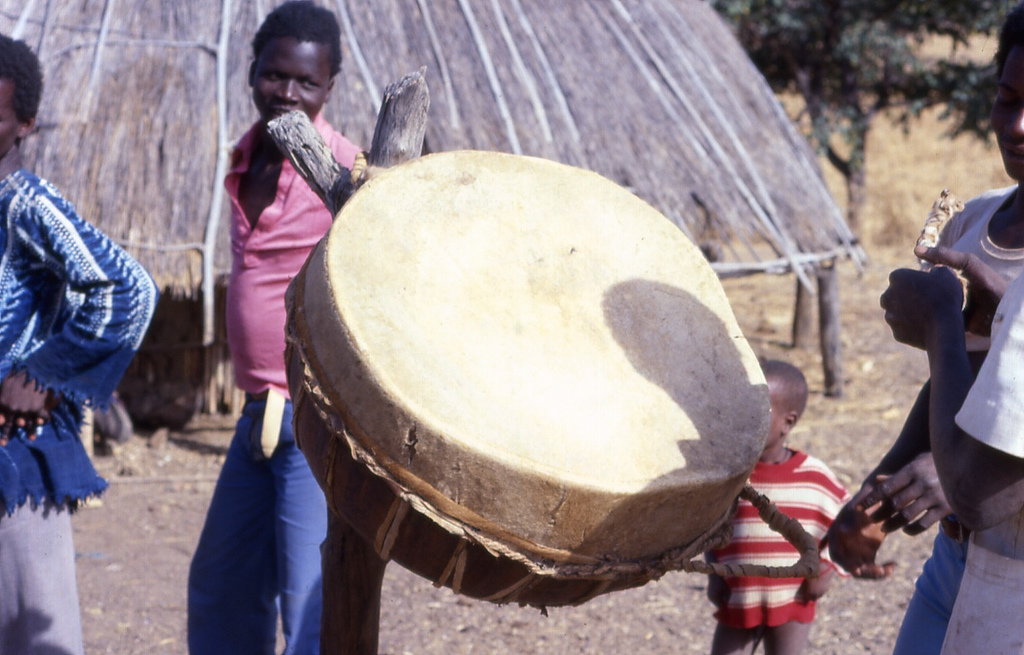
Tambores para enviar señales, del sudeste del Senegal

- Tambores que algunos denominan cilíndricos y otros, tubulares. Son los más abundantes. Pueden tener una membrana o dos, y pueden ser abiertos o cerrados por su extremo opuesto al de la membrana única o principal. Según los autores que estamos siguiendo, también se clasifican dentro de este grupo algunos tipos que tienen un resonador que no es exactamente cilíndrico, mientras que otros autores[12] los consideran como grupos separados. Esta denominación viene del hecho que la mayoría de tambores tienen una membrana de forma circular; por eso también se consideran cilíndricos aquellos que tienen las paredes rectas, aunque la forma de la membrana no sea exactamente circular, sino más bien triangular (como el caso del Isigubu de Sudáfrica)[12] o incluso cuadrada. Entre estos hay los siguientes:

- Tambores exactamente cilíndricos. Es la imagen más habitual de lo que es un tambor para la mayoría de las personas, en el imaginario colectivo, y se corresponde a la tipología de la mayoría de los tambores que se utilizan en la música europea, tanto en la tradicional, como en la popular y en la clásica. En el primer grupo está el tamborí, que se toca junto con el flabiol a la copla, el tabal que acompaña la dulzaina en Valencia y la mayoría de tambores que acompañan las flautas de tres agujeros. Entre los segundos, la mayoría de los membranófonos que forman parte de la batería: el goliat, los tomtoms, la caja y el bombo. Y en el tercer grupo, todos los membranófonos orquestales excepto los timbales: la caja y el bombo, principalmente. Aparte, también se encuentran en otras muchas culturas: entre los nativos de Sudamérica y de Norteamérica, en todo el continente africano, con ejemplos destacados en Nigeria, Costa de Marfil o Sudáfrica. También en Asia hay tambores de este tipo (en Japón, en la India, en Bali ...) y en Oceanía (en Nueva Guinea, por ejemplo). Lo más frecuente es que estos instrumentos tengan dos membranas, a pesar de que se acostumbra a tocar sólo una, excepto en el caso de los que se disponen con el cilindro en sentido horizontal y las membranas a los lados, verticalmente. En Occidente, es el caso del bombo, cuando menos cuando interviene en músicas itinerantes.

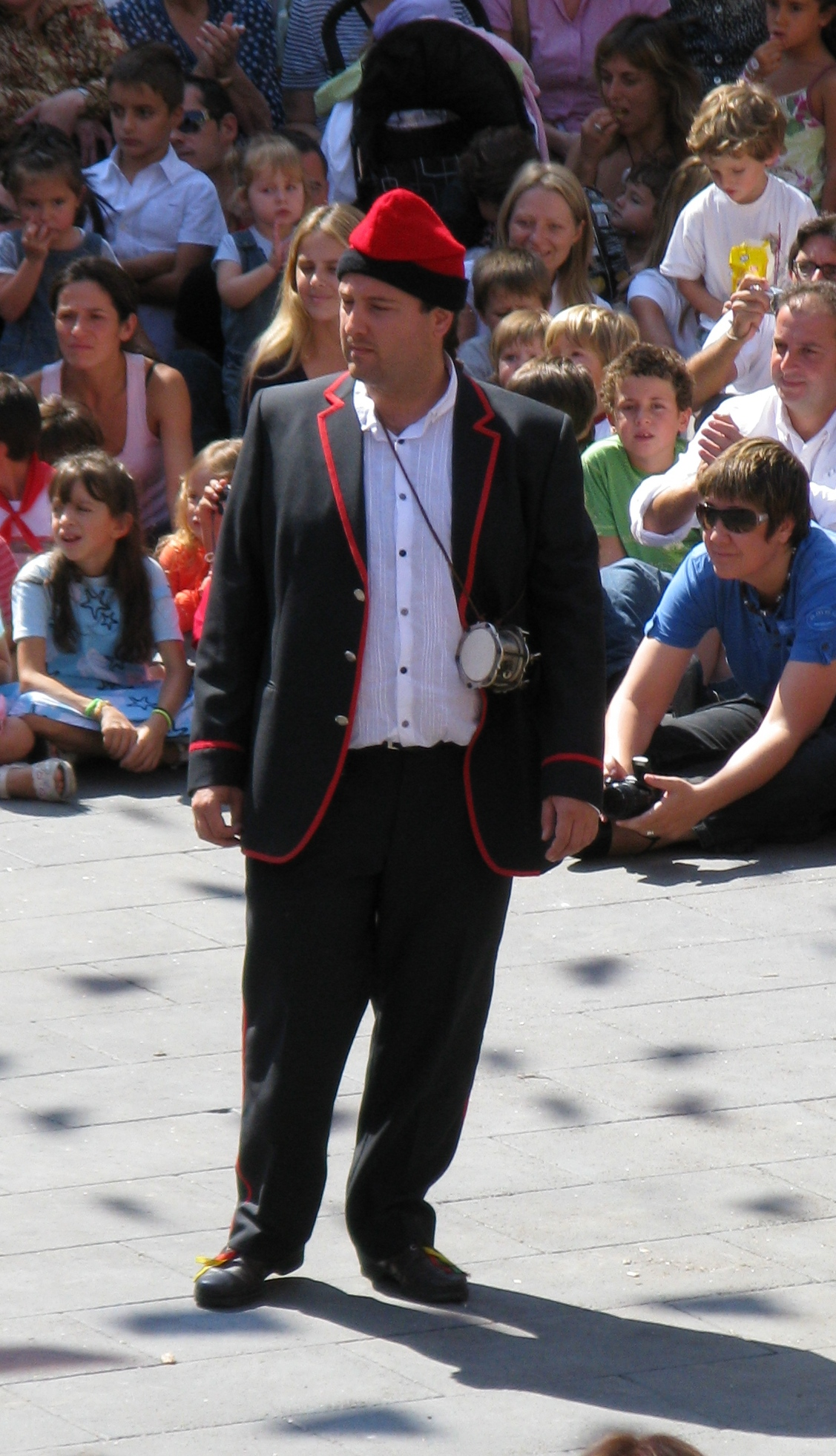
Flabiol y tamborí.
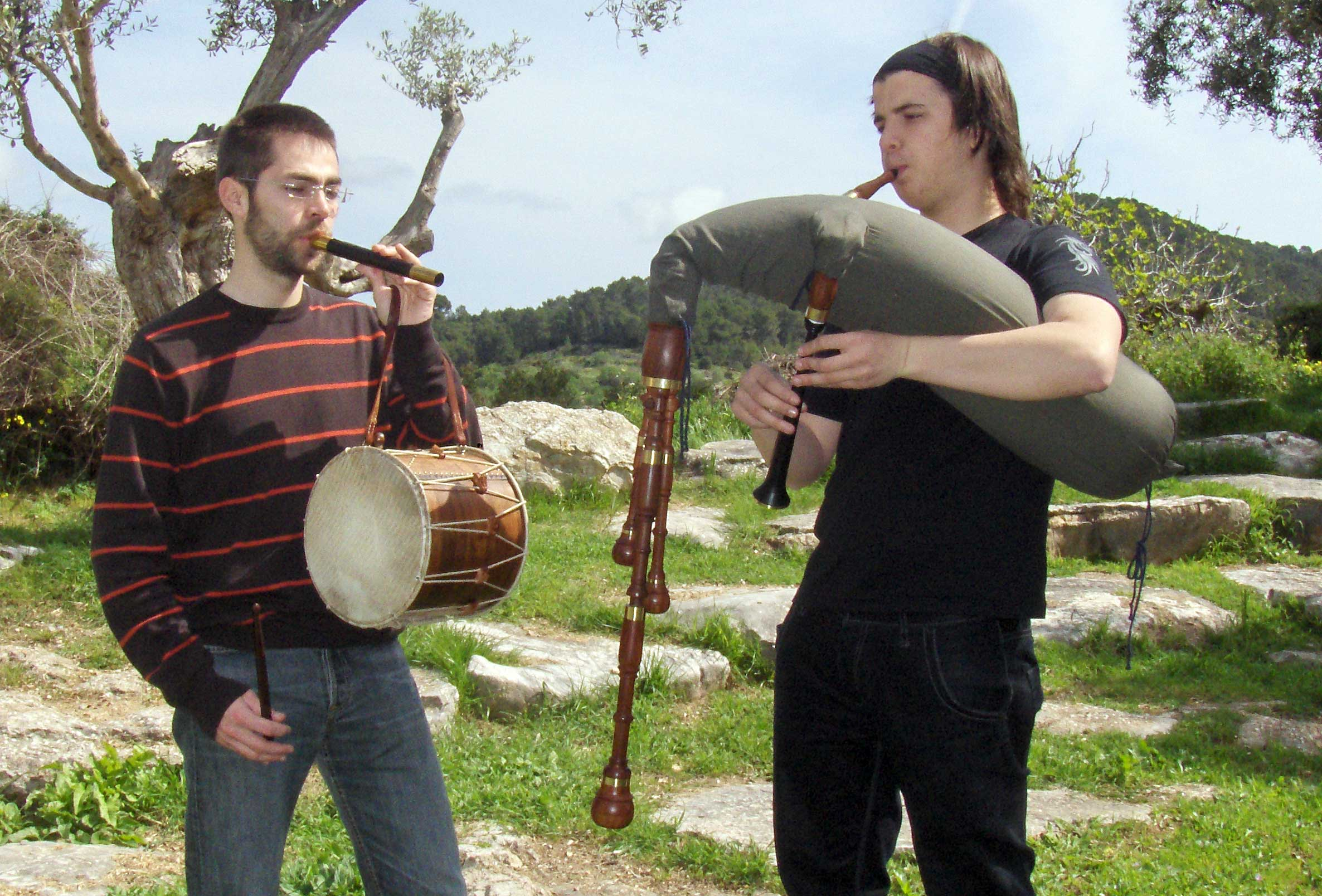
Tamborí (popularmente tamborino), de Mallorca.
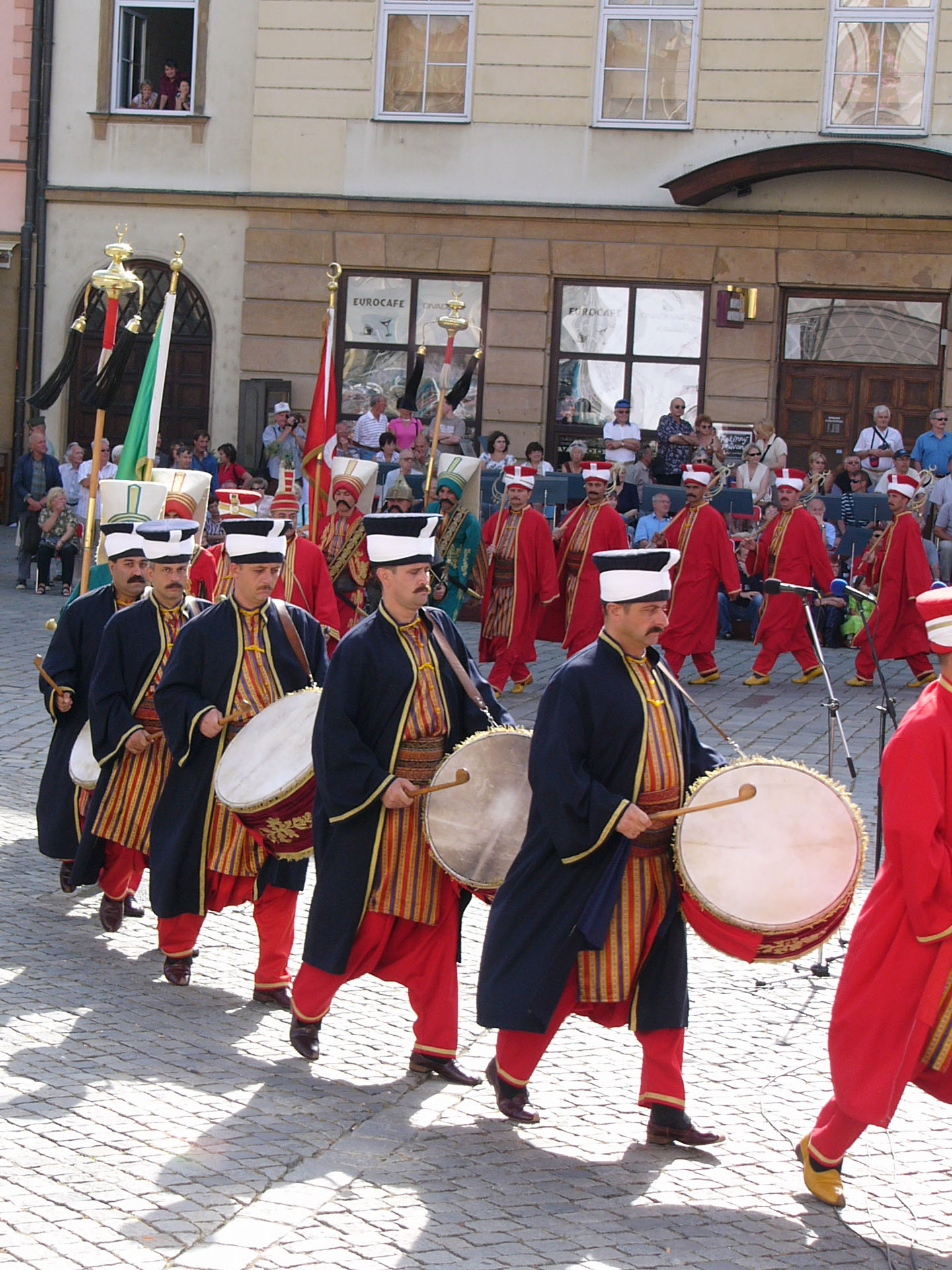
Tambores por una banda de jenízaros turcos.
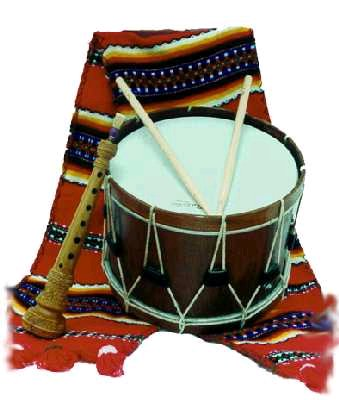
Tabal y dulzaina de Valencia
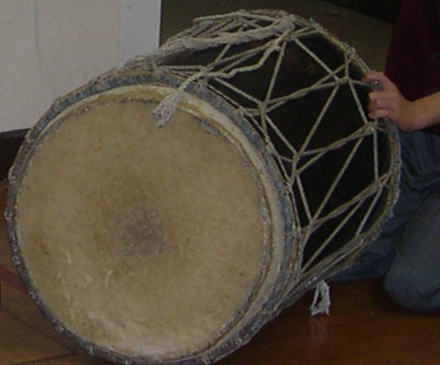
Dundunba, de Gambia
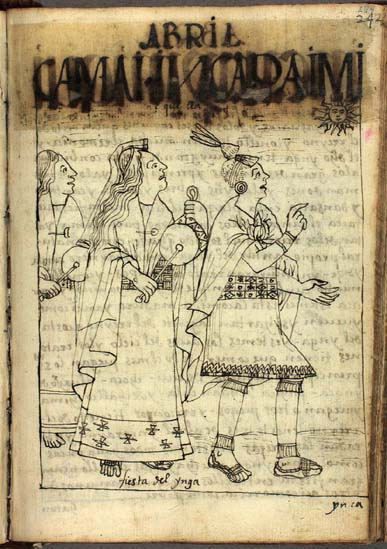
Fiesta del Inca. Las mujeres se encuentran tocando tinyas
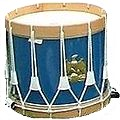
Tambor tradicional francés
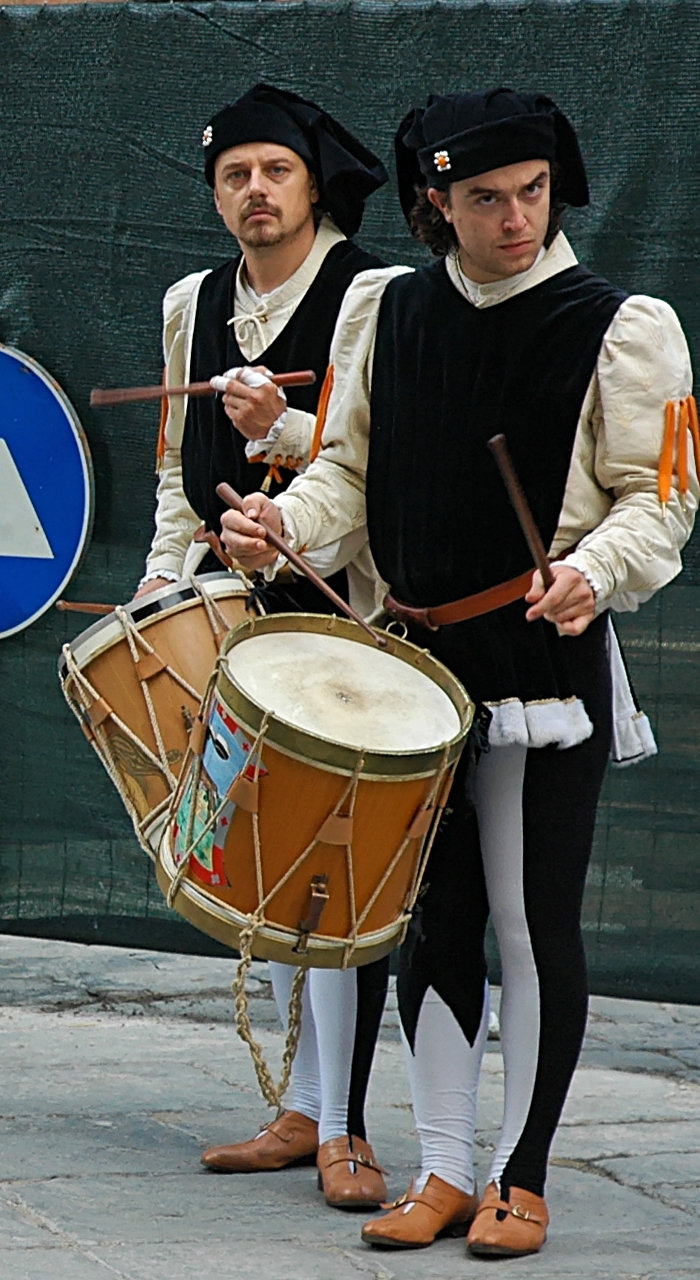
Tambores según el modelo renacentista, en una fiesta en Siena, Italia.
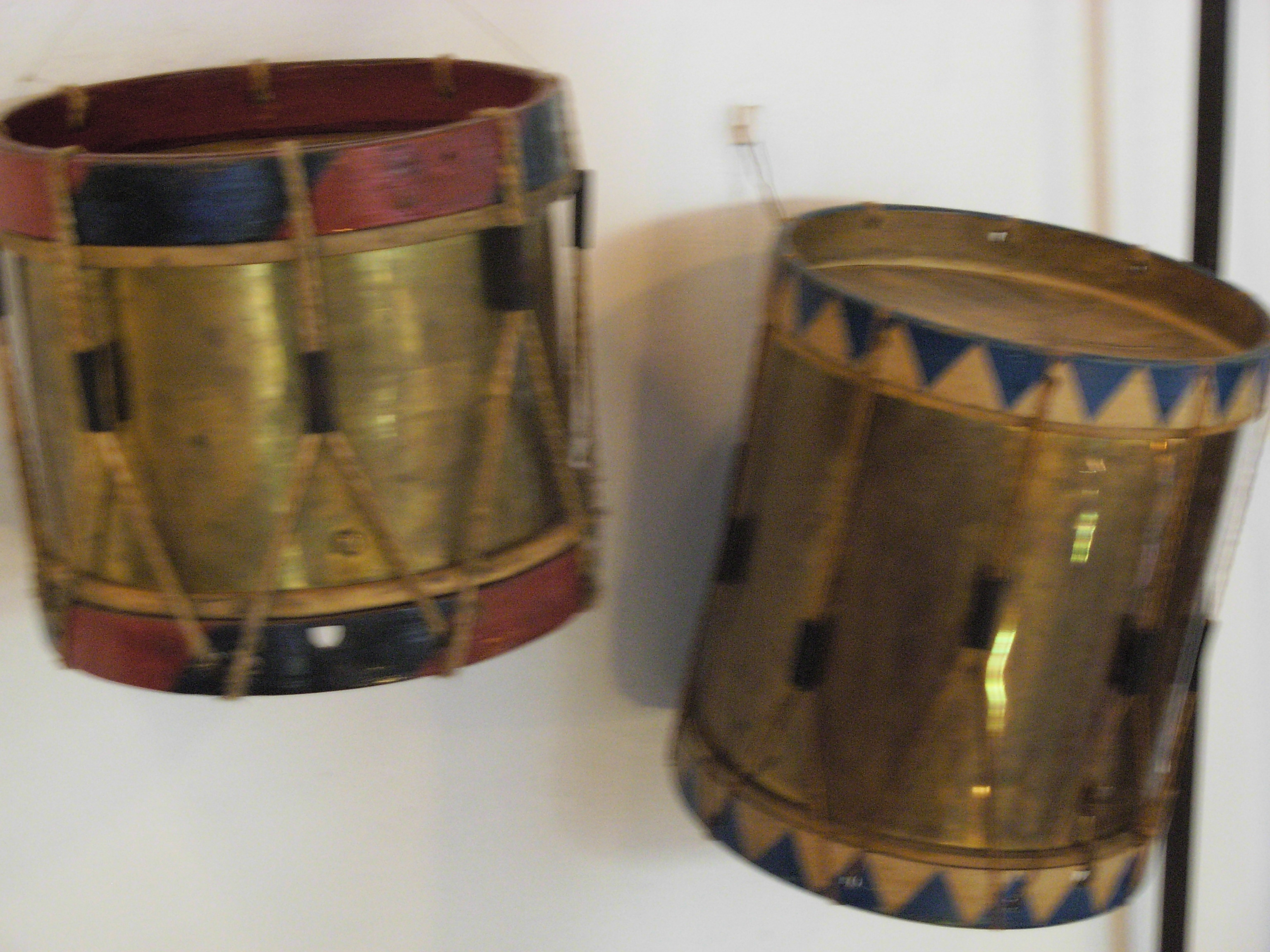
Tambores militares al museo Zagłębia, Polonia.
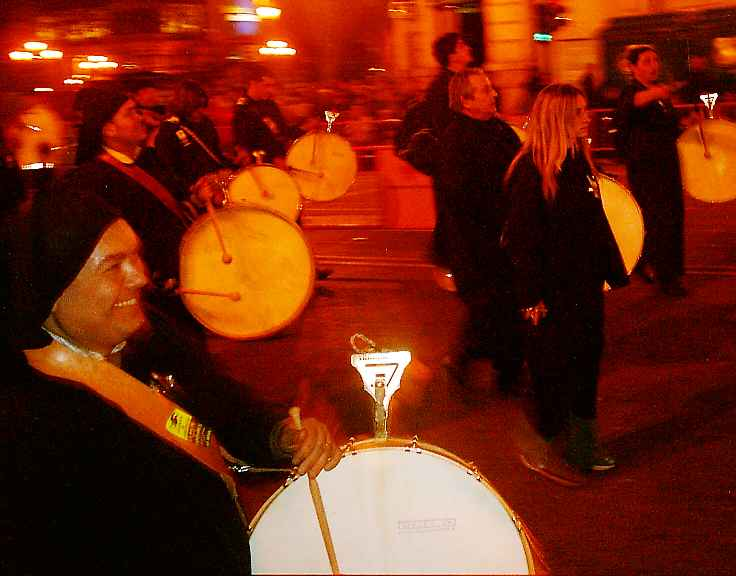
Tambores en las fiestas de las fallas de Valencia.
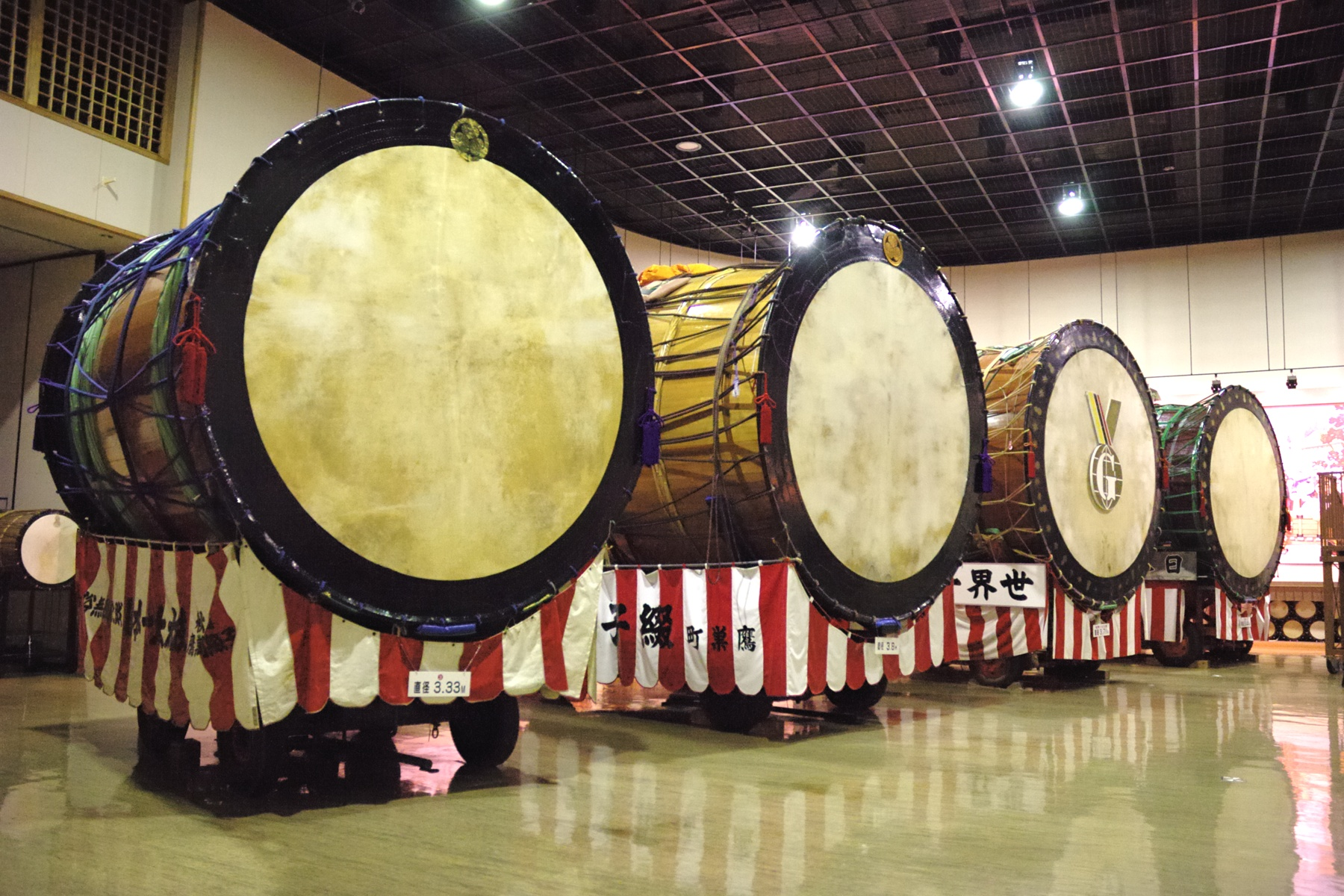
El tambor más grande del mundo al museo de Takanosu.
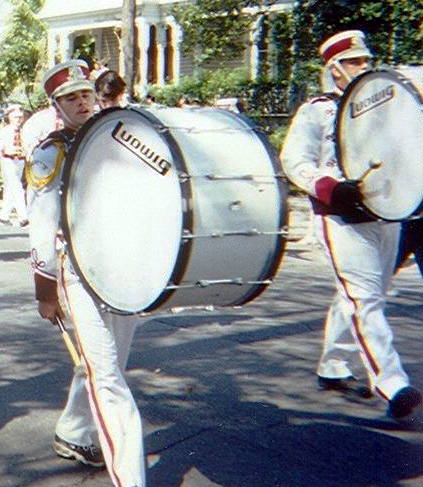
Bombos en una banda en la calle.
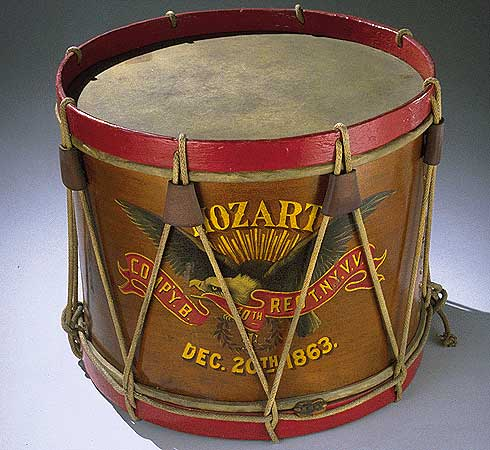
Tambor militar del año 1863.
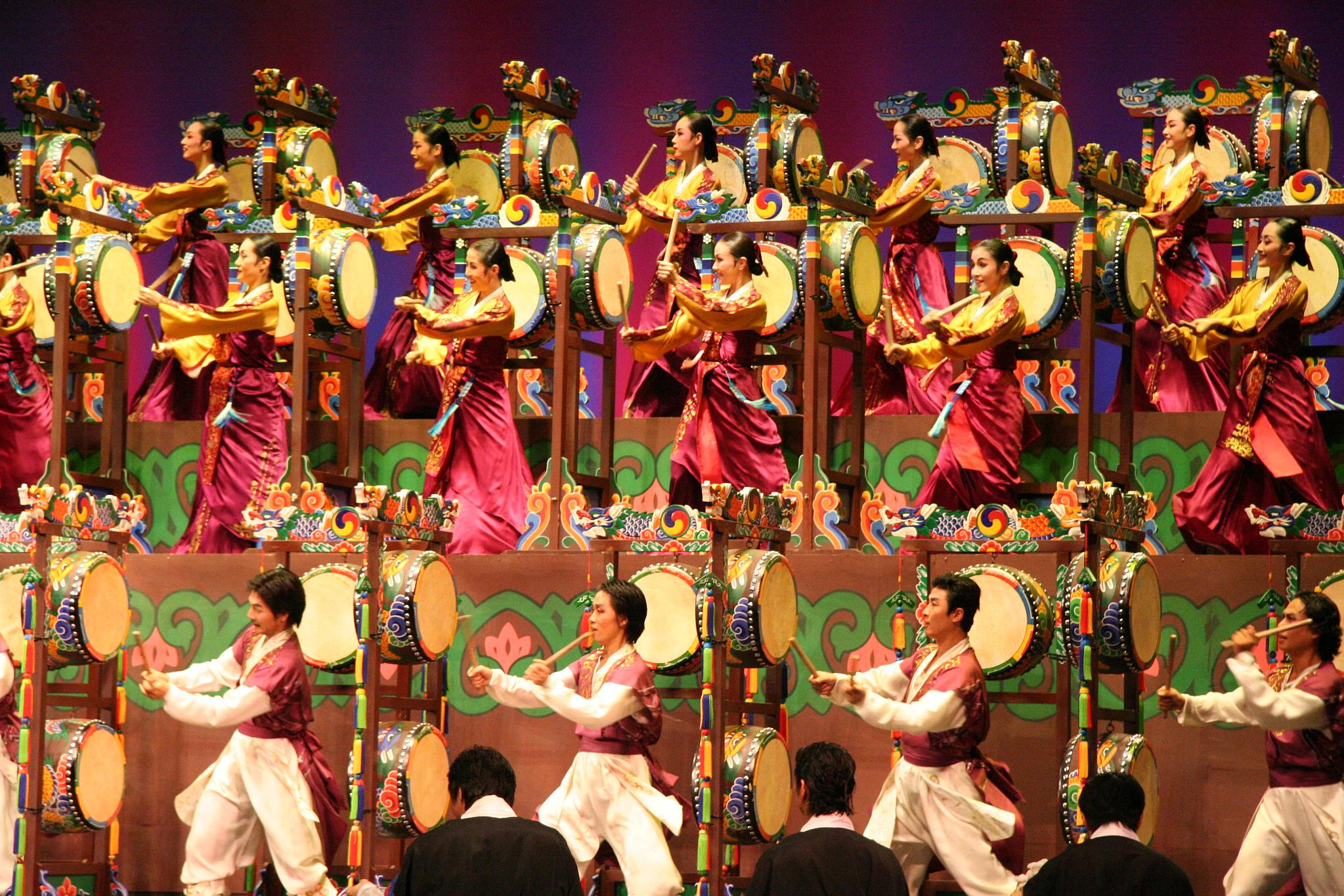
Danza coreana titulada Samgomu, que se ejecuta con un tambor.
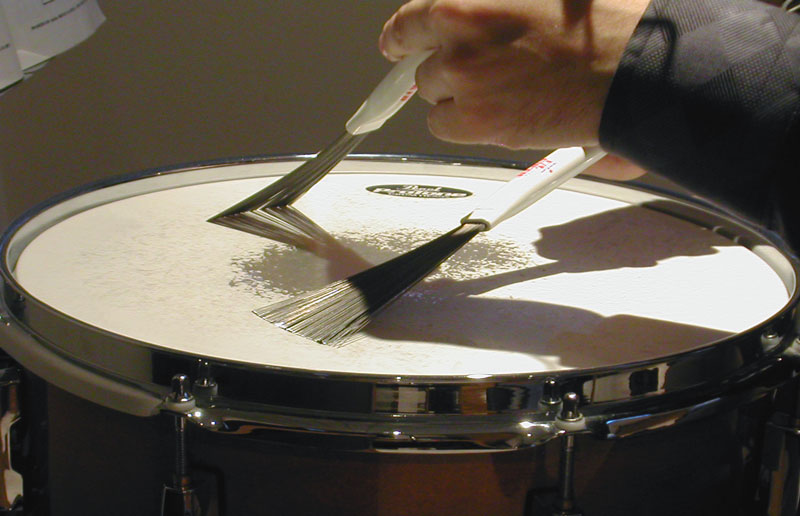
La caja, en el jazz y otros, acontece un membranófono rozado si se usan escobillas.
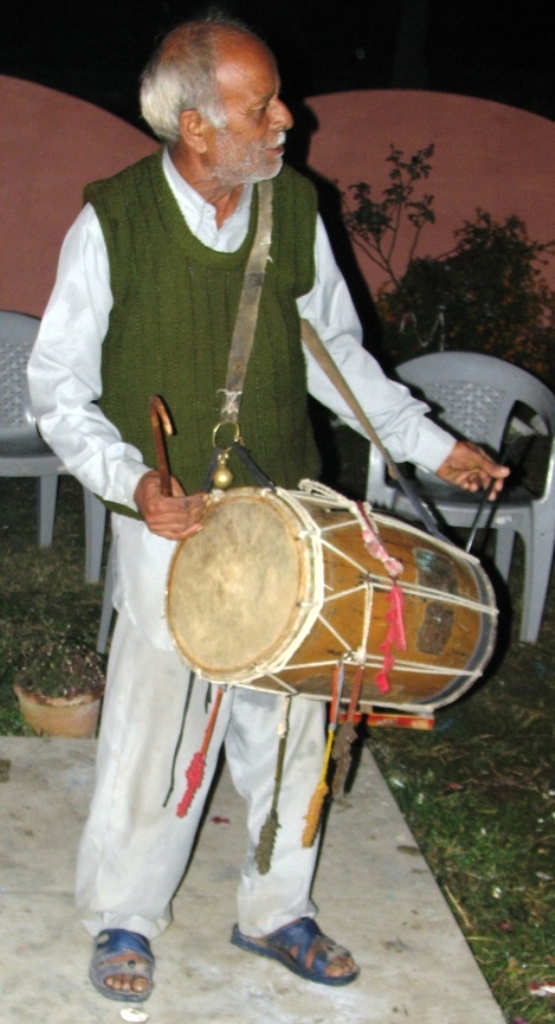
Tambor dholi, de la India.
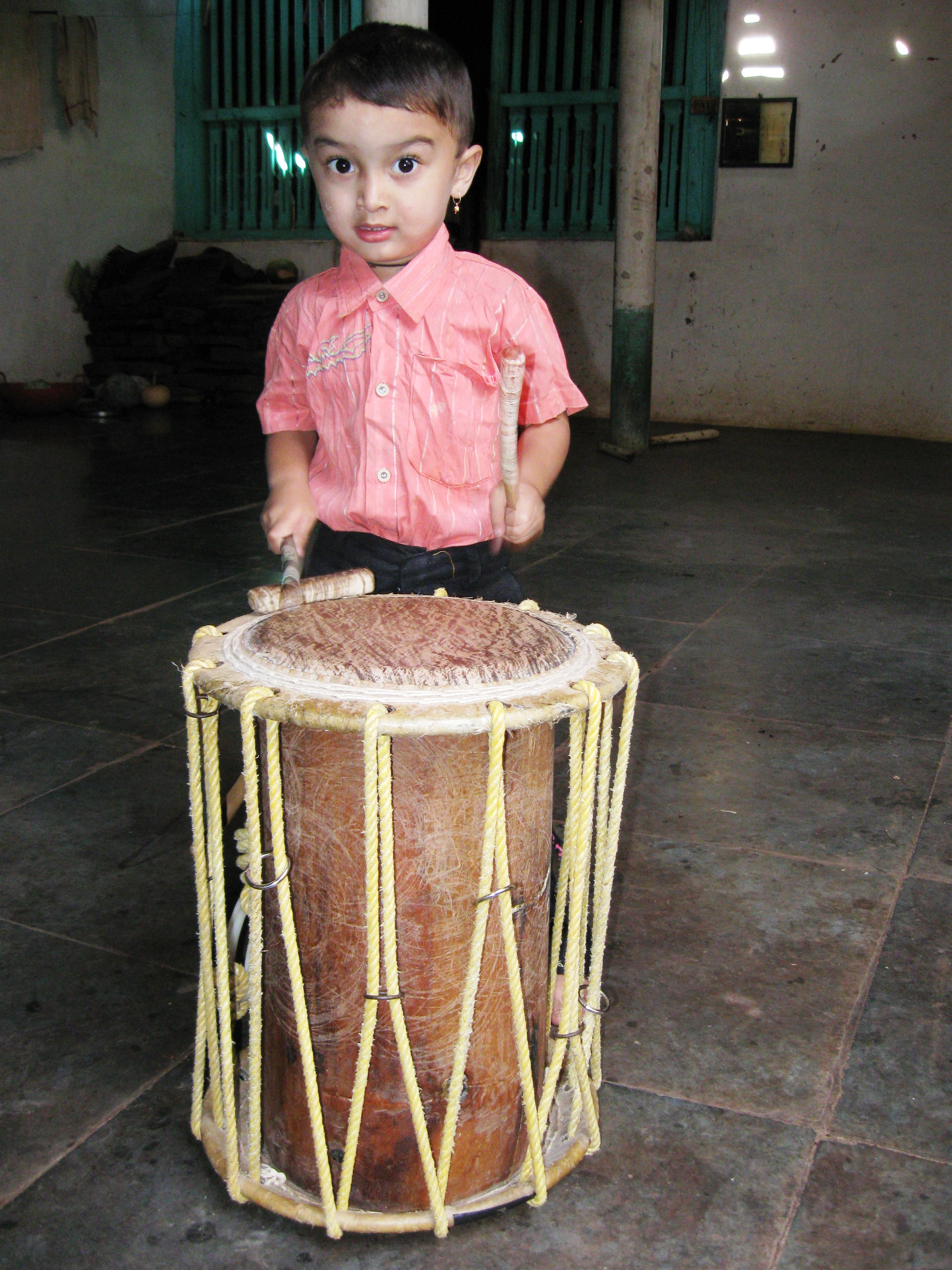
Tamborakshagana, de Chande, en la India.
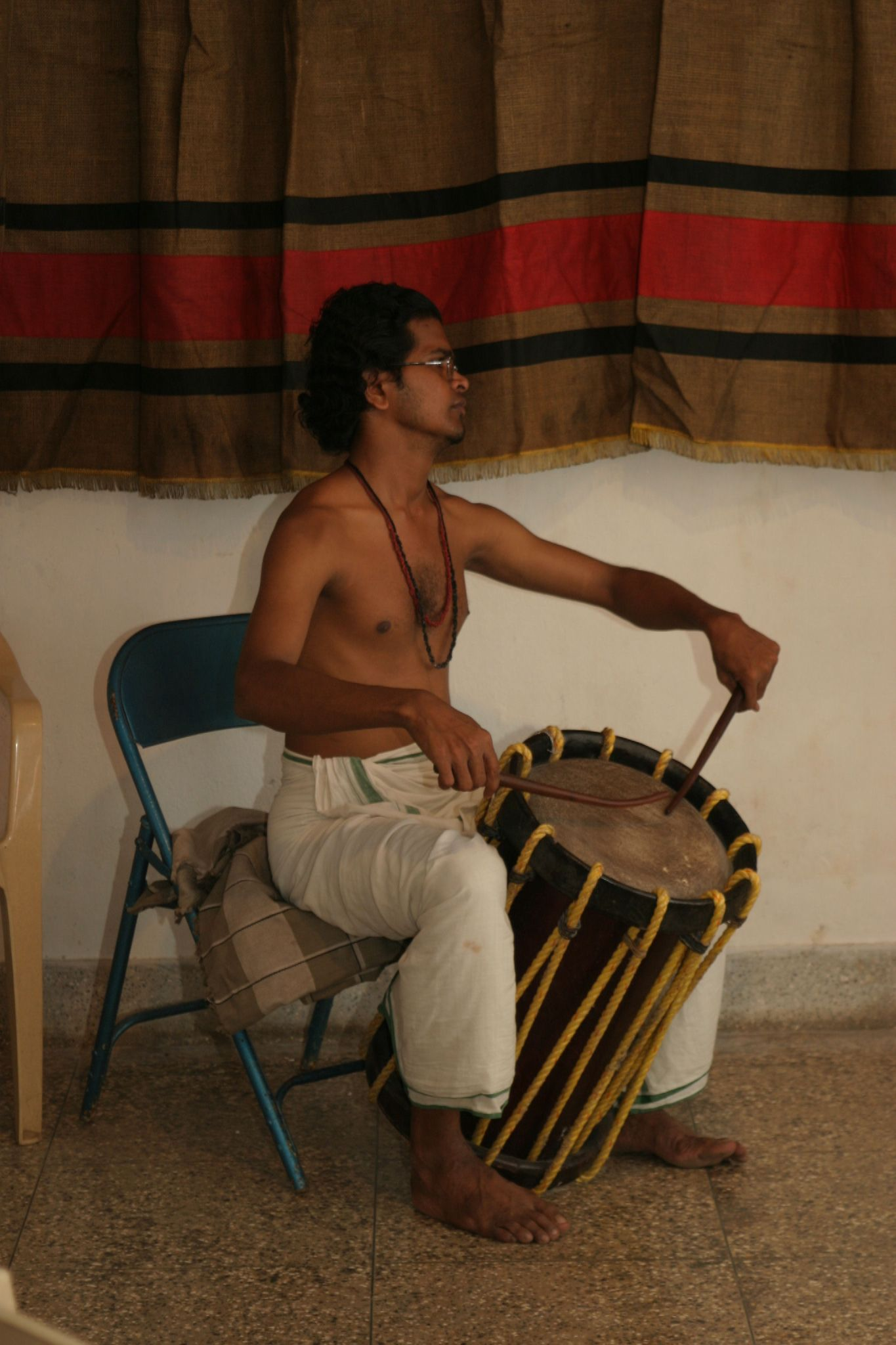
Tambor que se emplea en el género musical y de baile Kathakali, del India.
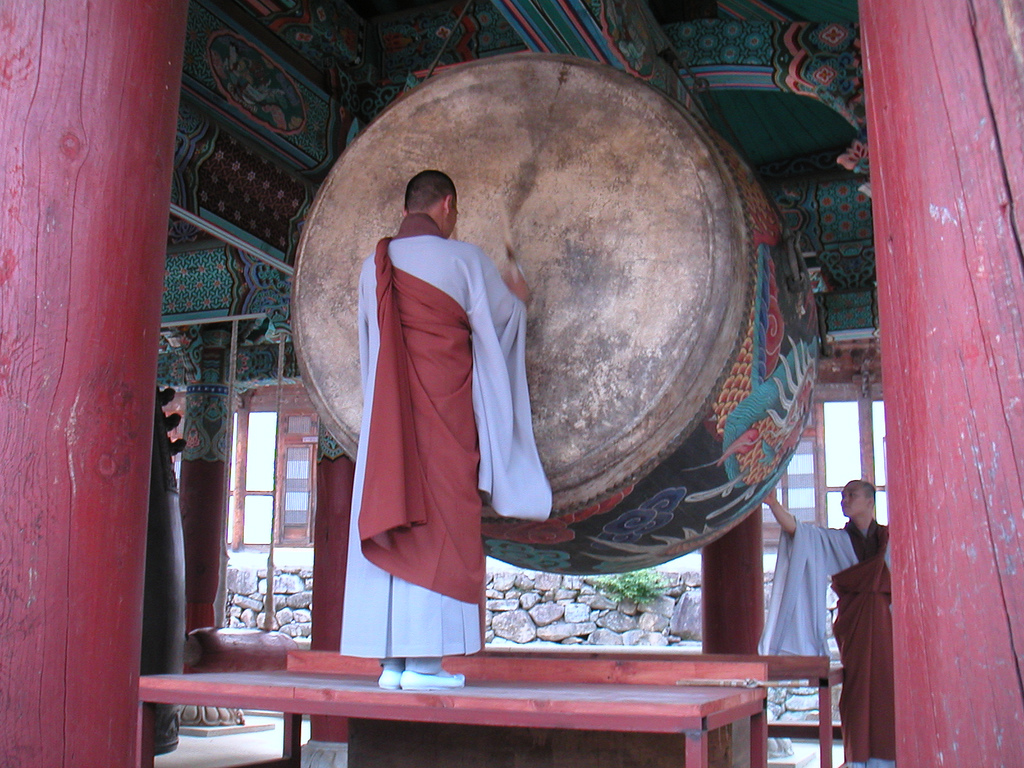
Un monje toca el tambor antes de la liturgia en un templo budista Chogye, de Corea.
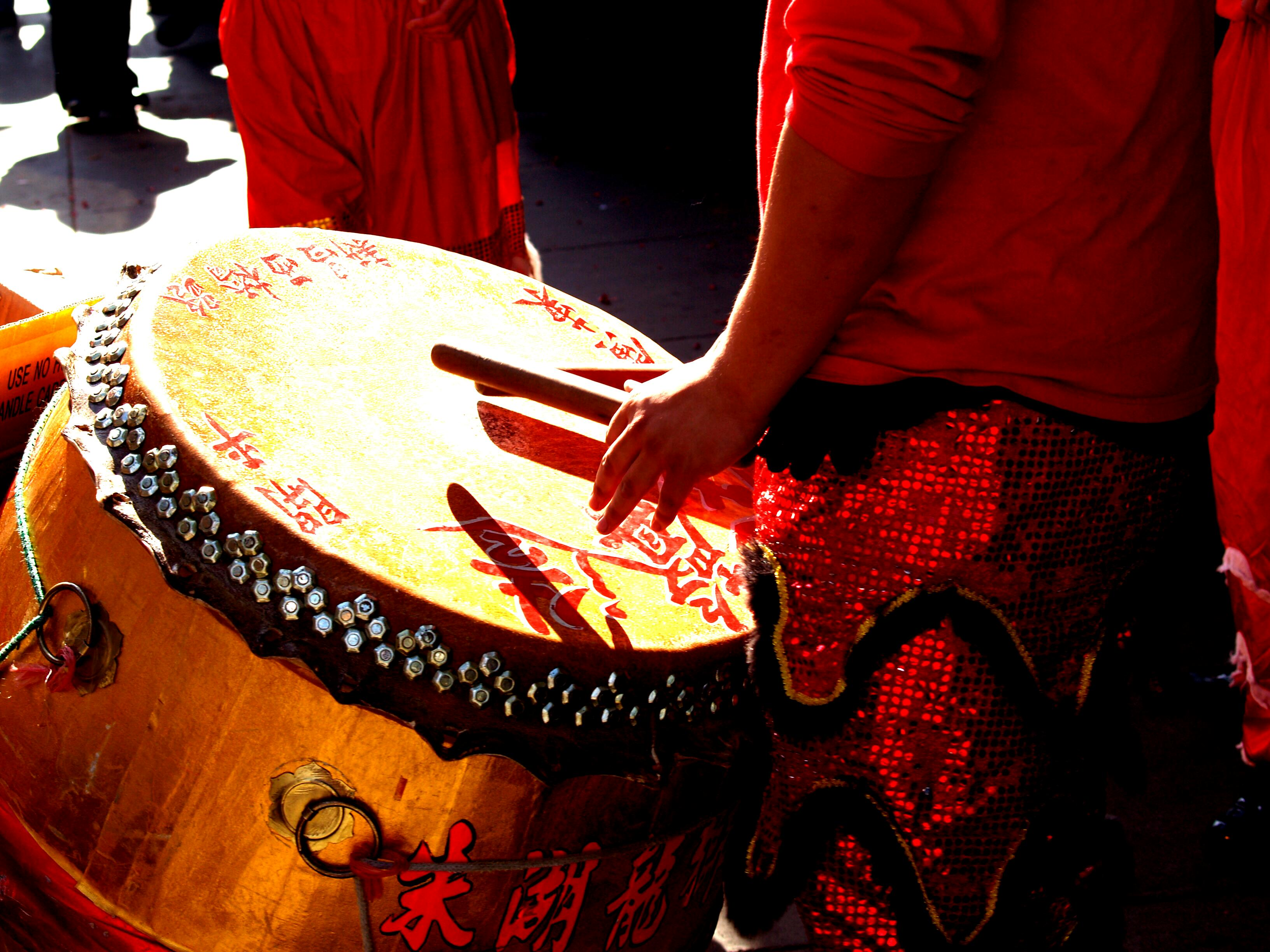
Tambor chino para la danza del León.
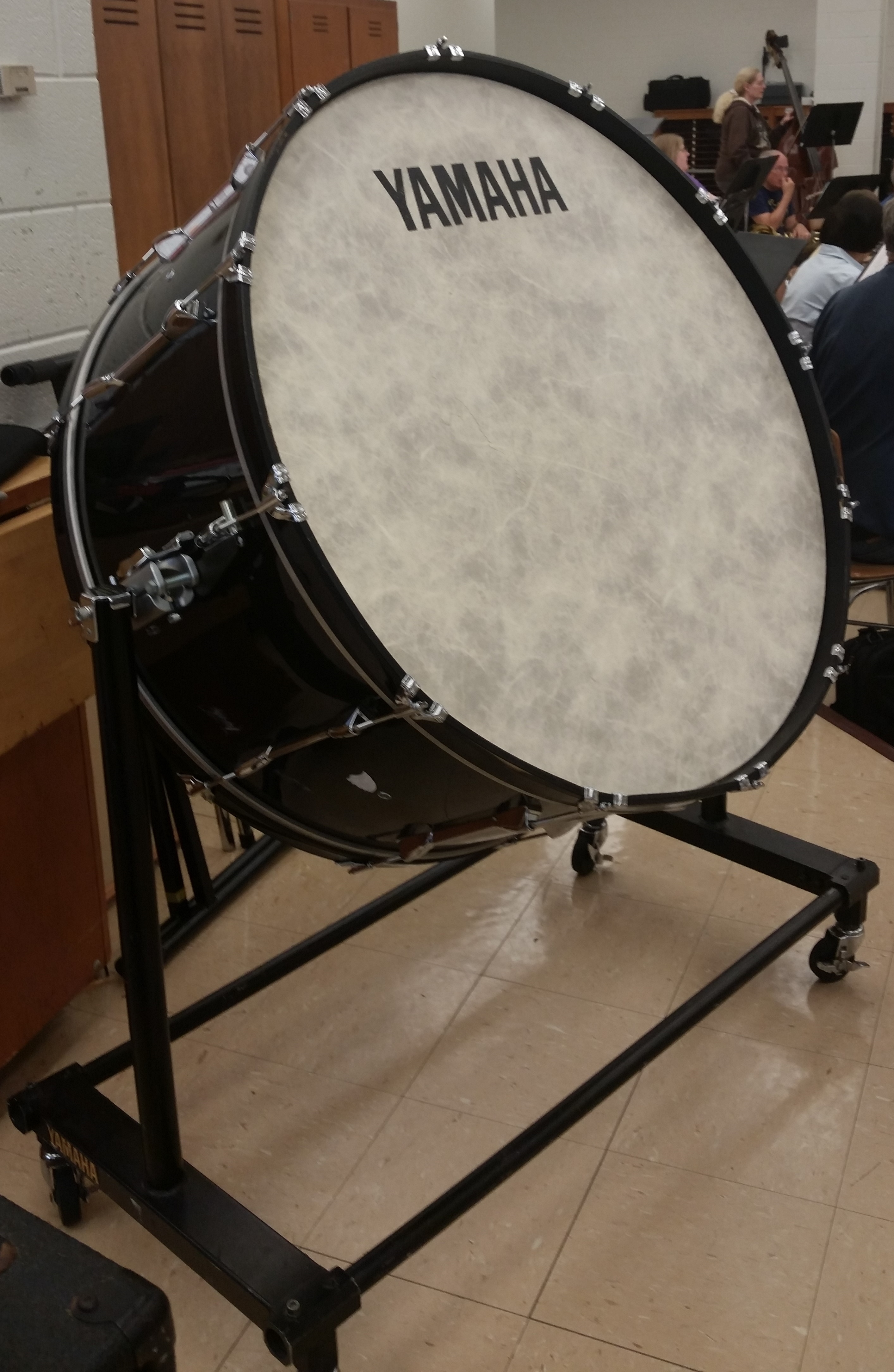
Bombo de orquesta.
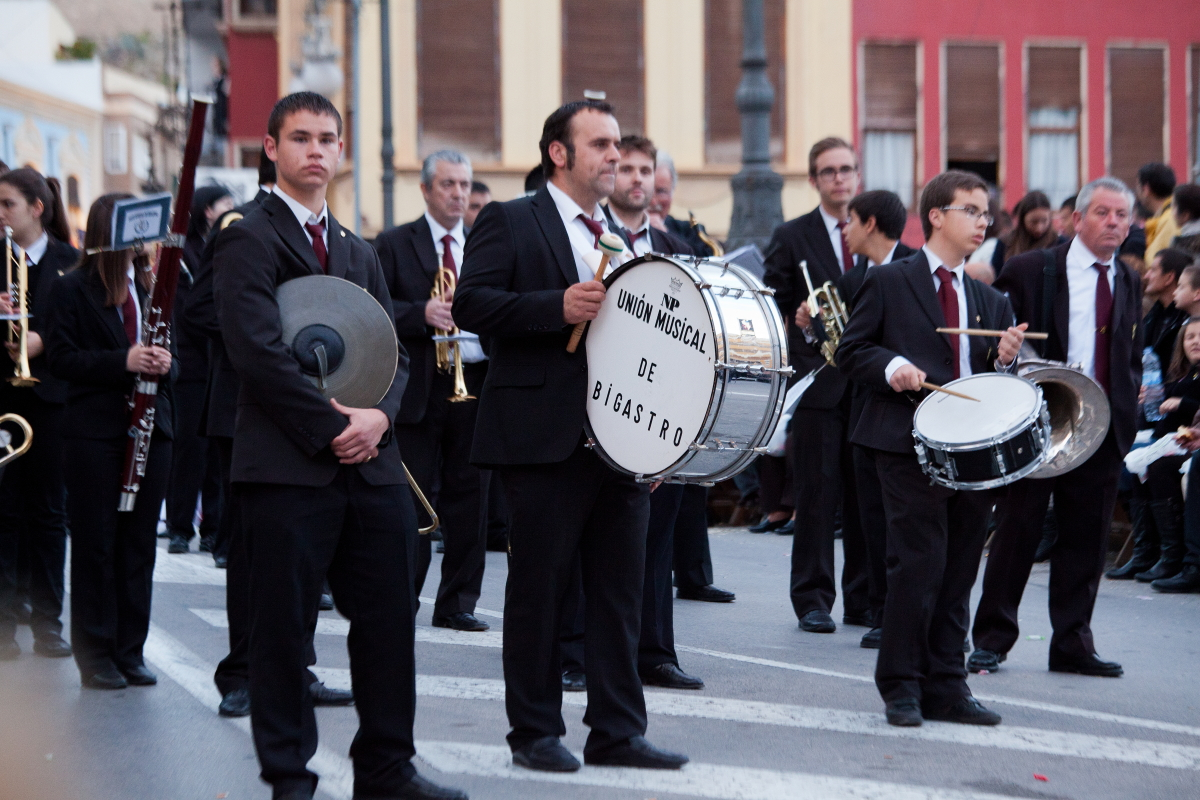
Caja y bombo de una banda tocando en la calle.
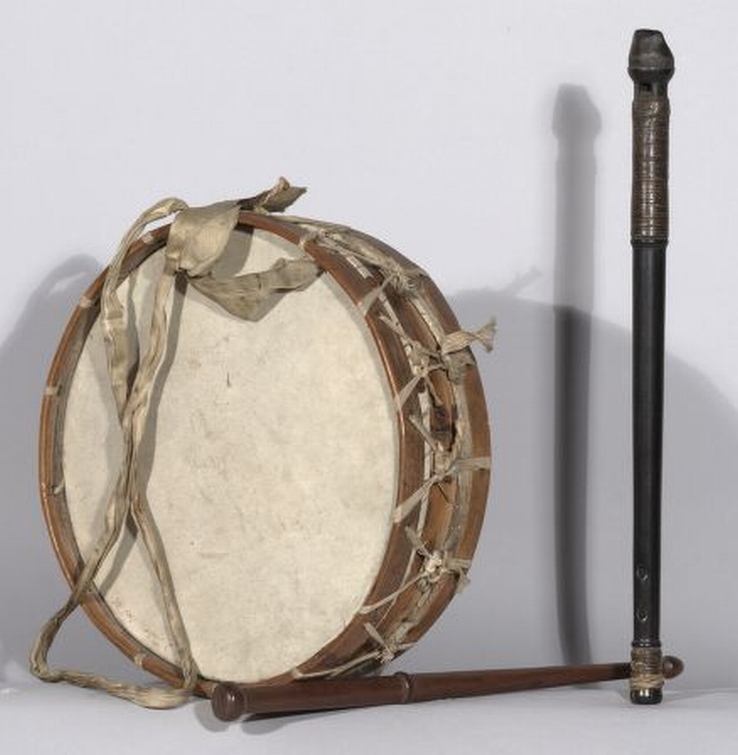
Tambor y flauta de tres agujeros empleados para tocar la Morris Dance de Inglaterra.
Tambor militar francés del Siglo XVI.
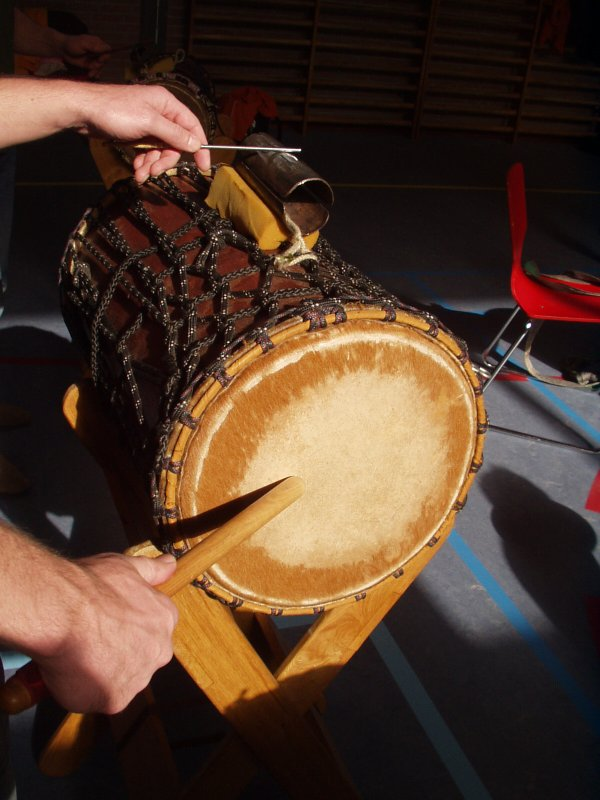
Tambor Sangban, del África occidental.
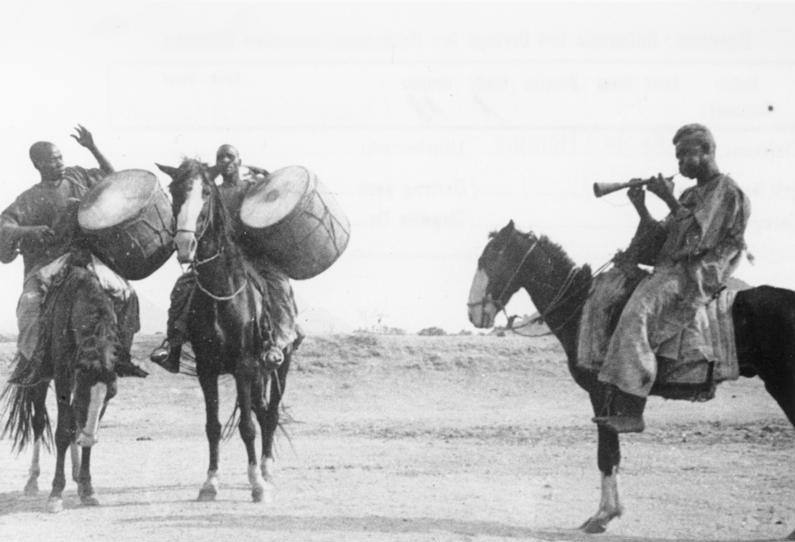
Músicos de Mora, En el Camerún en una fotografía del 1911.
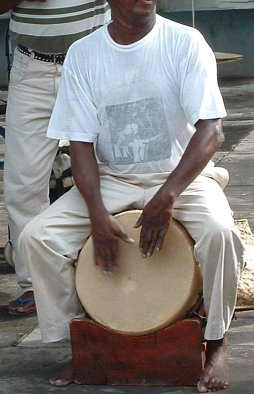
Tambor de la Isla de Reunión.
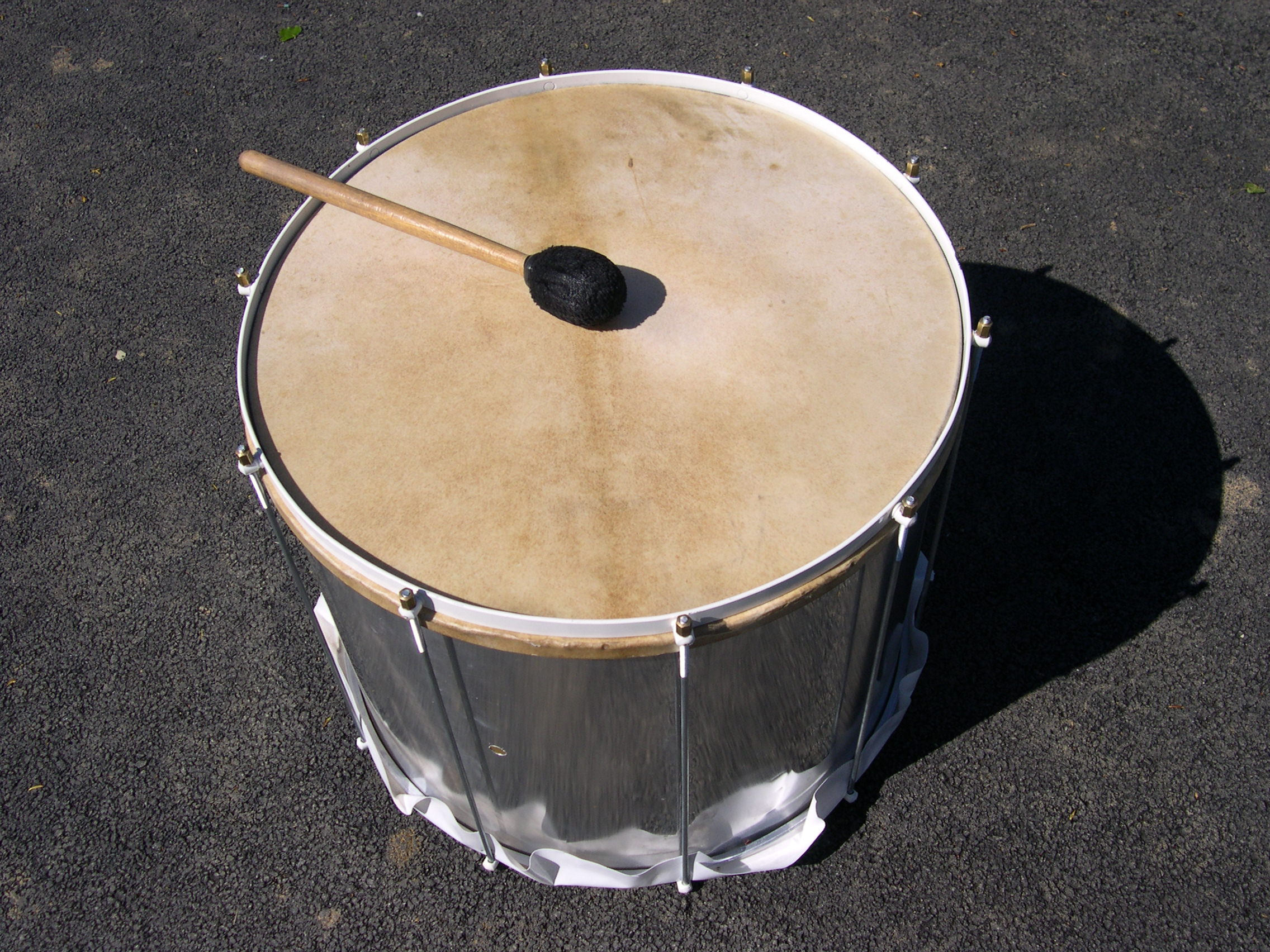
Surdo, uno de los tambores empleados a la batucada.
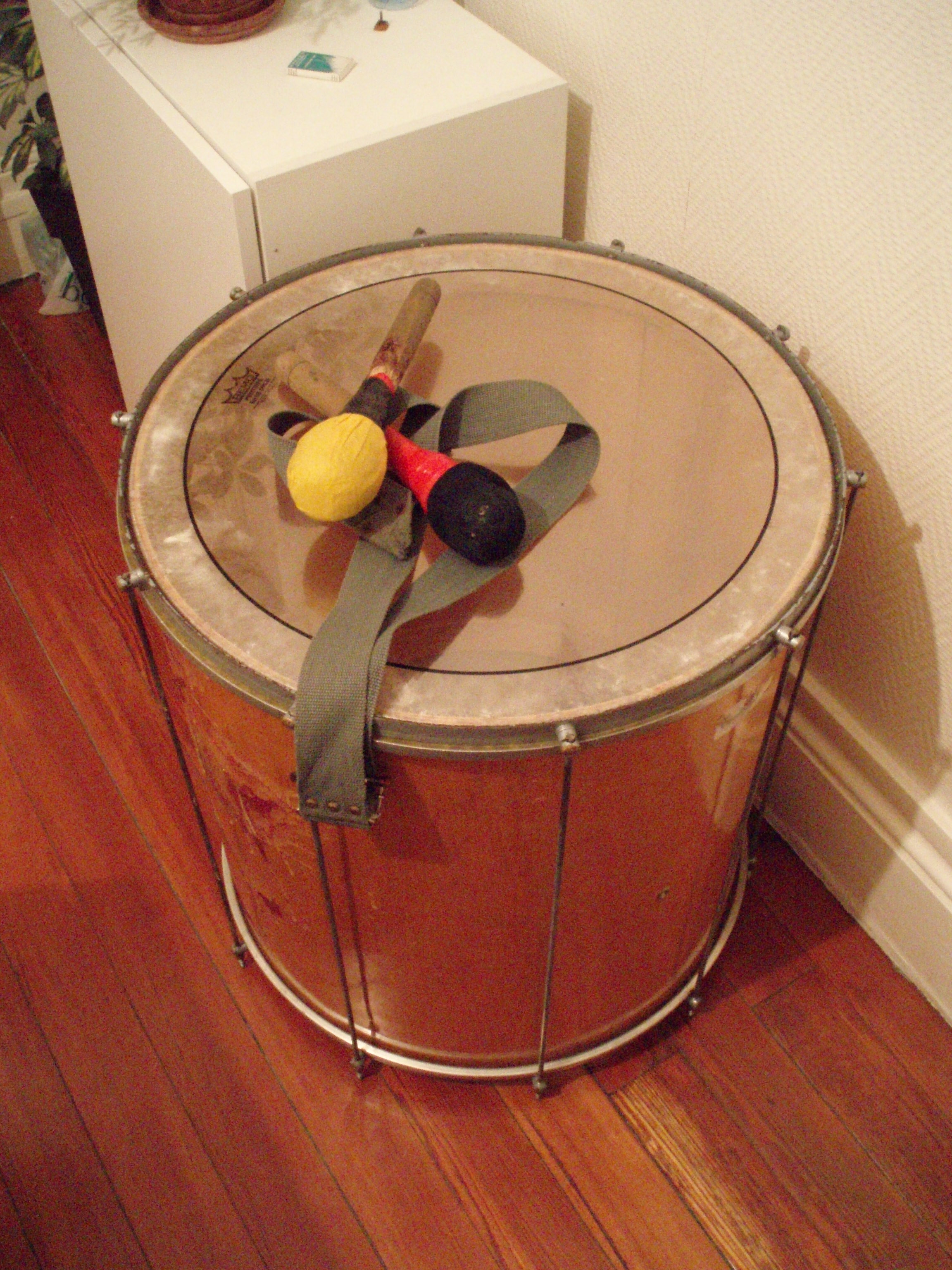
Otro surdo, este con membrana de plástico.
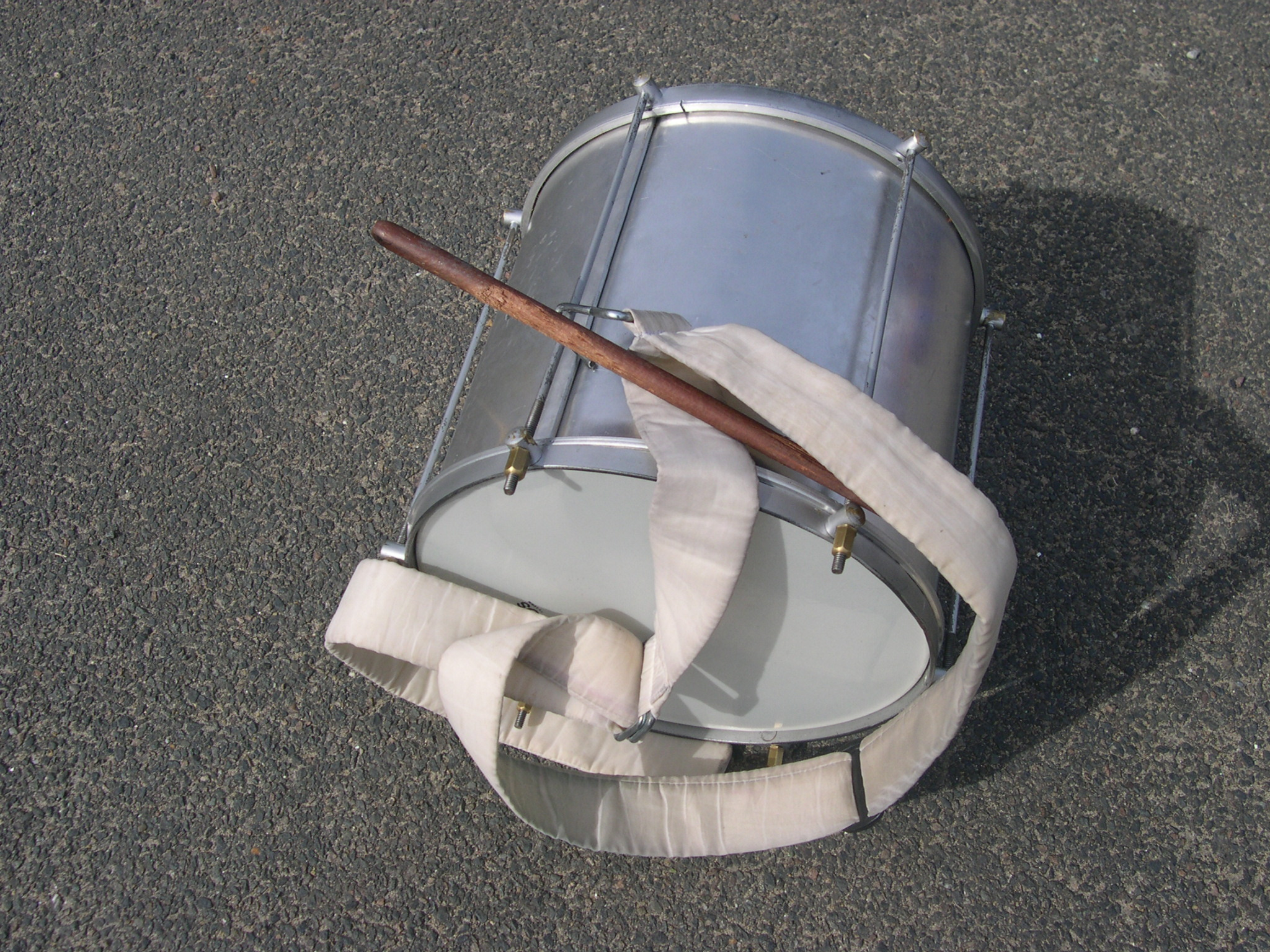
Repinique, otro de los tambores propios de la batucada.
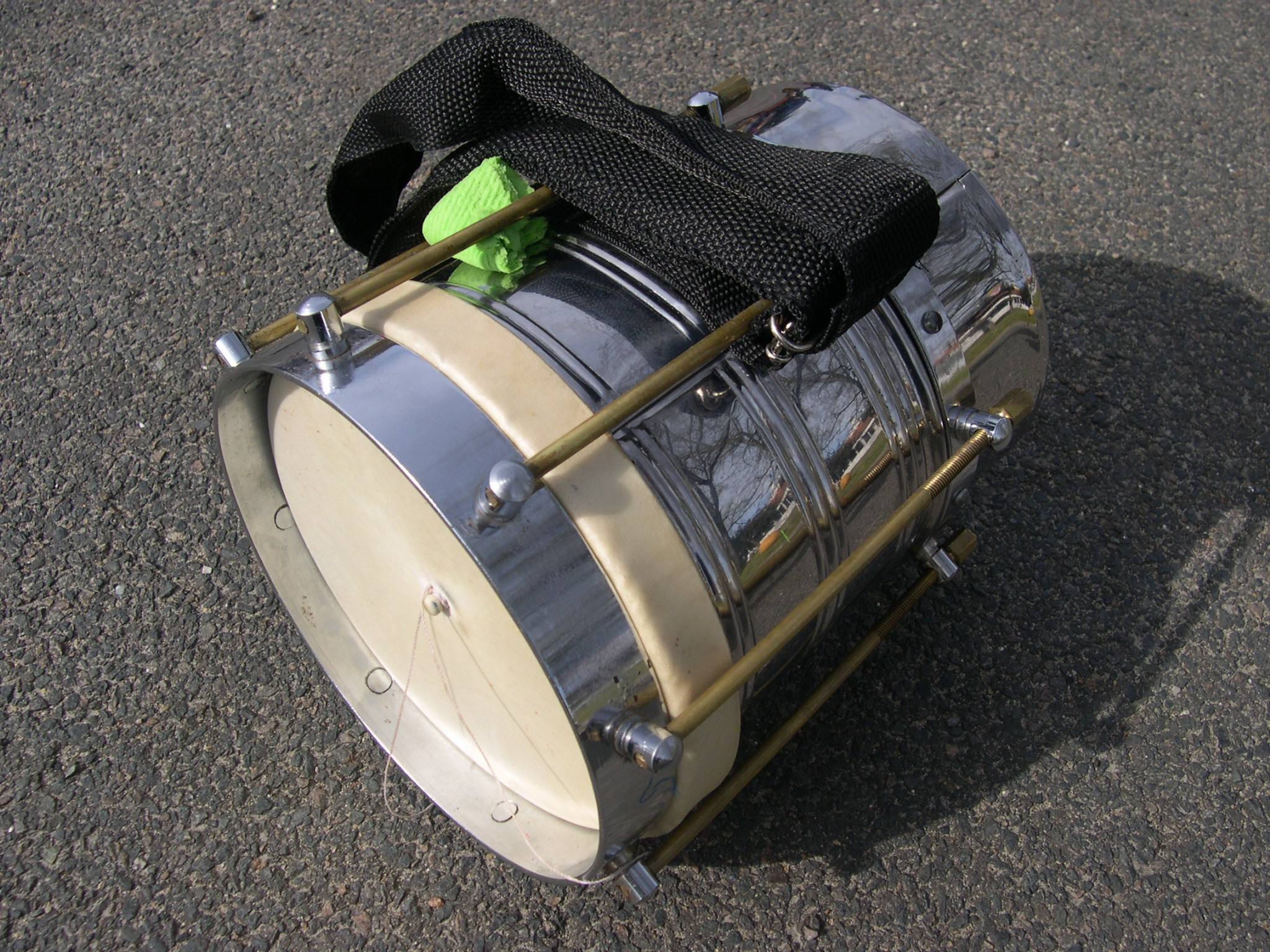
Cuica, también de la batucada.

Tambores cónicos, o más exactamente troncocónicos, con la base con un diámetro más estrechado que la parte superior, en la cual se percude. Son muy frecuentes al continente africano. Entre ellos hay el ntenga, de Uganda o el koboro de Etiopía. Igualmente en América se han desarrollado tambores cónicos (los tambores batá de Cuba o los de los indios ijca, entre otros) a los cuales se han unido en los últimos siglos los que han sido traídos desde África por los esclavos. También al Sudeste asiático se  encuentran, por ejemplo en Java y en las Islas Nias. Es habitual que estos tambores tengan una sola membrana percutible.

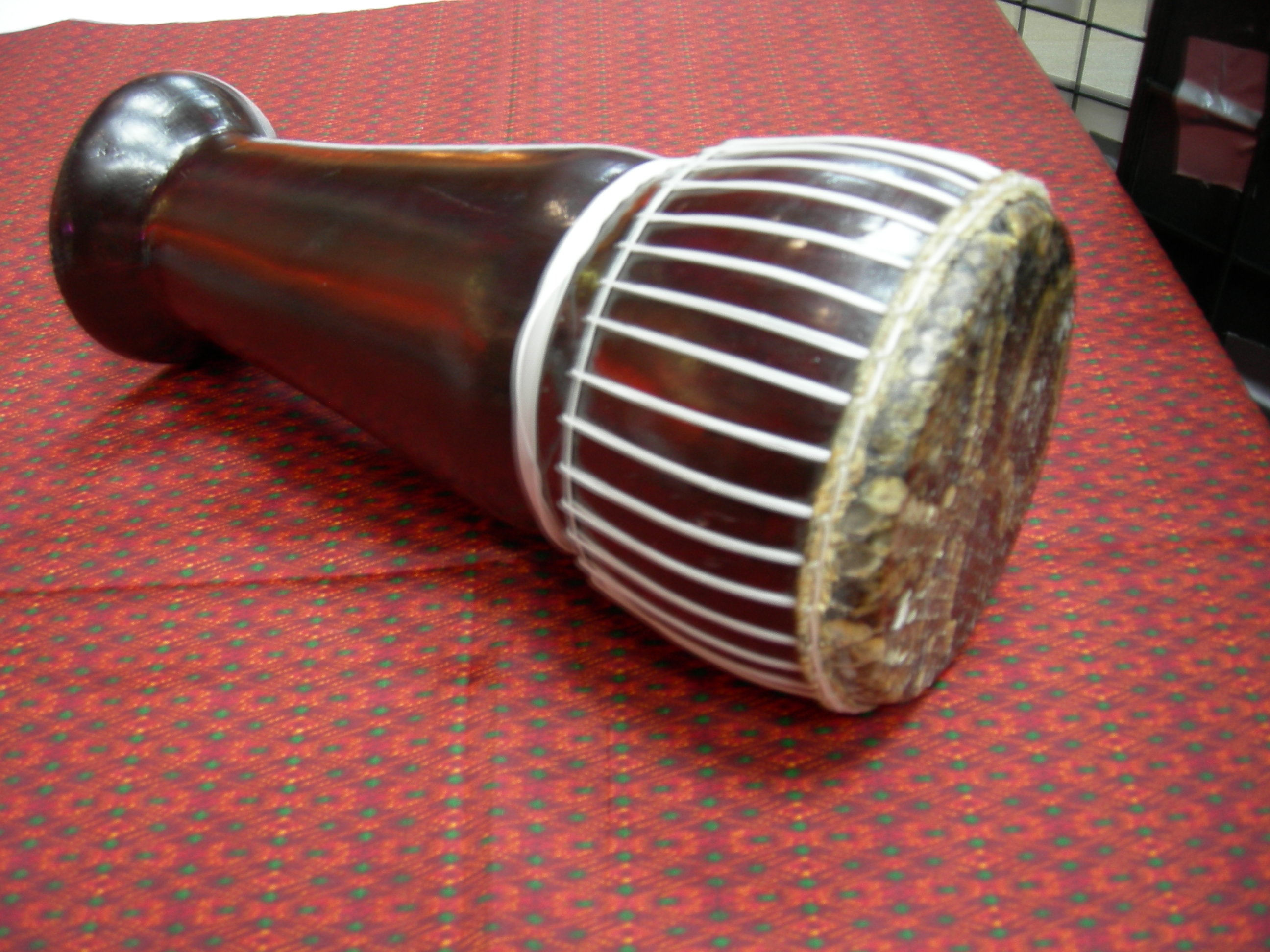
Tambor khmer, denominado Skor.
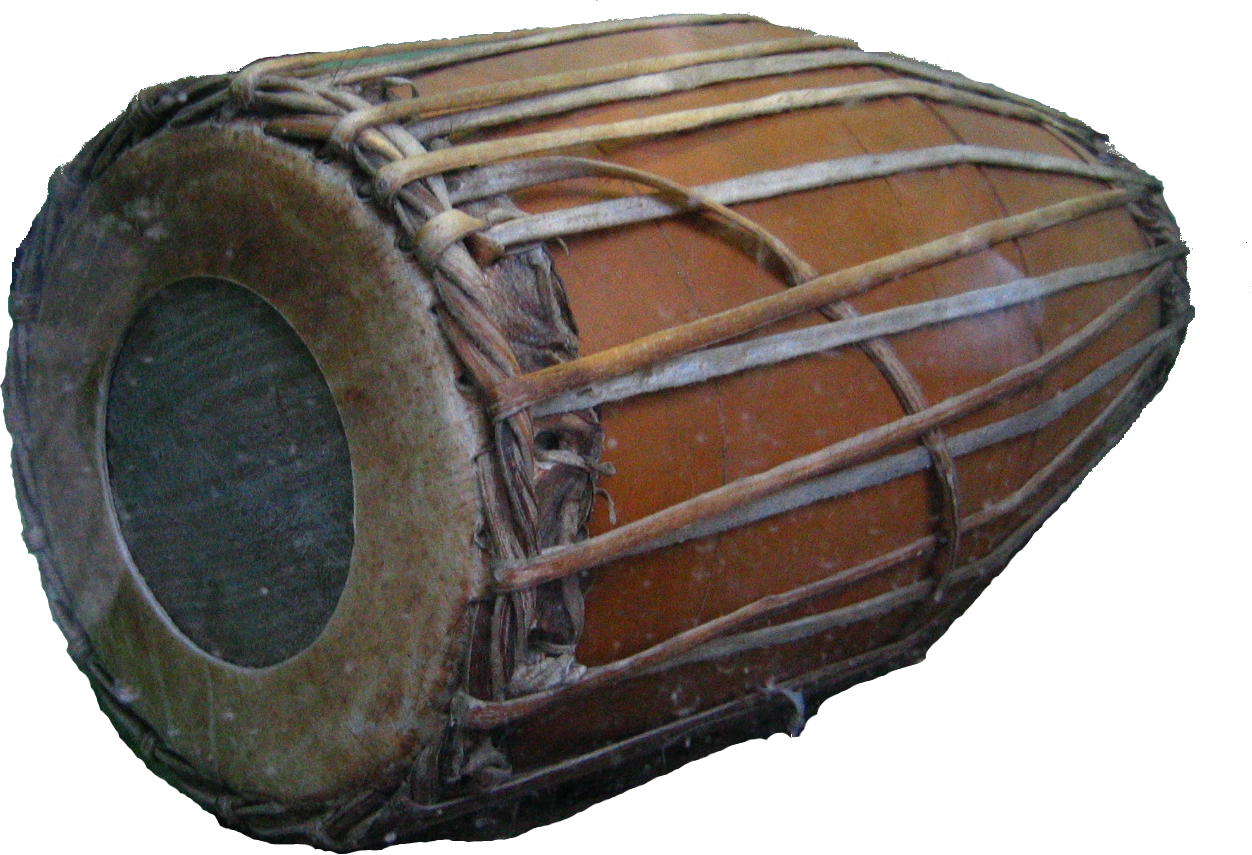
Tambor Mridangam, de la música carnática de la India.
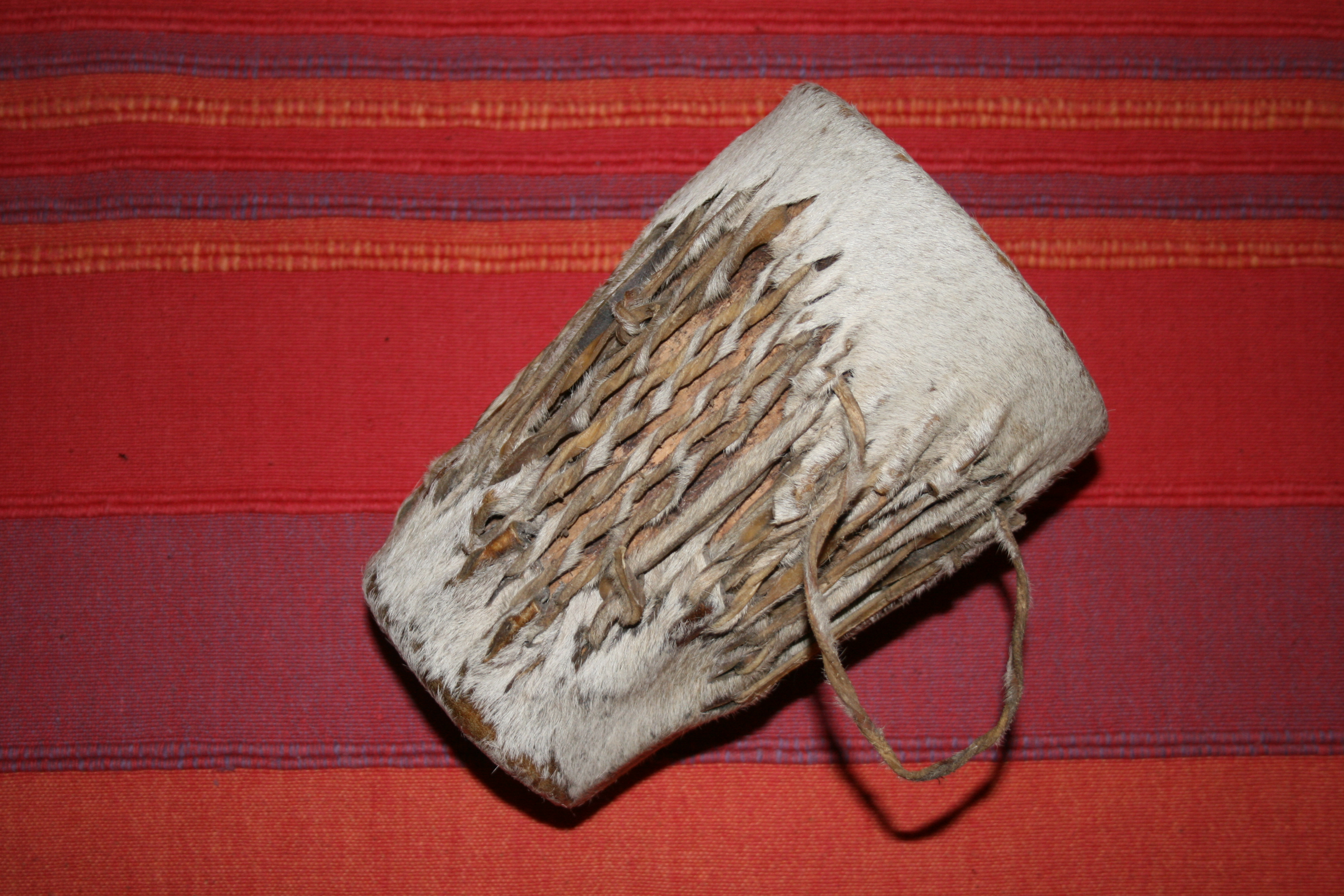
Tambor-sonajero o tambor sacudido africano. Al sacudirlo, un objeto que hay en el interior pica a las membranas y las hace vibrar.
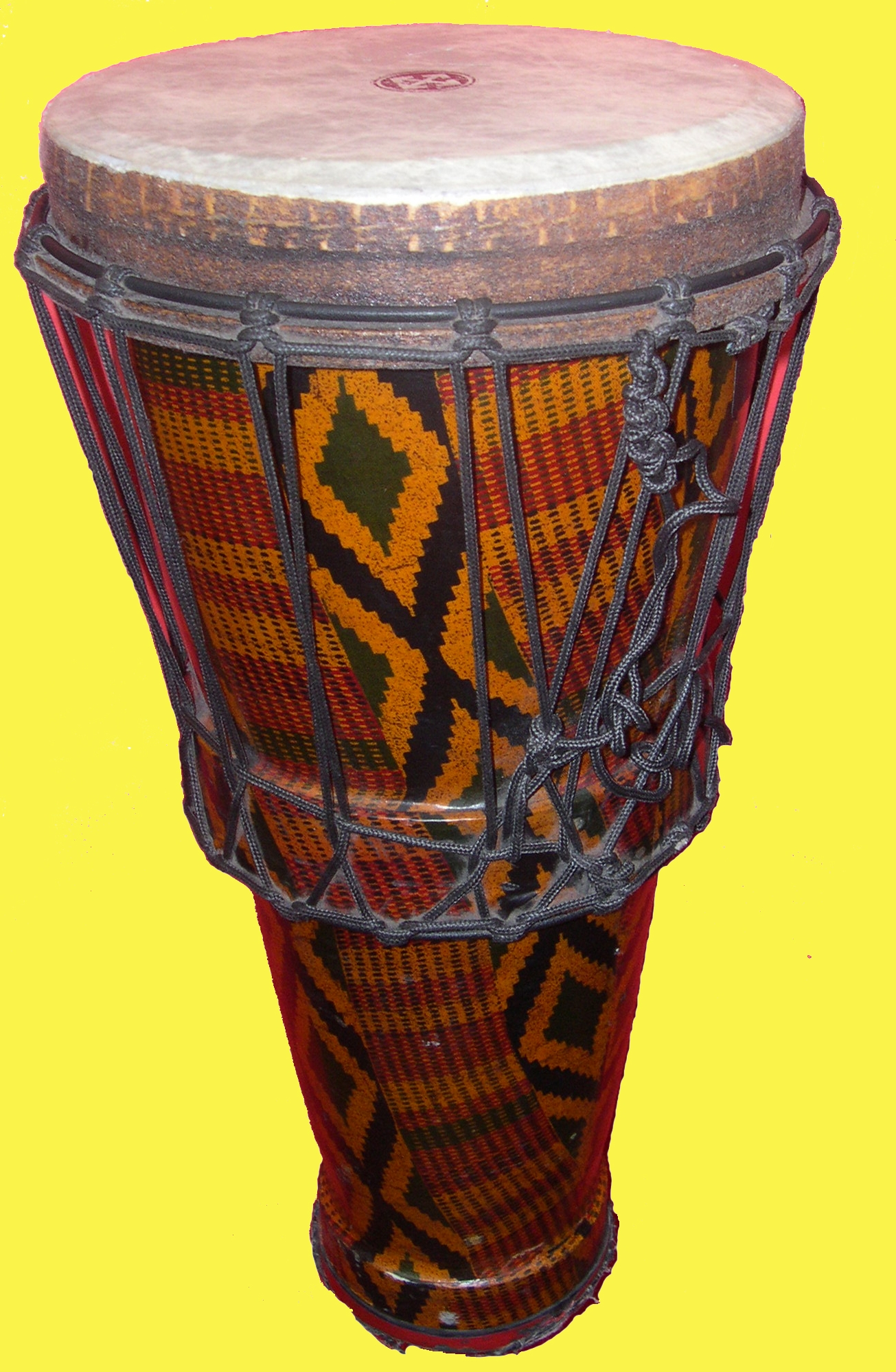
Tambor ashiko, originario de África occidental pero que se encuentra en ambos costados del Atlántico.
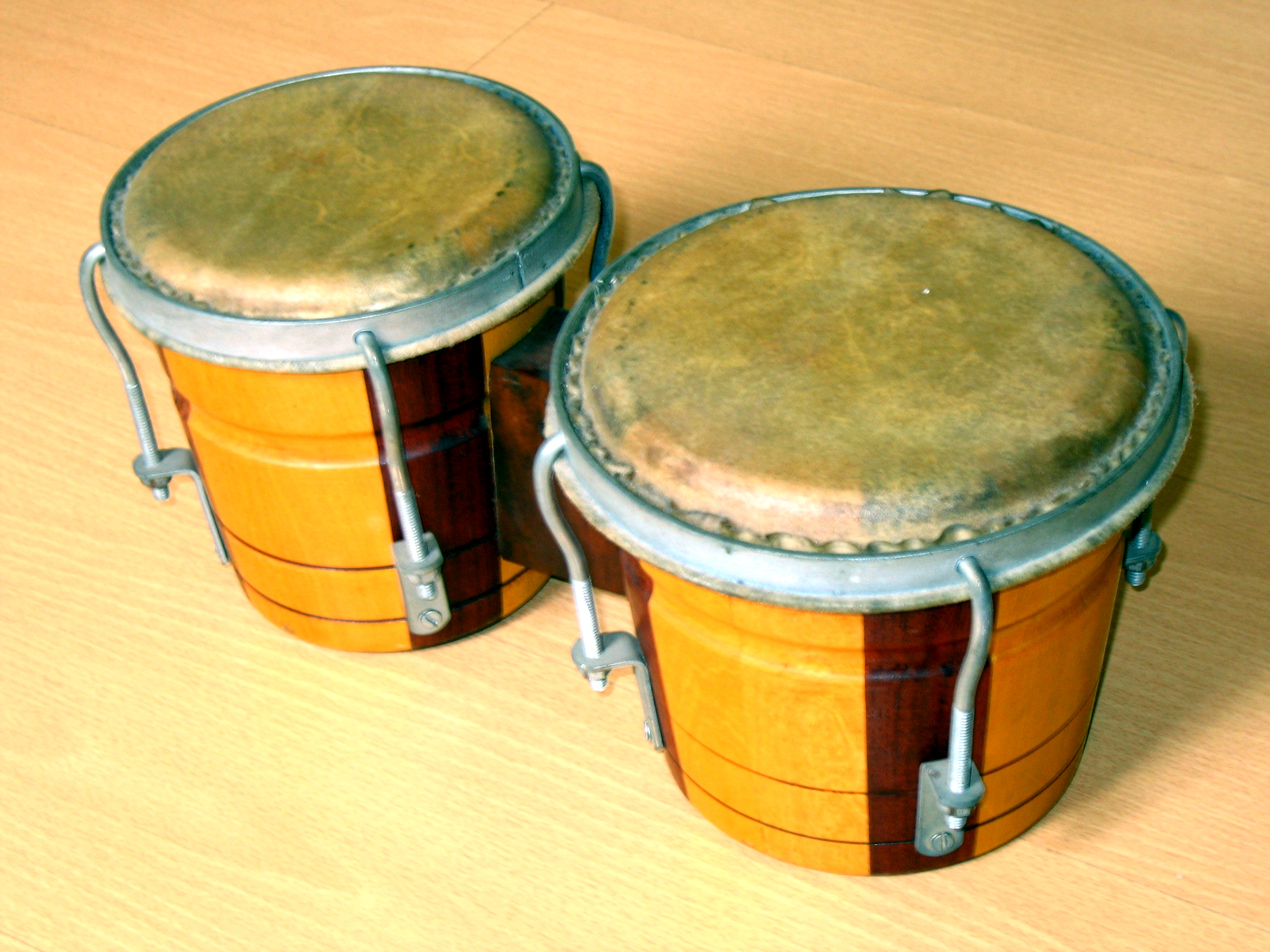
Bongos.

- Tambores en forma de bota o de barril, más anchos por el centro que por los  bordes (las membranas), y normalmente con dos membranas, que pueden ser del mismo diámetro, si el tambor tiene un perfil simétrico, o de diámetros diferentes, si lo tiene asimétrico. Son especialmente habituales en el Sudeste asiático (Camboya, Java ...) y en la India, a pesar de que también hay en África, en América del Sur y en Japón (algunos tambores daiko cómo lo tsuri daiko o l'o-daiko. También se encuentran entre estos las congas, propias de la música latinoamericana y los bongos que  son una versión popularizada y más moderna.

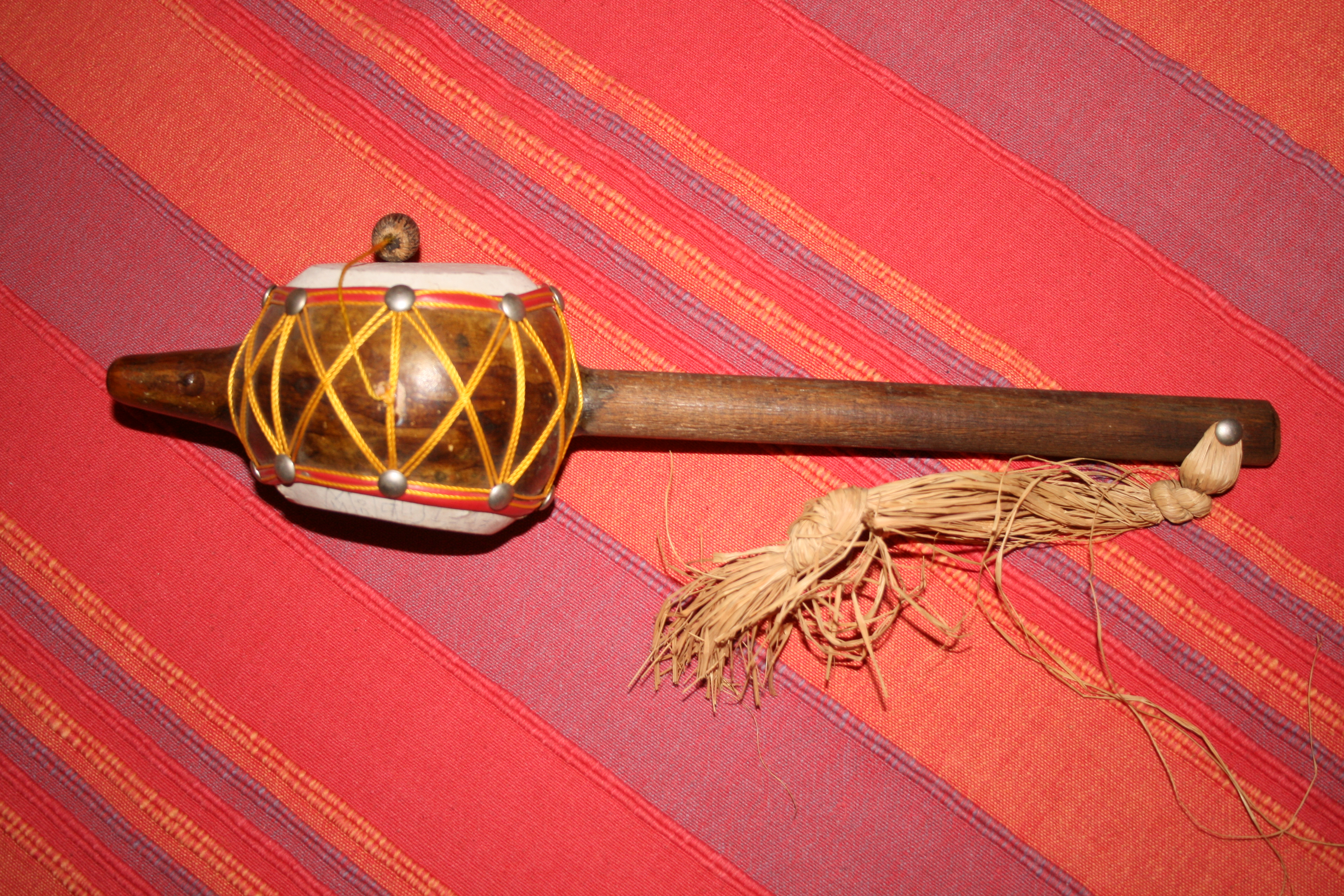
Tambor de mano, con mango, del Brasil.
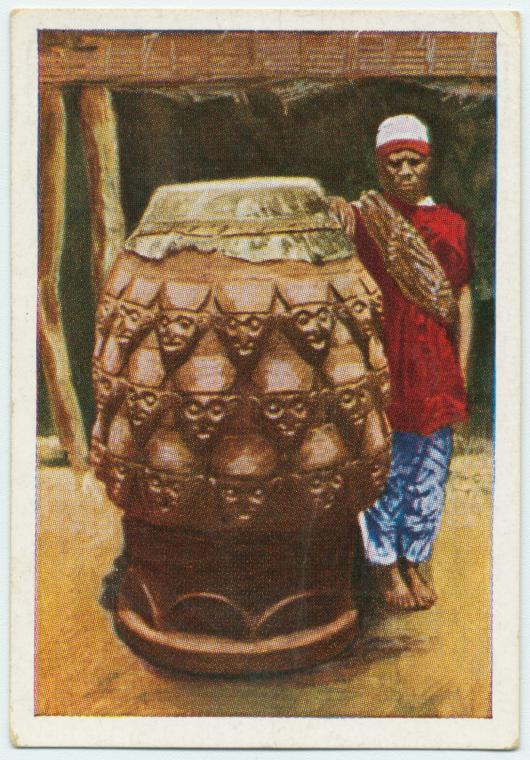
Tambor palaver, de Camerún.
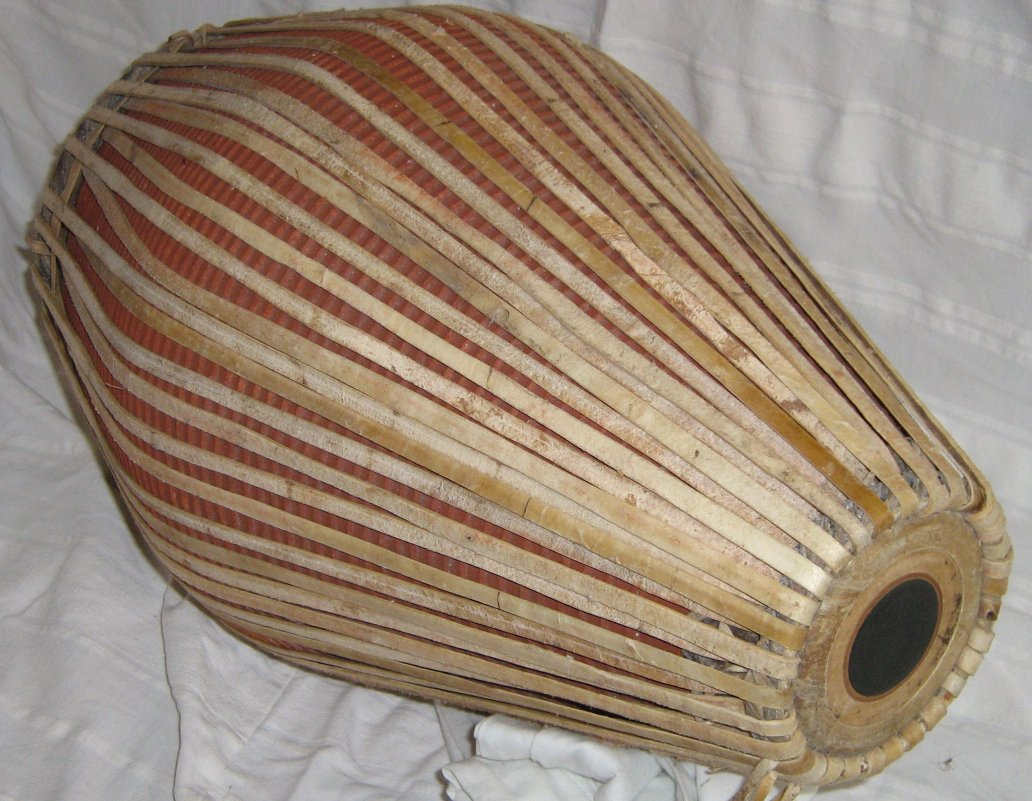
Tambor khol, de Bengala, en la India.
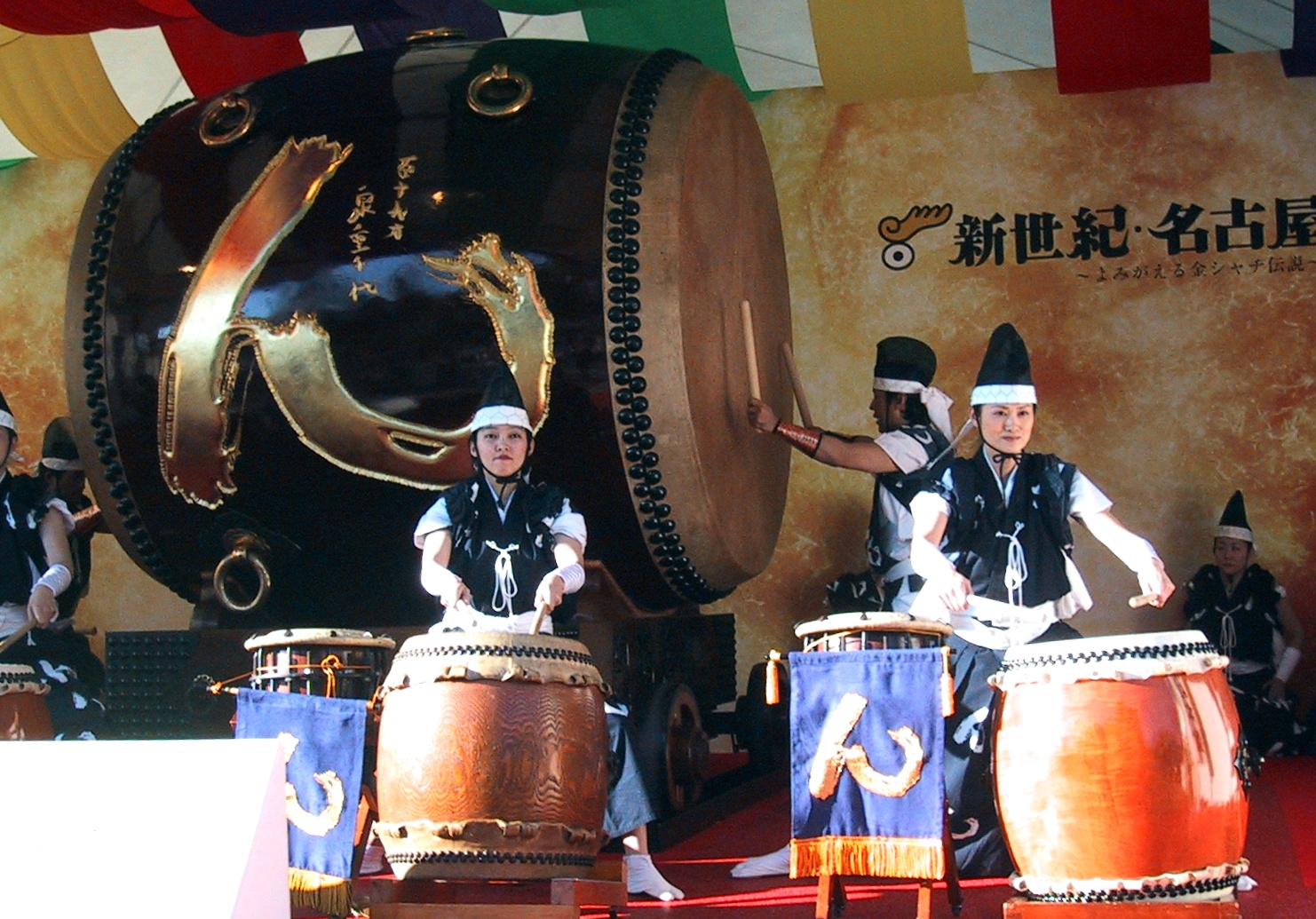
Gran tambor Taiko, a Nagoya, Japón.
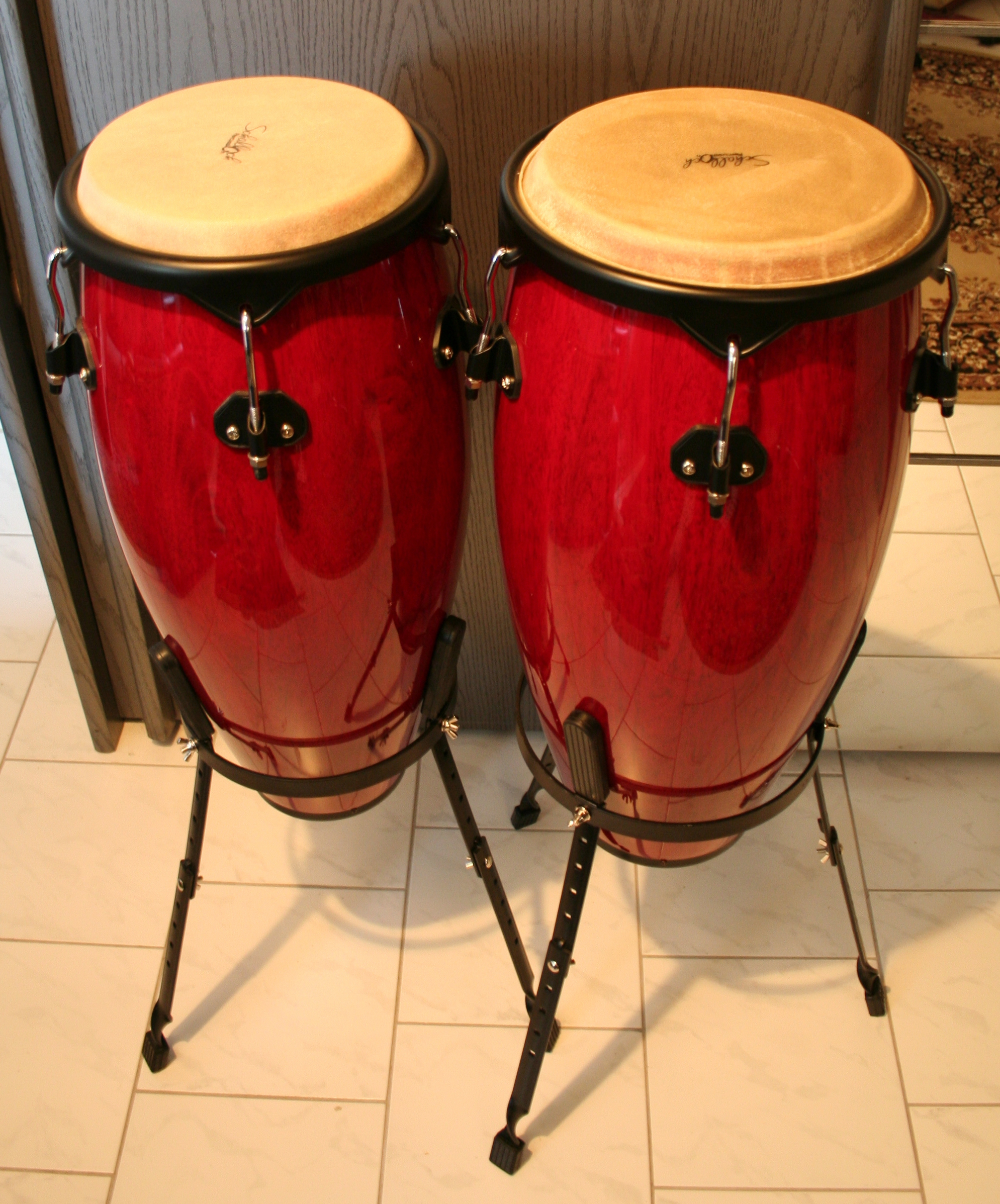
Congas.
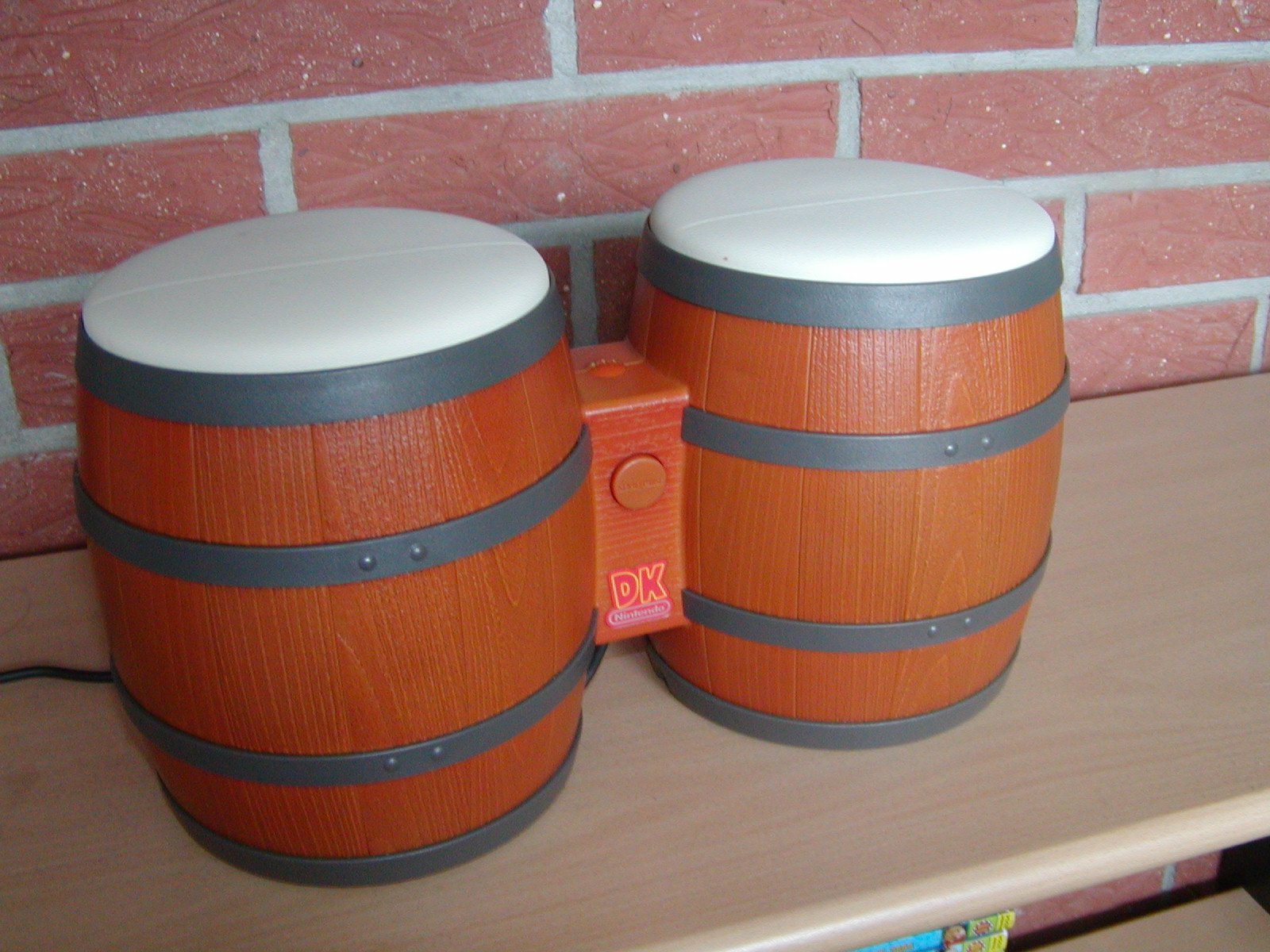
Una nueva versión, modificada, de unos bongos.
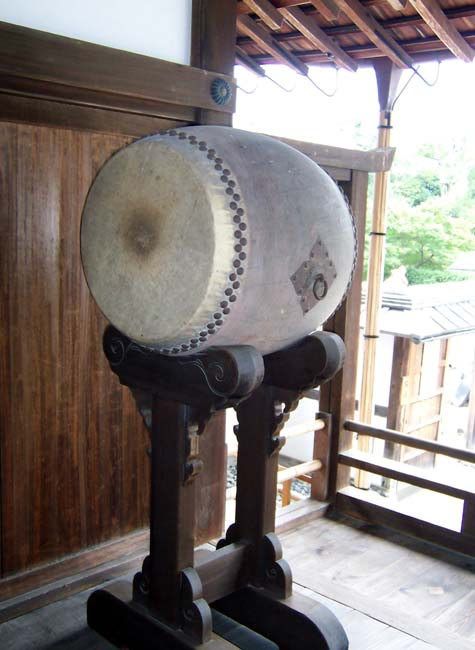
Tambor Tenryuji, del Japón.
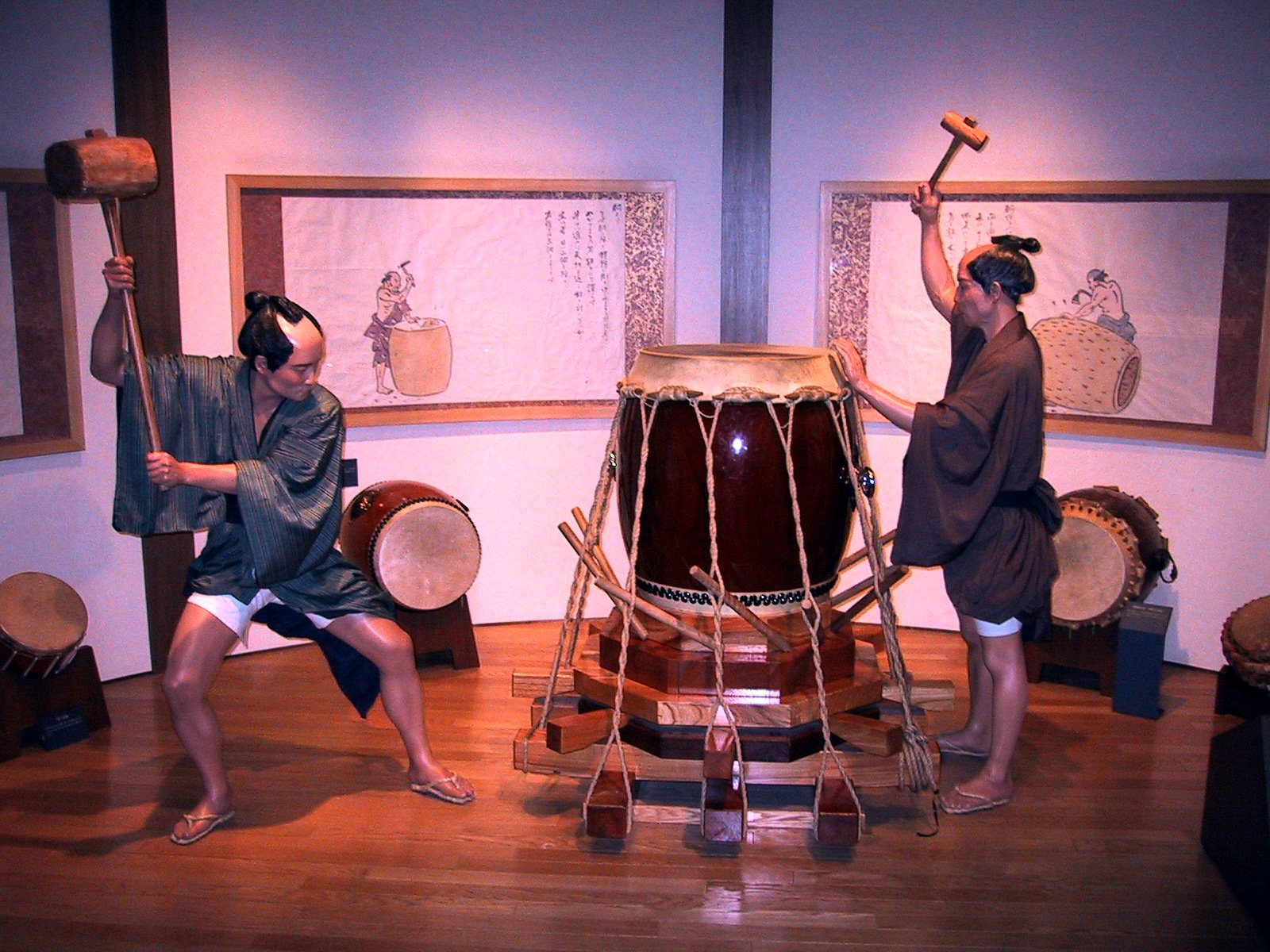
Fabricando un Daiko. Osaka: Museo de los derechos:humanos..
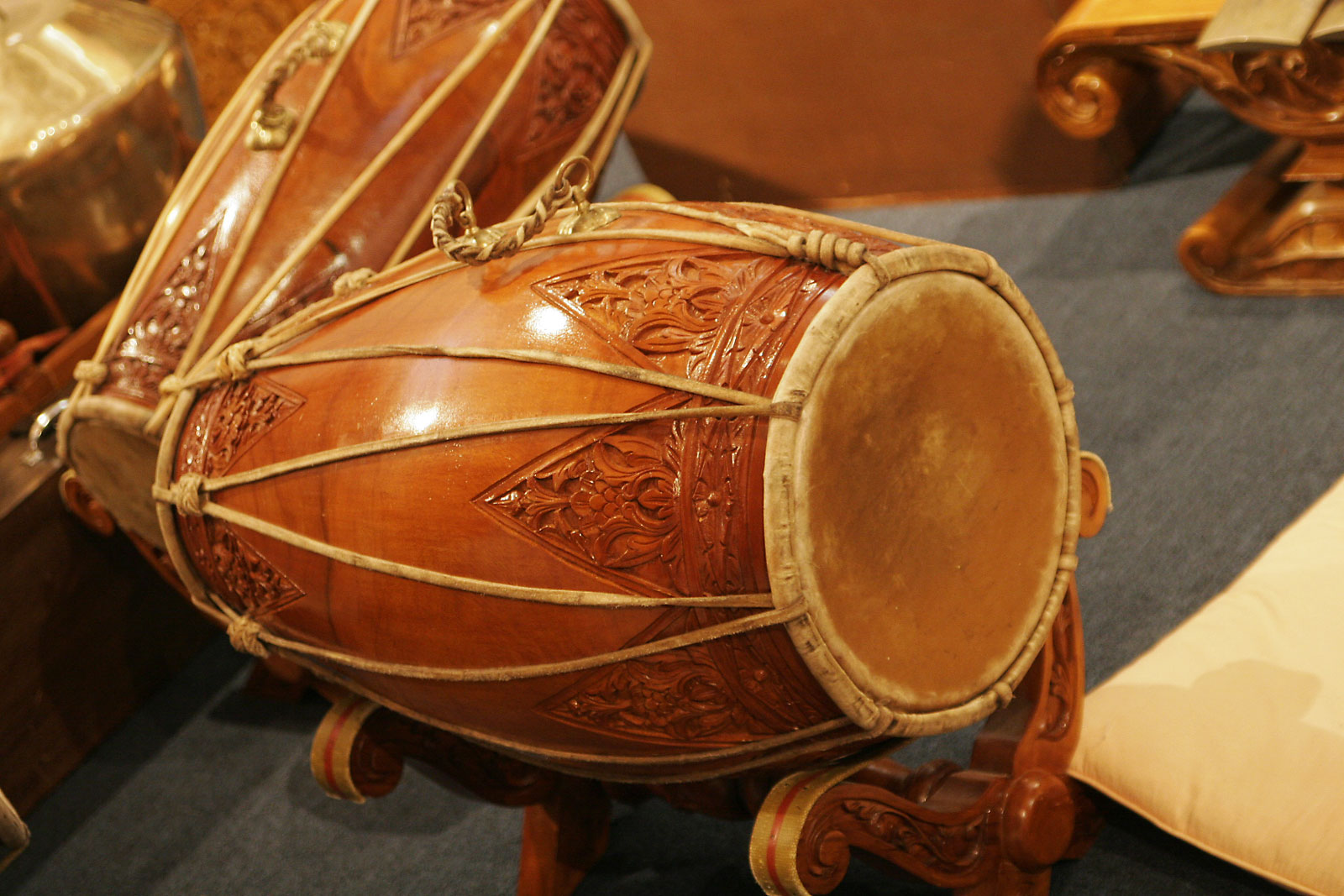
Tambores tradicionales de Indonesia.
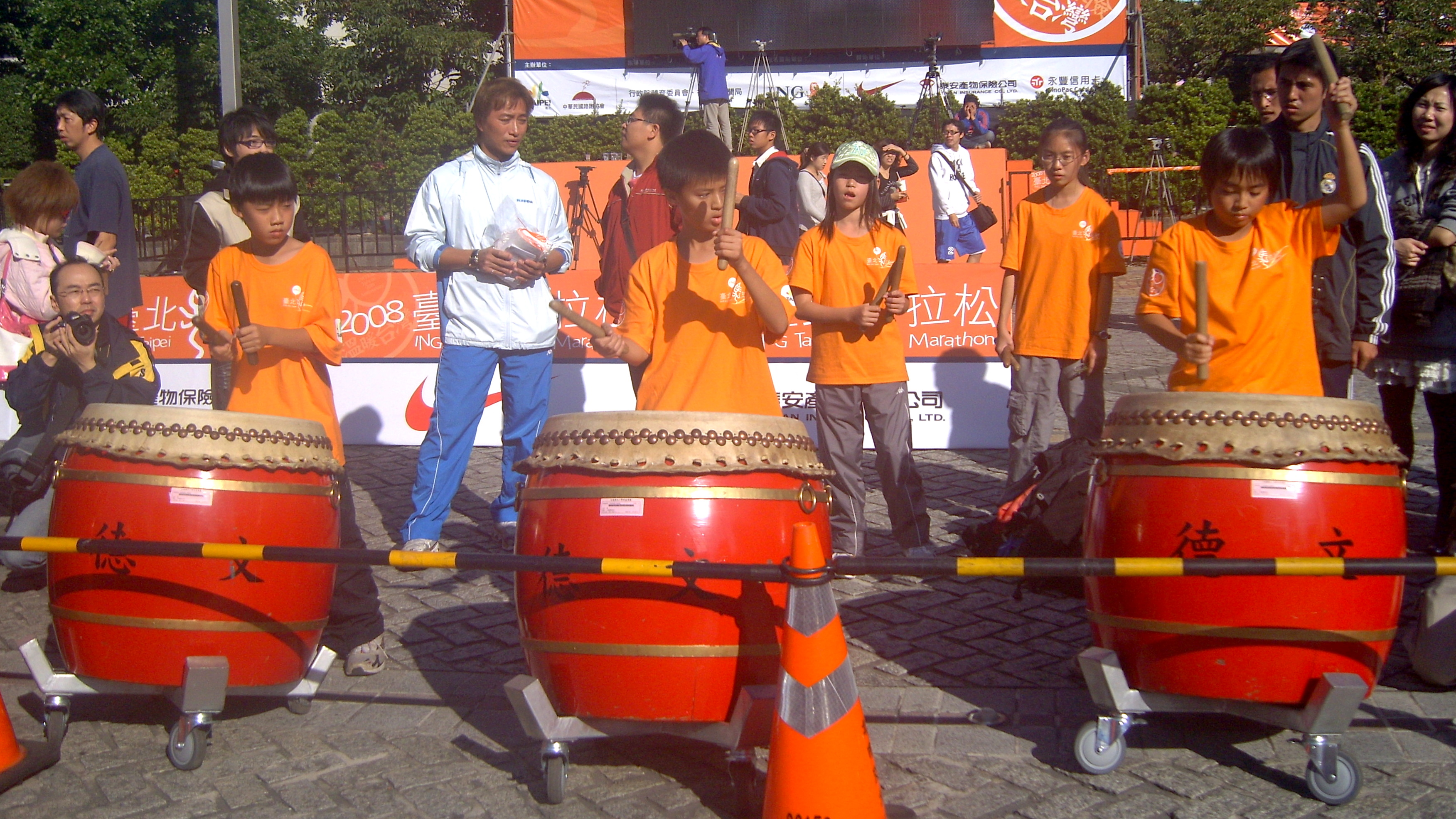
Tambores en una escuela elemental de Taipeh.
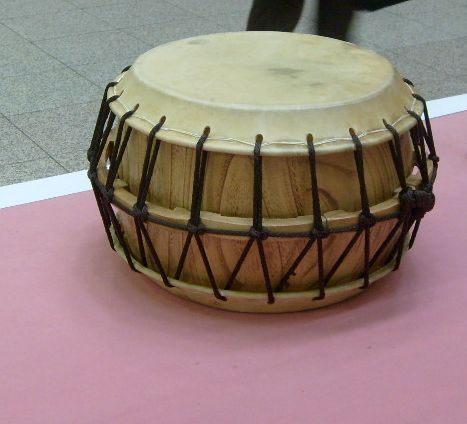
Tambor buk, de Corea.
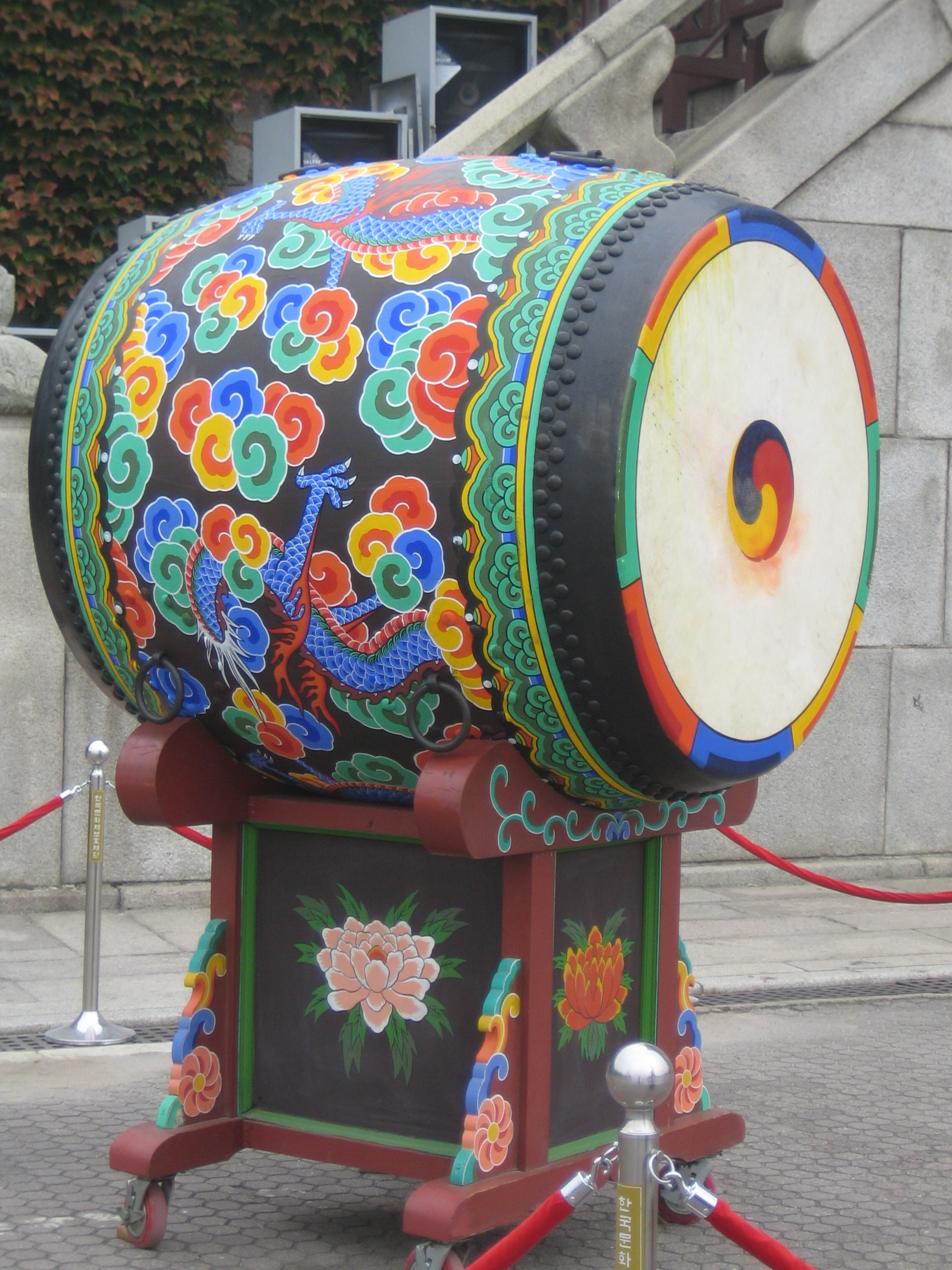
Tambor buk, de Corea.
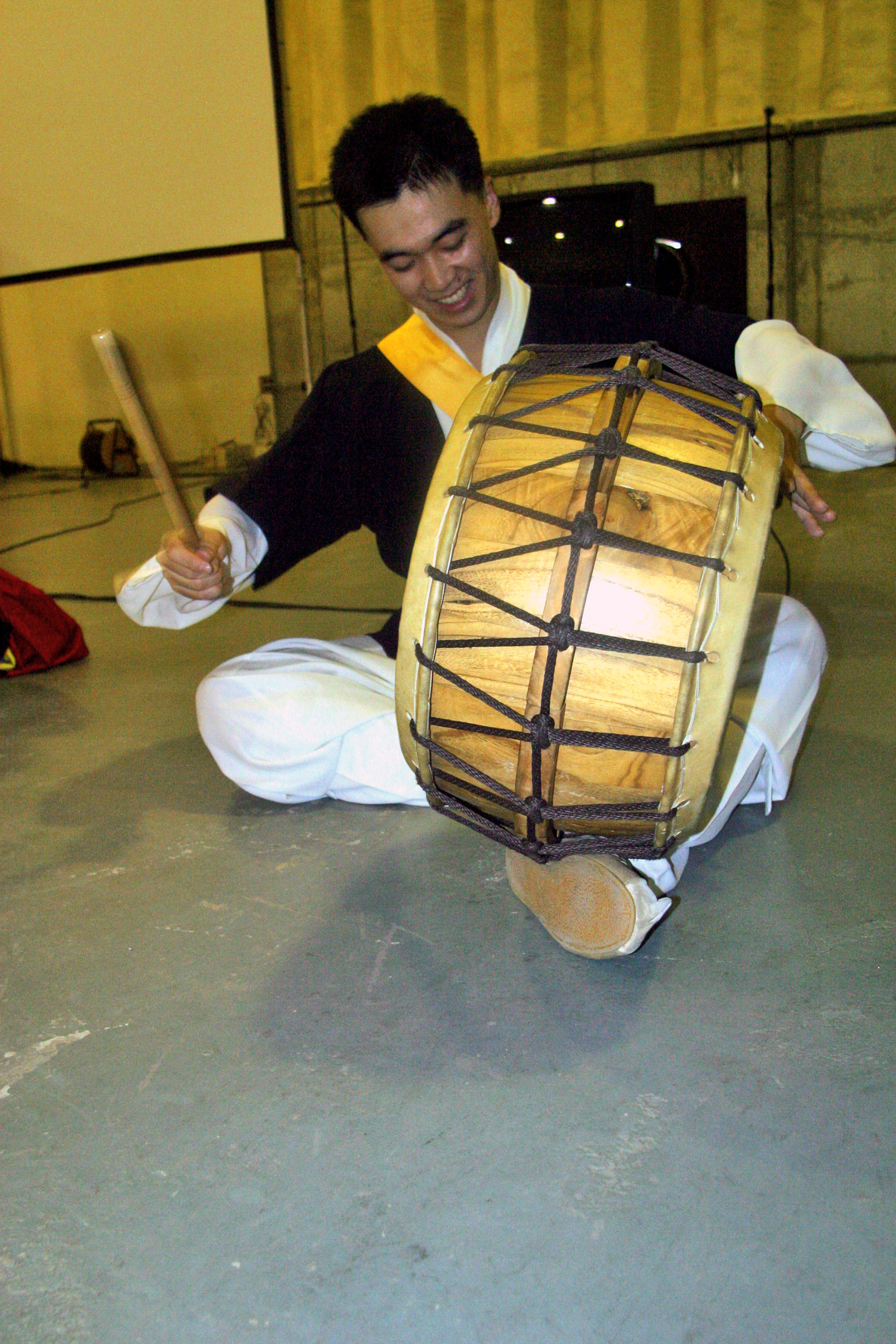
Tambor buk, de Corea.
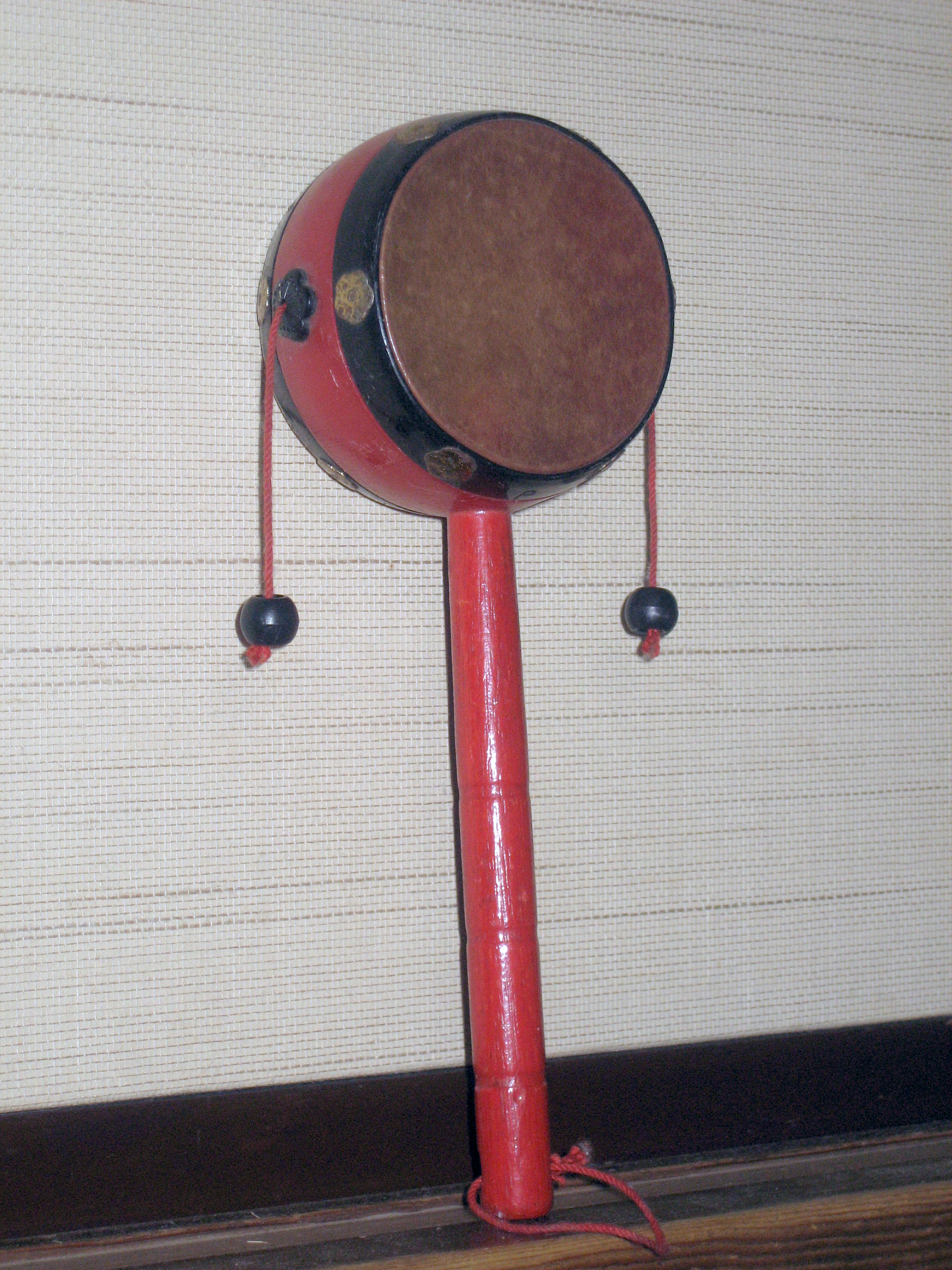
Dedendaiko o tambor de olas, del Japón.
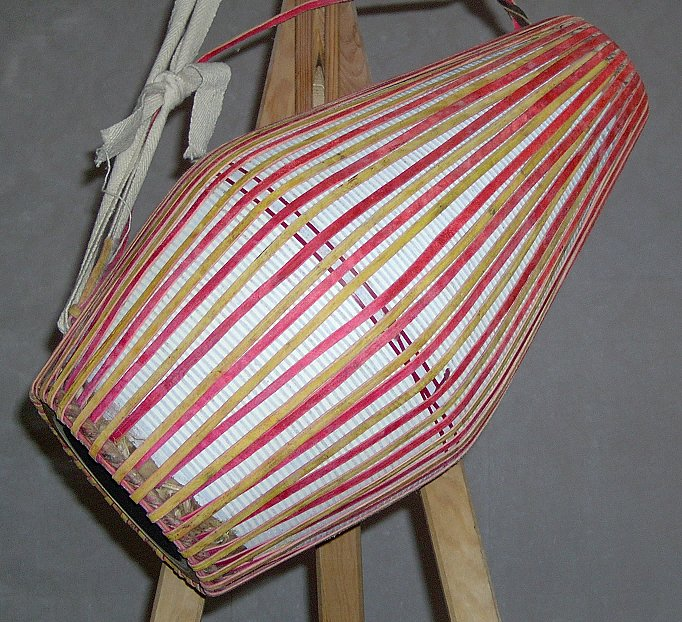
Tambor Mrdunga, de la India.
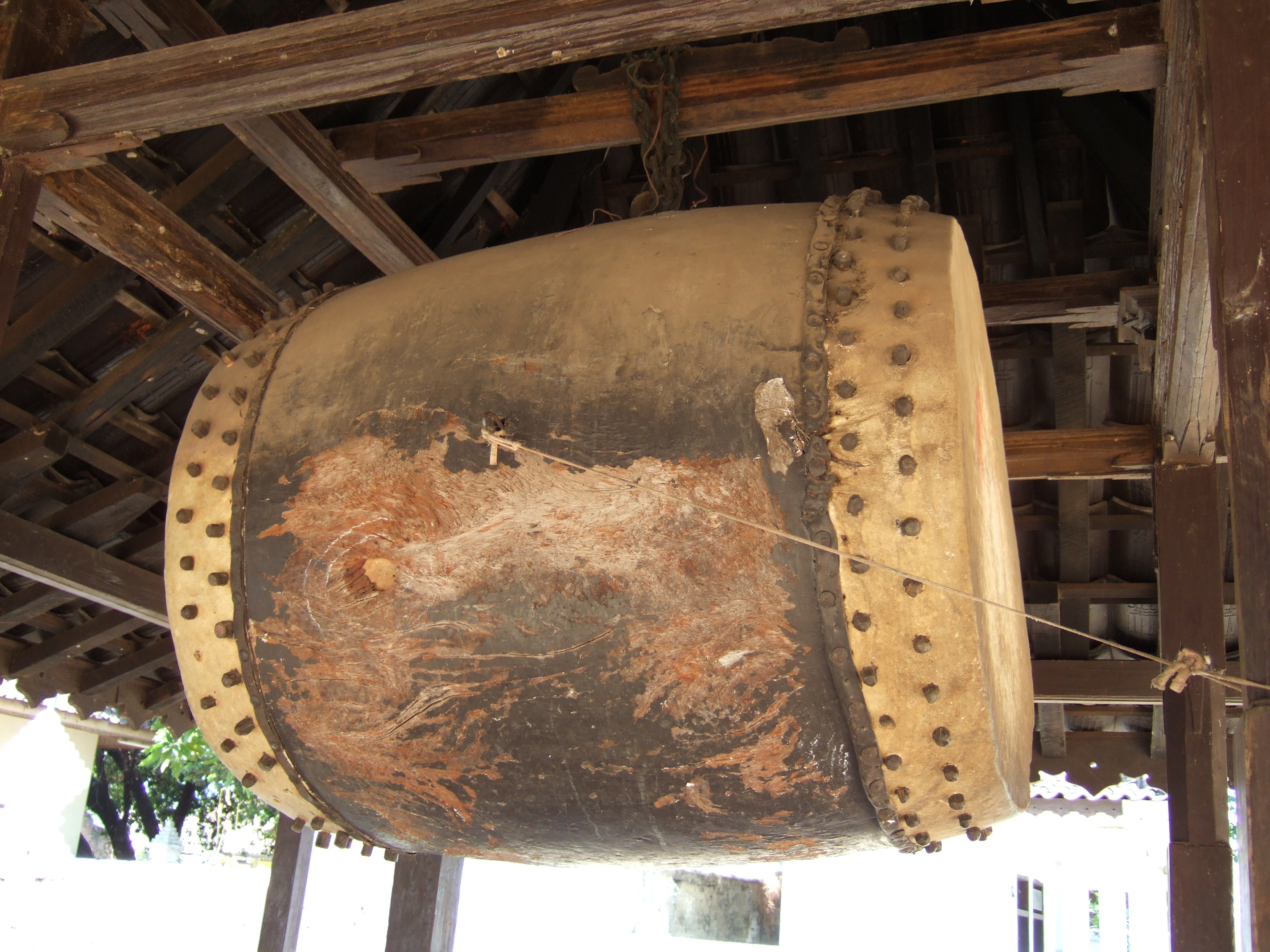
Tambor beduk a Cirebon, Indonesia.
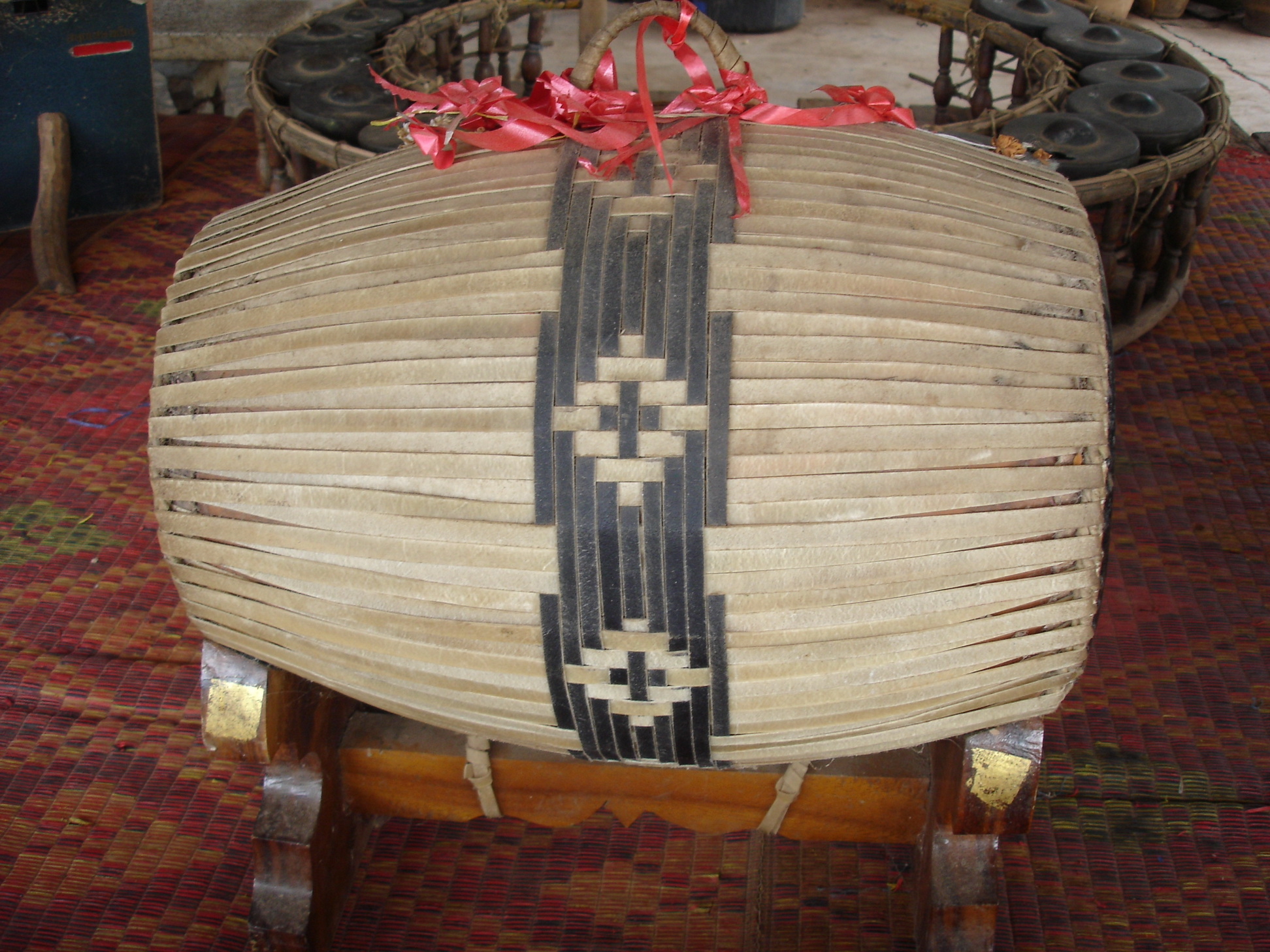
Tambor taphon, de Tailandia.
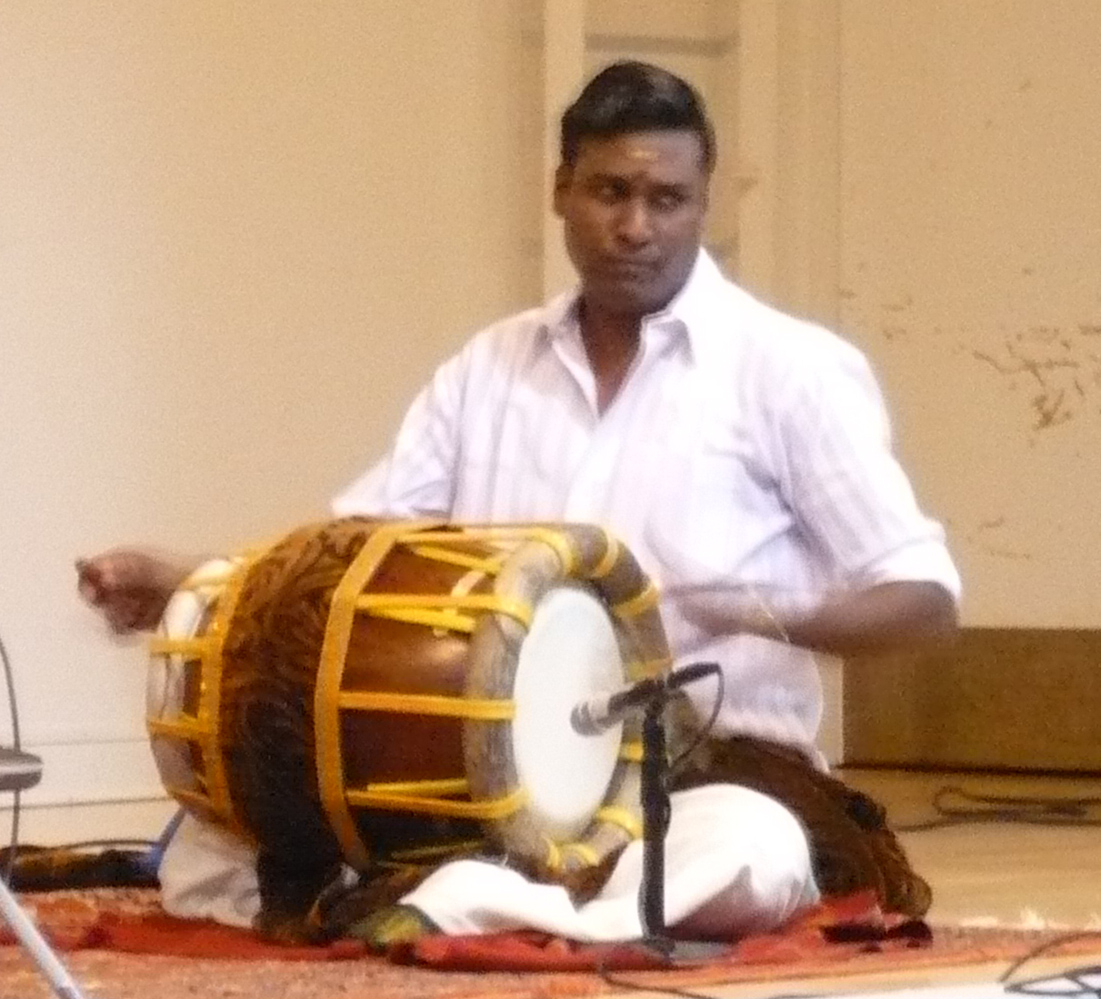
Tambor Thavil, de la música carnàtica de la India.

Tambores en forma de reloj de arena, es decir, más estrechados en la parte central del 'cilindro' que en los extremos, donde están las membranas. Son especialmente empleados en África occidental y en Japón. Entre los primeros están, por ejemplo, el kalungu de Nigeria y entre los japoneses destacan el kakko, el tsuzumi y algunos tambores daiko (o taiko) como el enorme da-daiko. También hay en el mundo árabe (en Irak, Turquía, etc.) y en otras zonas del continente asiático como Corea, India o Tíbet; este último se construía tradicionalmente con dos cráneos humanos recortados y contrapuestos, hecho que le daba unas connotaciones mágicas; entremedias sihi encuentra ligada con una cuerda la baqueta que pica alternativamente una membrana y la otra cuando se hace girar rápidamente el tambor. Finalmente, también hay tambores de este tipo en Nueva Guinea. Algunos consideran que los tambores batá de Cuba están en este grupo. Algunos de estos tambores aprovechan el hecho de que la parte central del instrumento sea más prima para concentrar una parte de las cuerdas que fijan la tensión de las membranas, de forma que haciendo una presión variable sobre esta sección del centro se puede modificar la tensión de las membranas y con esto se modifica la altura del sonido que produce. Así producen y modulan los diferentes sonidos los tambores hablantes de Nigeria.

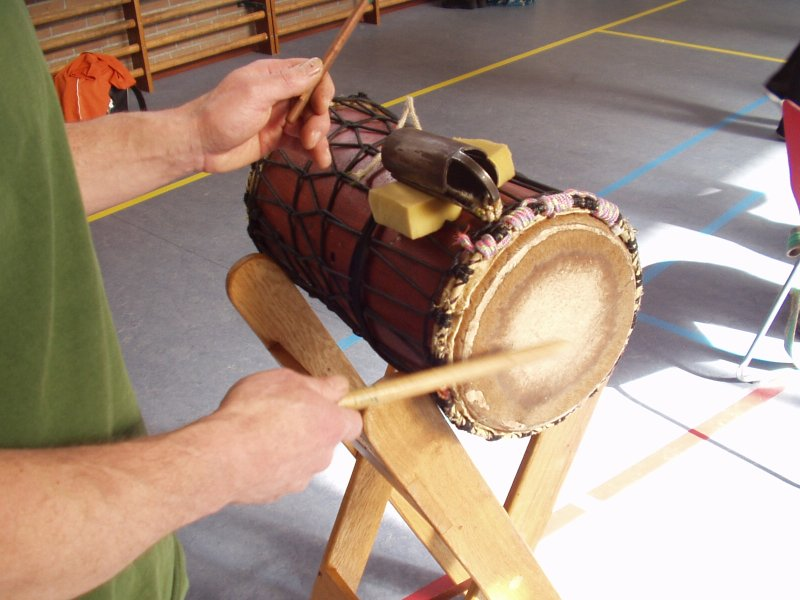
Tambot kenkeni, de África.
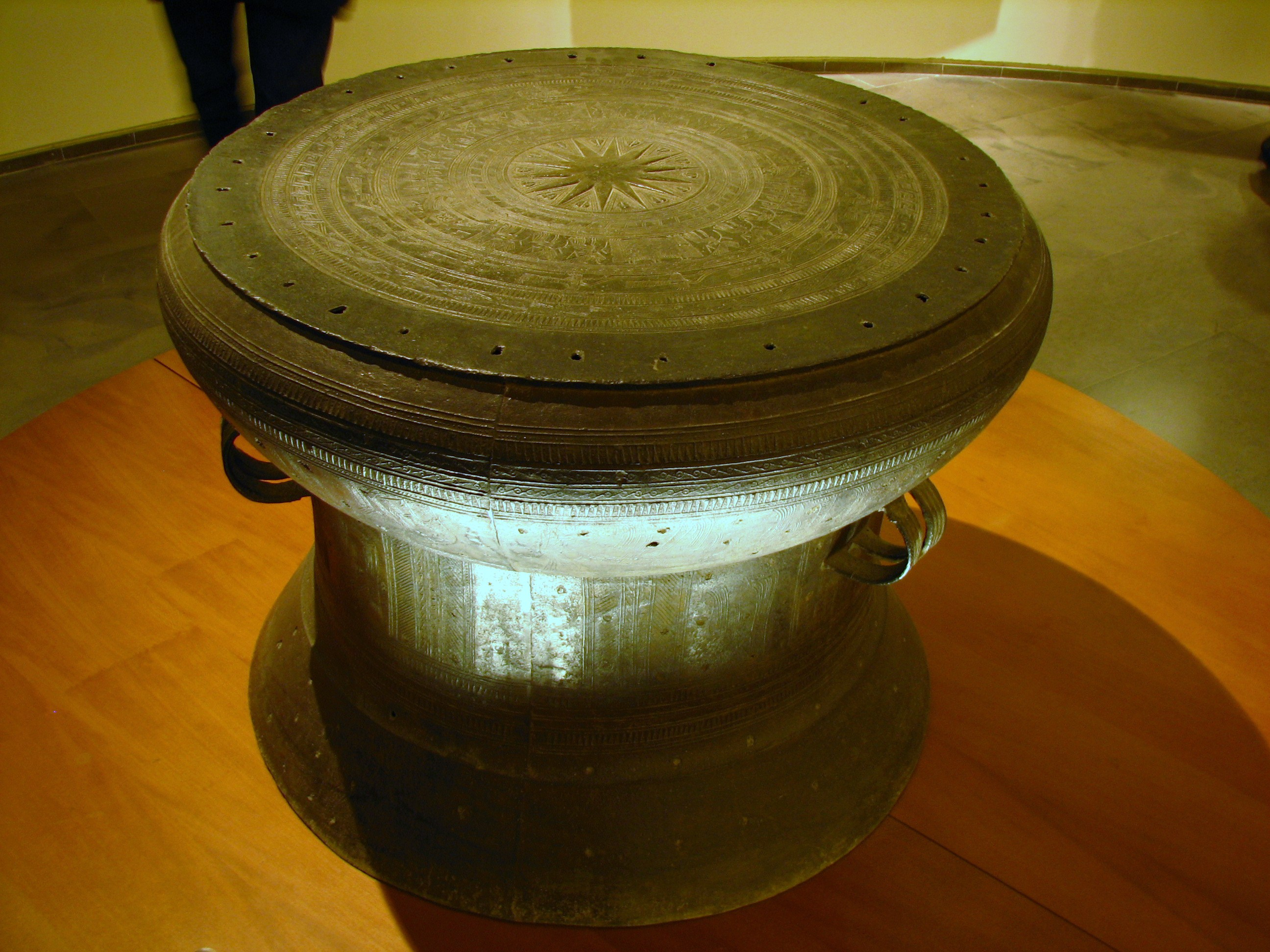
Tambor de la cultura Dong Son, de Vietnam (800 aC) al Museo Guimet, de París.
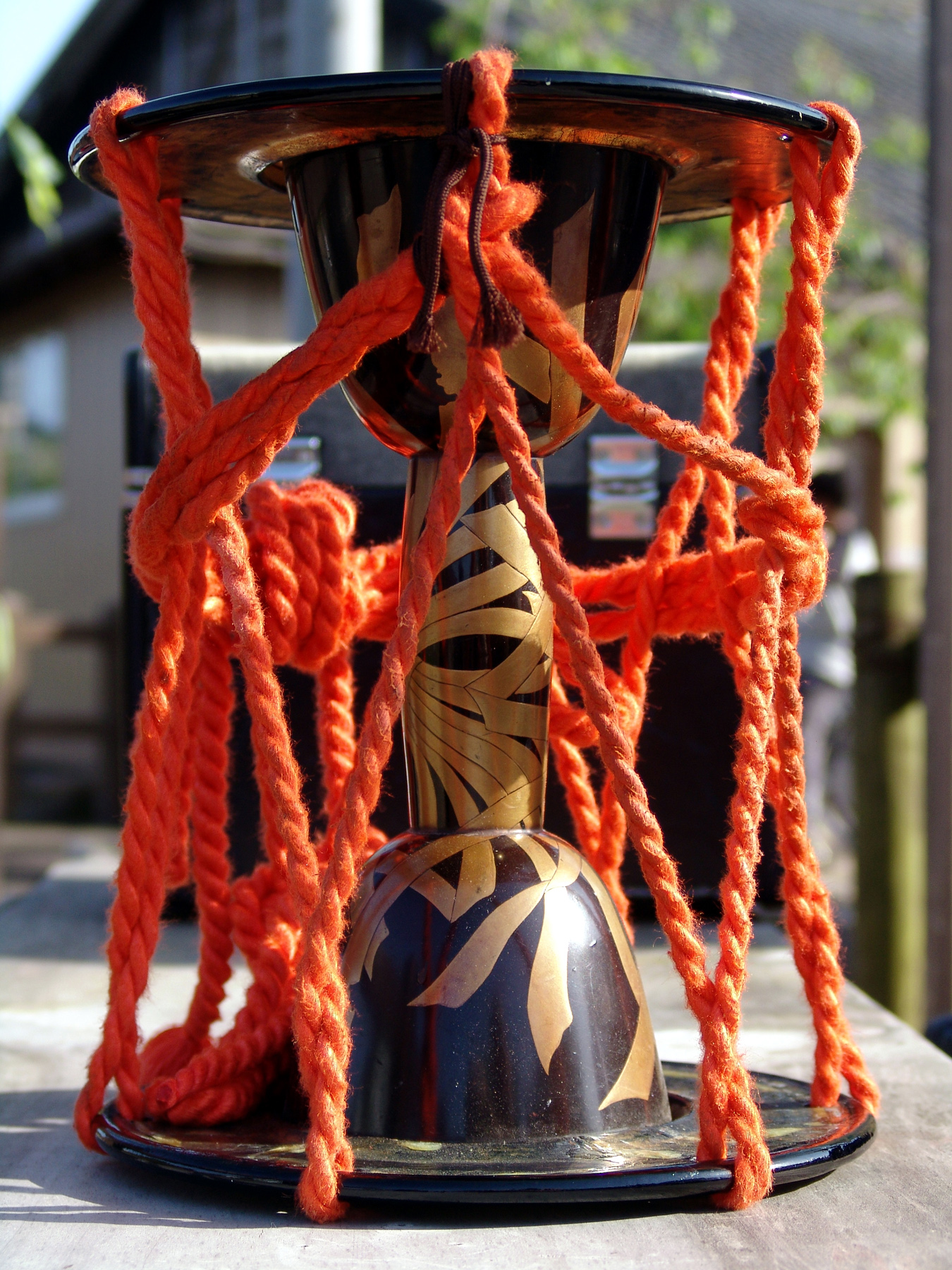
Tambor japonés.
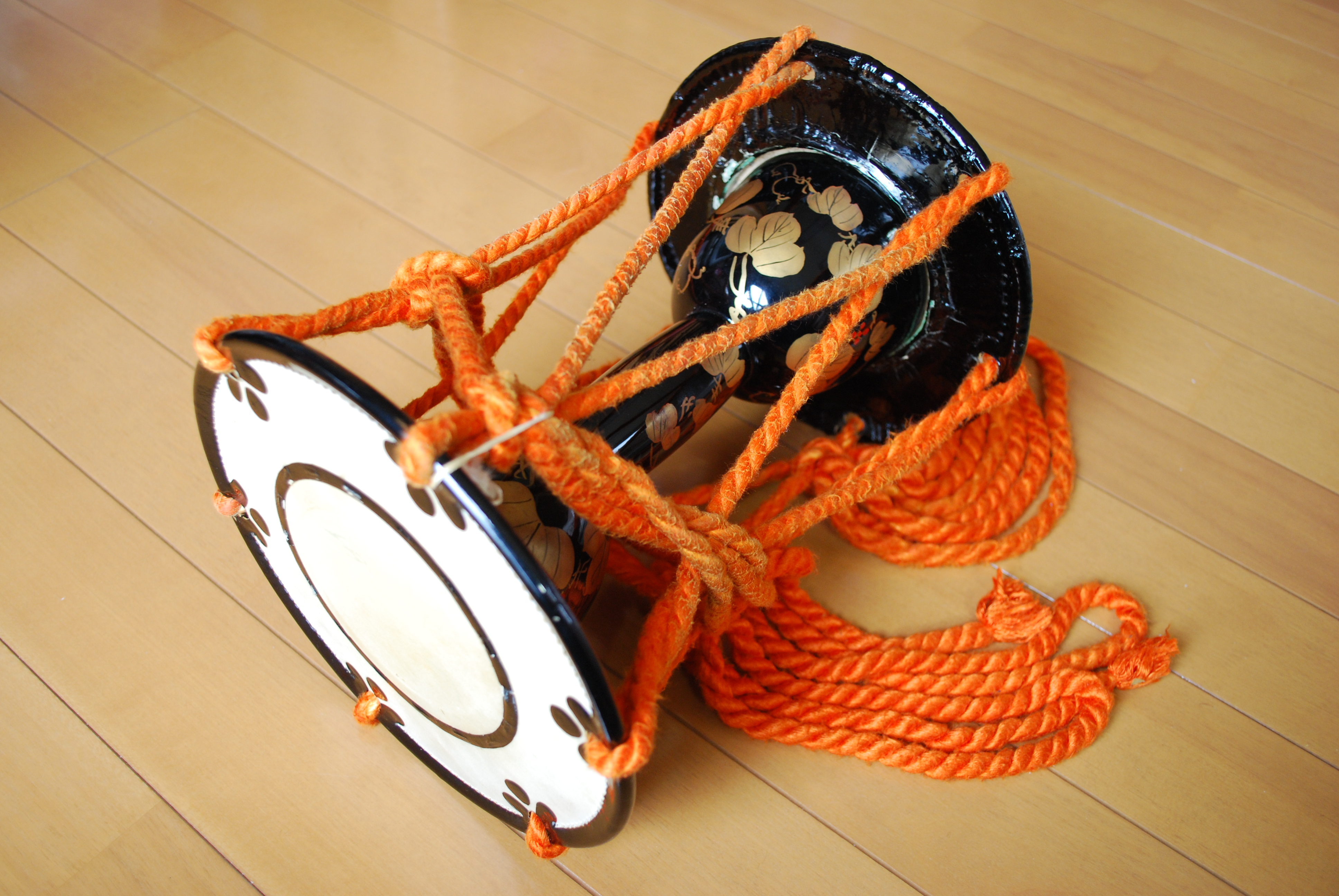
Sufrido tambor de mano kotsudumi, del Japón.
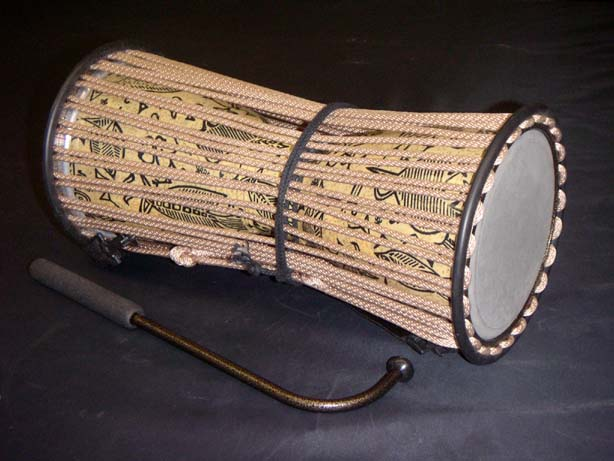
Tambor hablando de Nigeria.
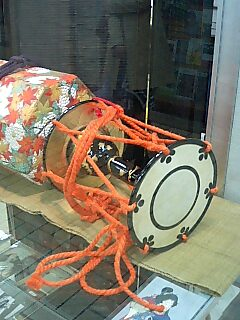
Tambor Tsuzumi, del Japón.
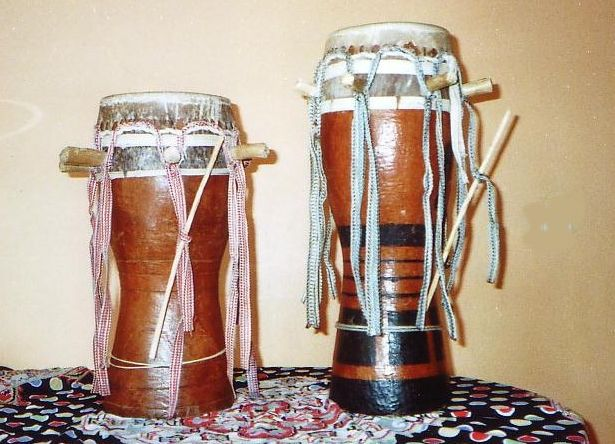
Dos tambores Sabar del Senegal.
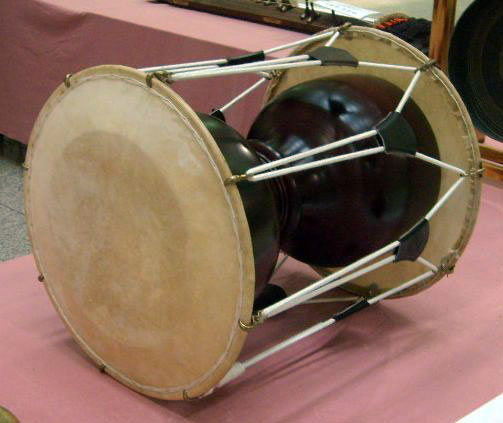
Tambores Janggu, de Corea.
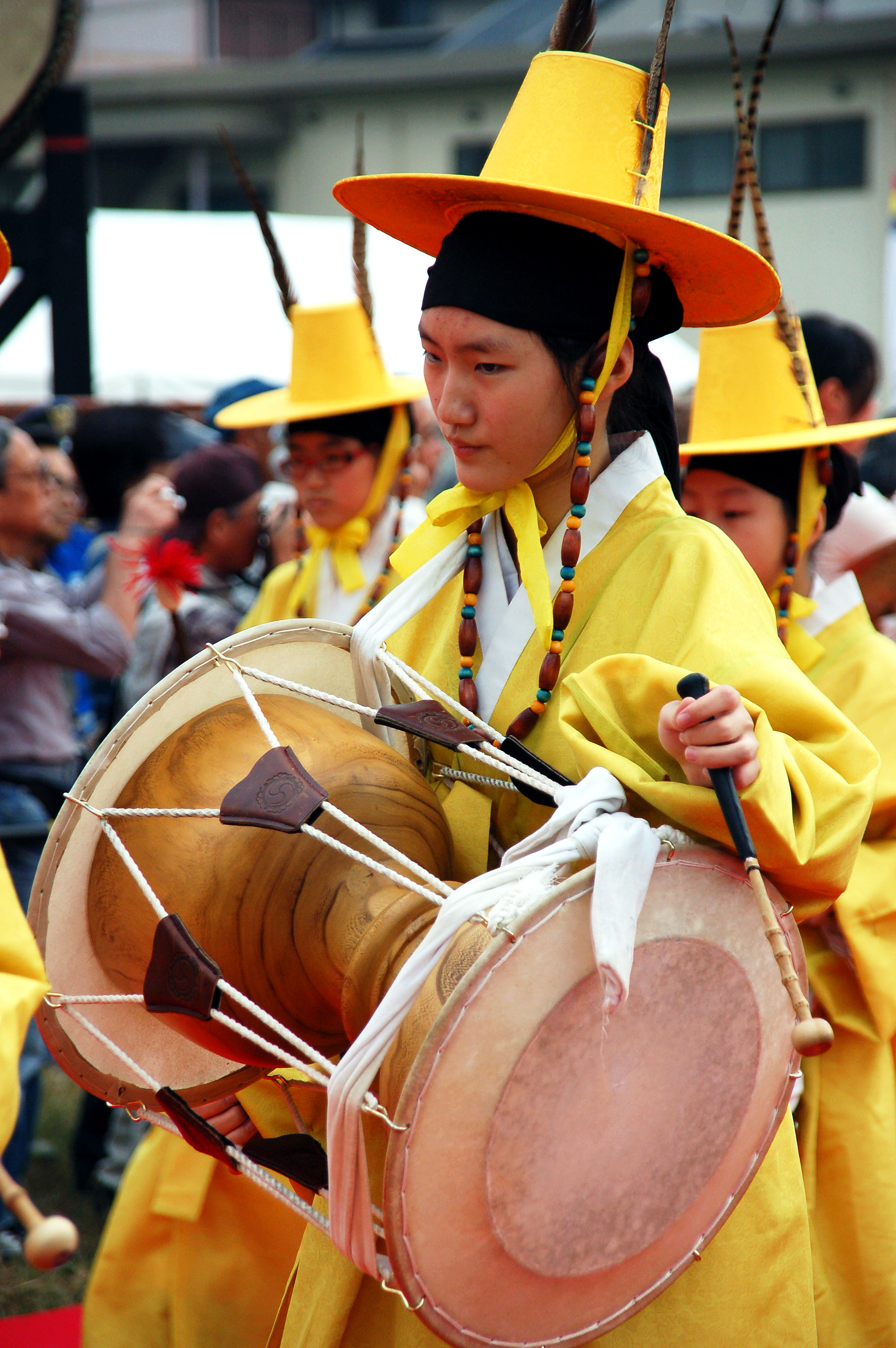
Músicos coreanos con vestidos  típicos, tocando el tambor janggu.
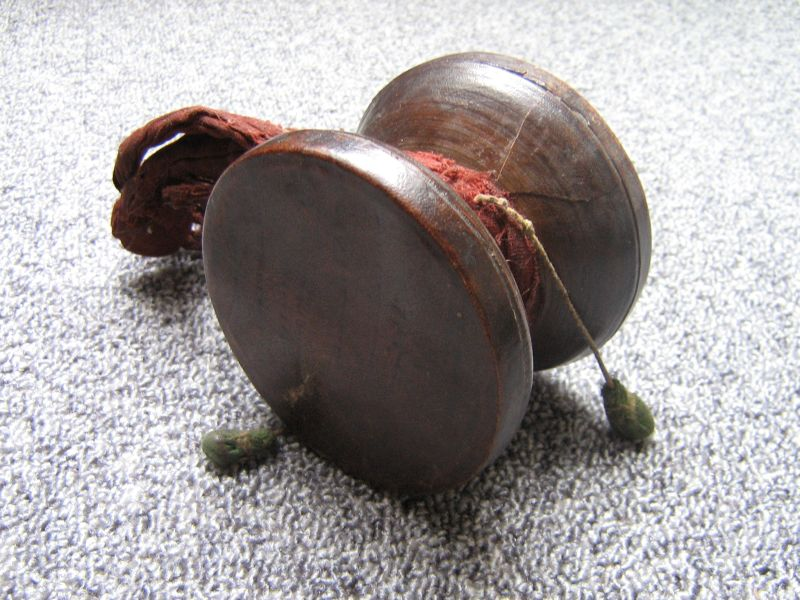
Damaru tibetano; antiguamente eran construidos con dos cráneos humanos recortados.
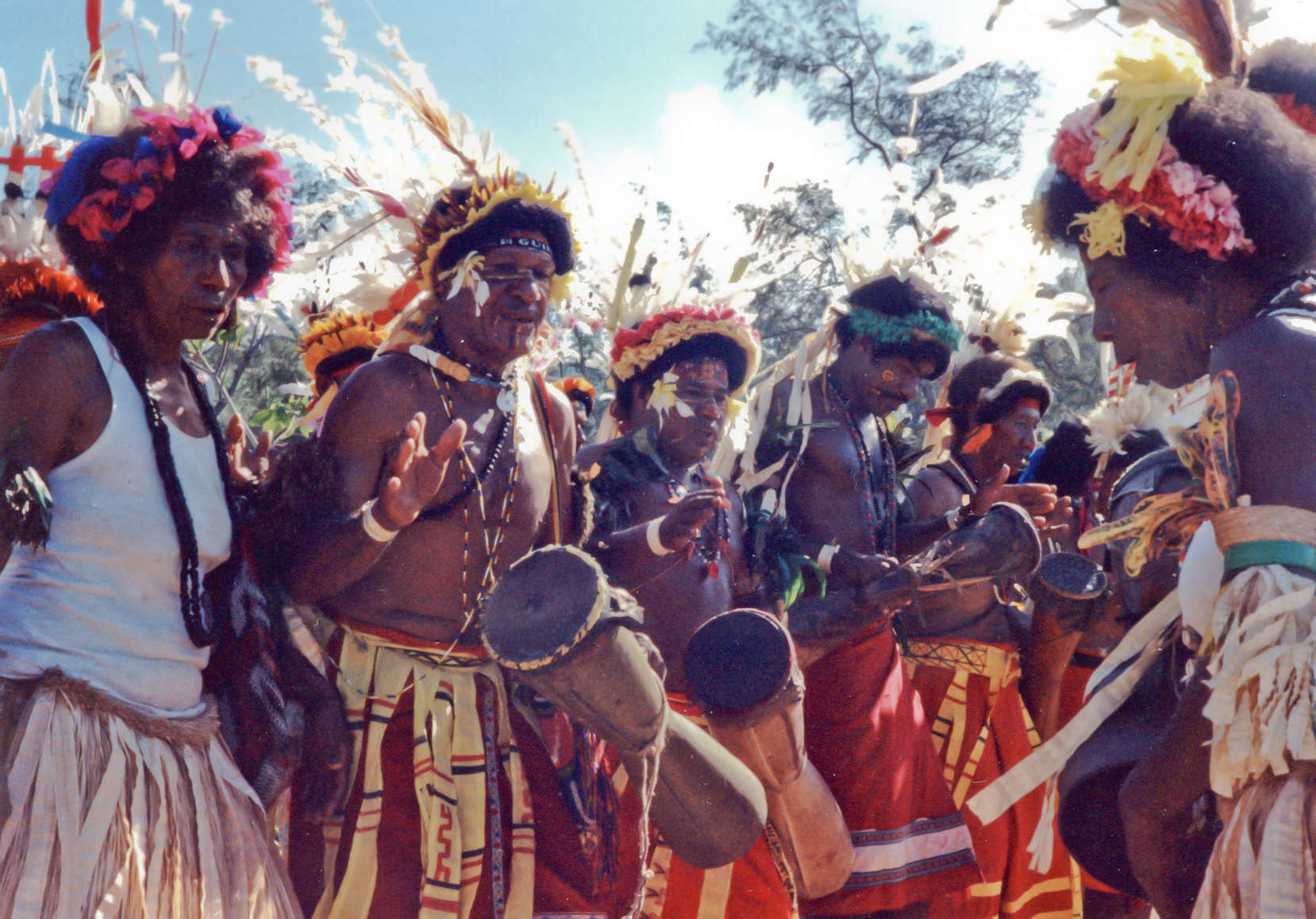
Músicos de Papúa Nueva Guinea.

Tambores en forma de copa, o de bol o recipiente, pero con un pie. Los que existen actualmente en Europa como el tarabuka de Grecia y lo darbuk de Serbia son claramente derivados –tanto por la forma como por el nombre- del darbuka árabe, que se puede encontrar desde Marruecos hasta el centro de Asia con formas, decoraciones y materiales diversos. En África Occidental este tipo de tambor está presente en Nigeria, Ghana y Costa de Marfil. En algunos de estos países y en el Congo hay tambores antropomórficos. Igualmente existen en  Polinesia, Hawái, y las islas Marquesas.

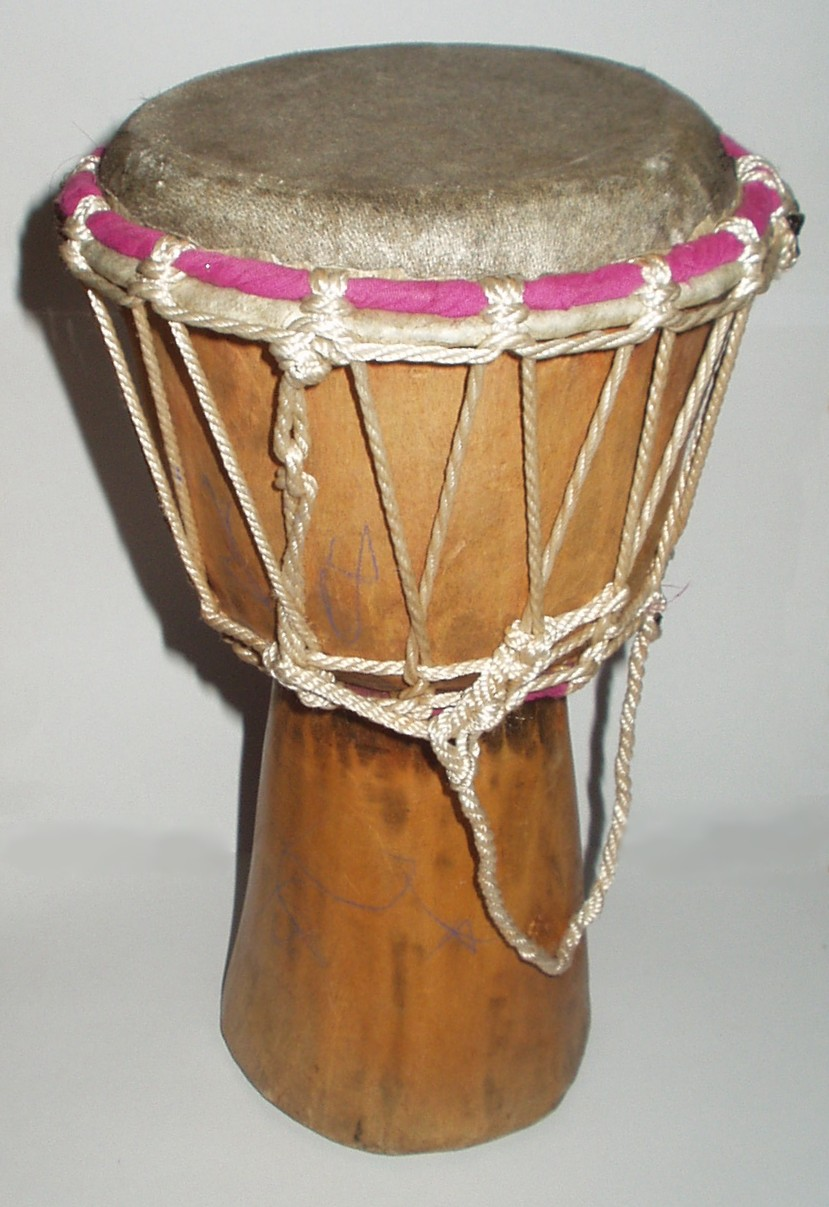
Djembé de África occidental.
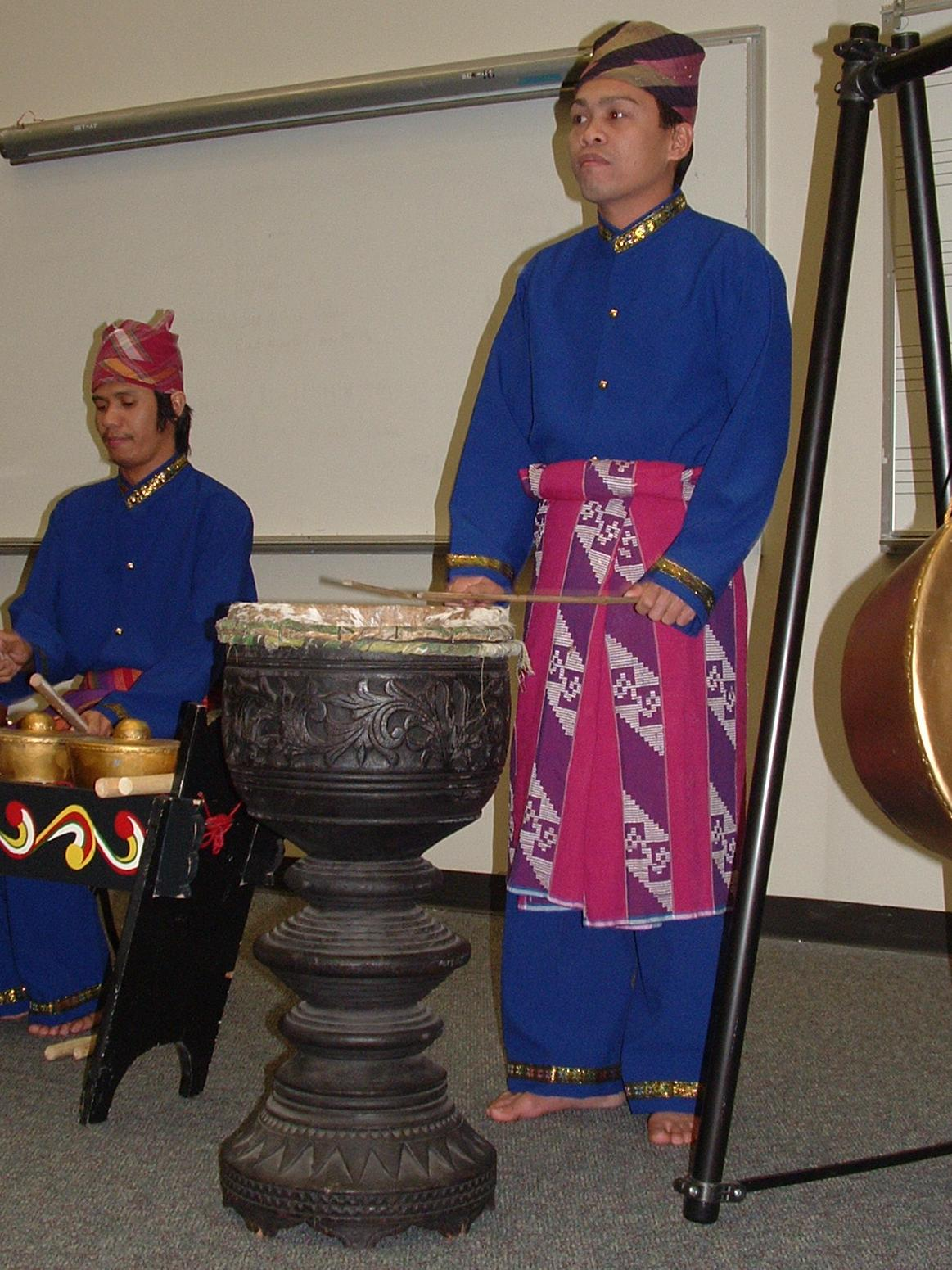
Tambor dabacan, de Filipinas
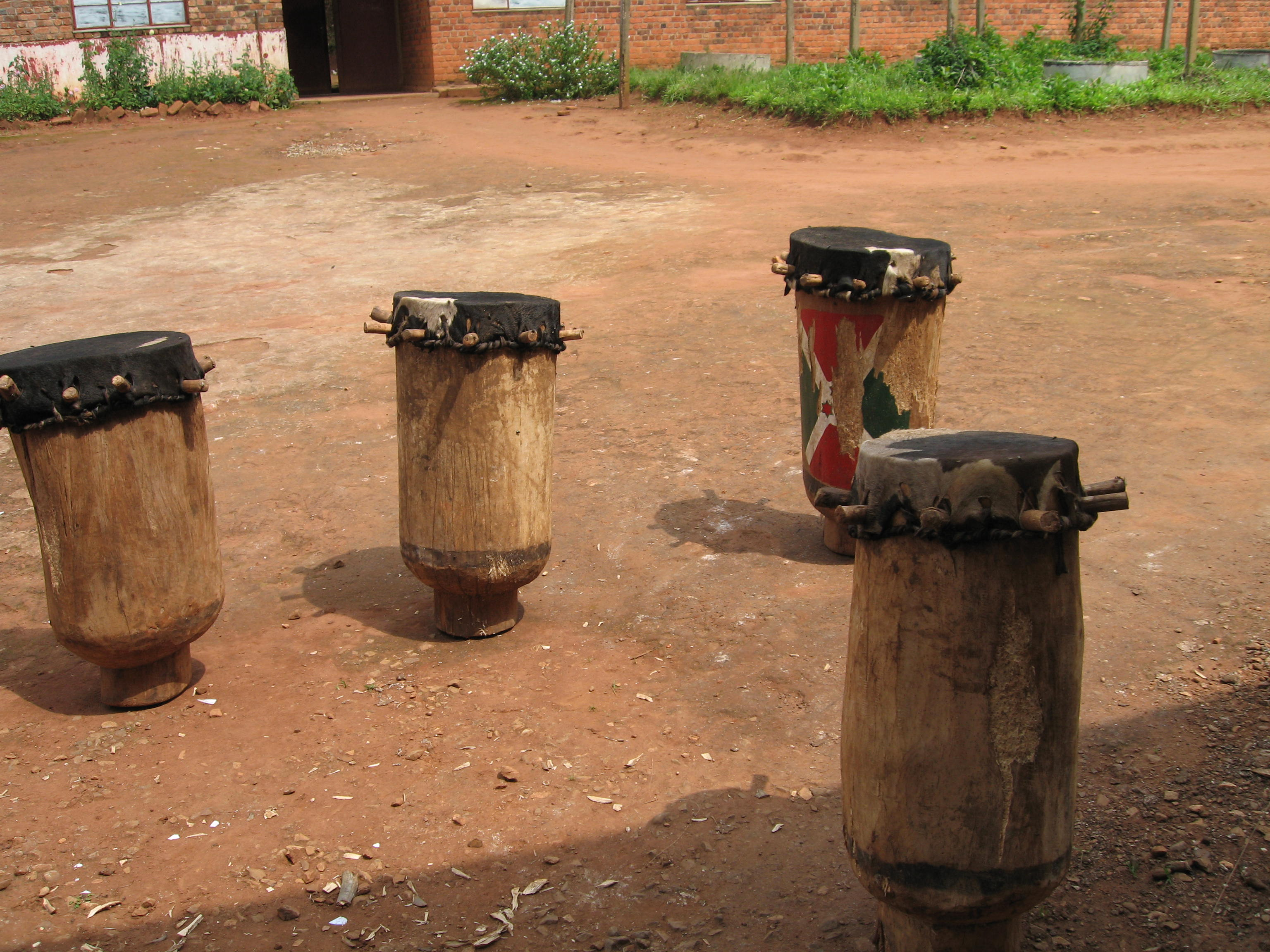
Tambores sagrados gitega, de Burundi
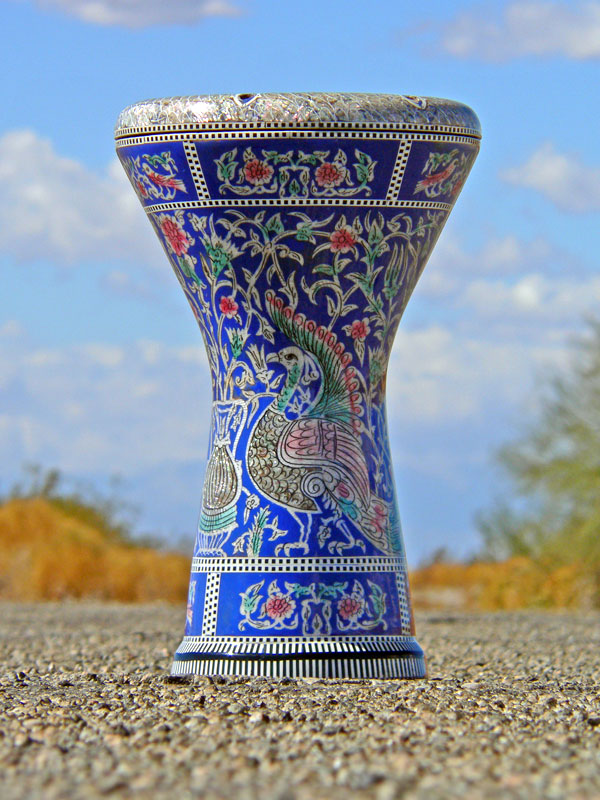
Darbuka
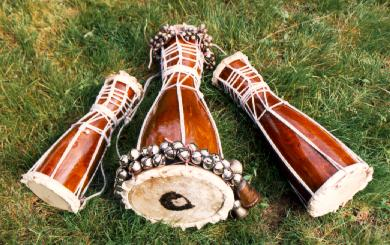
Tambores batá, de Cuba.
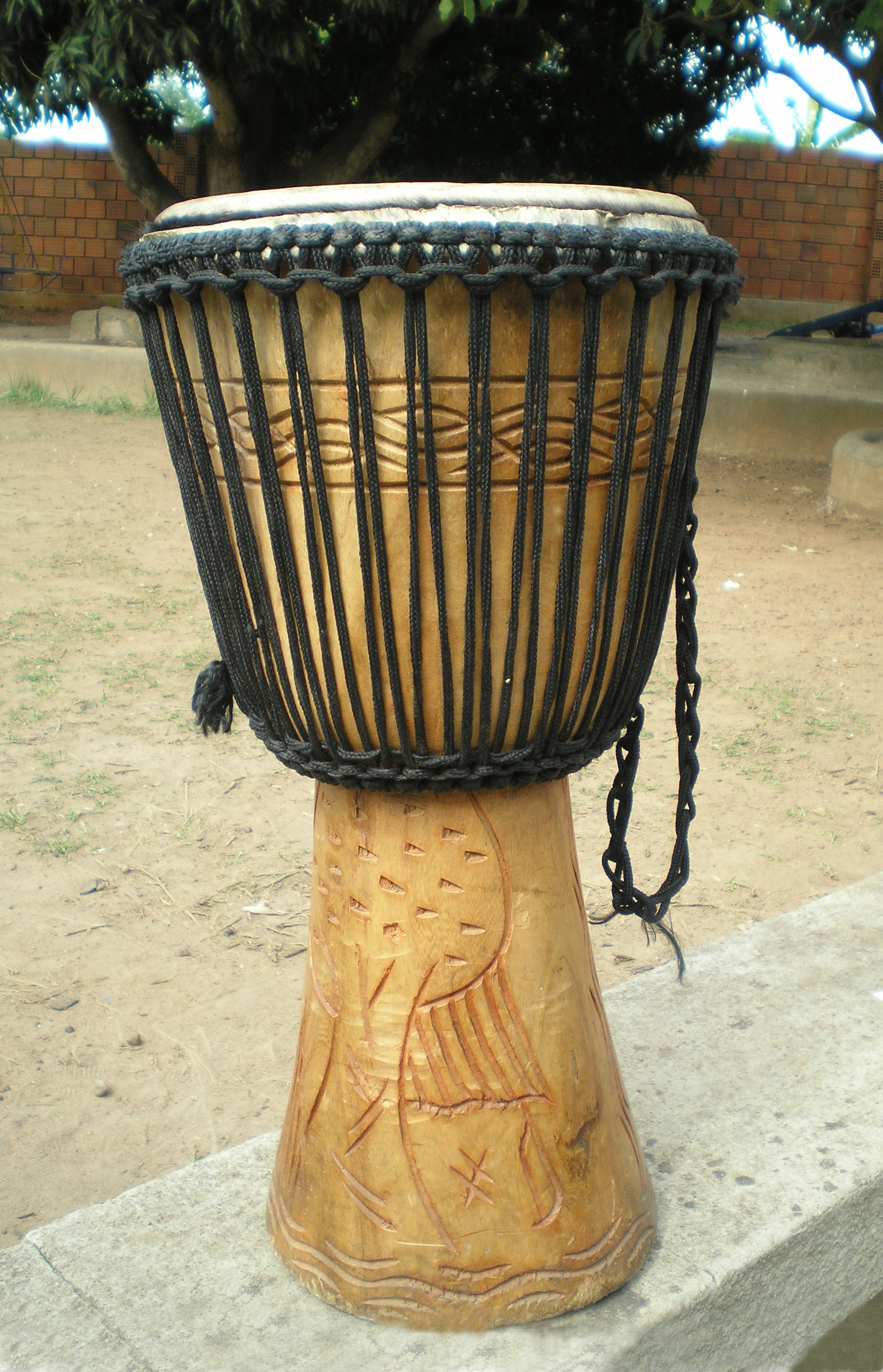
Djembé de Ghana
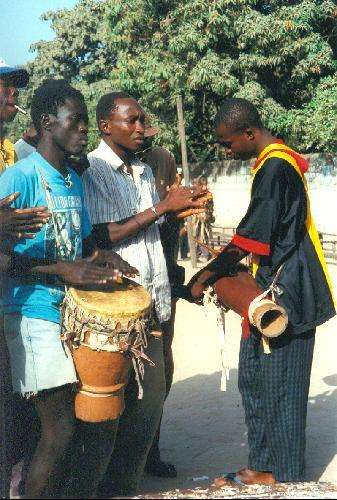
Tambores de Gambia

- Dentro de este grupo, algunos distinguen, adicionalmente, otro subgrupo: los llamados tambores largos, caracterizados por el hecho que la longitud del cilindro es mucho más grande que el diámetro. Pueden tener formas bastante diversas: cilíndricos, de barril, de reloj de arena, de copa, con pie, etc. Se encuentran en África (Camerún, Congo, Nigeria, Sudáfrica, en América (entre los indios Talamanca y los Chocó), China, India, Nueva Guinea, Polinesia, etc.

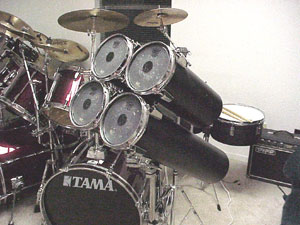
Tambores largos en una batería.
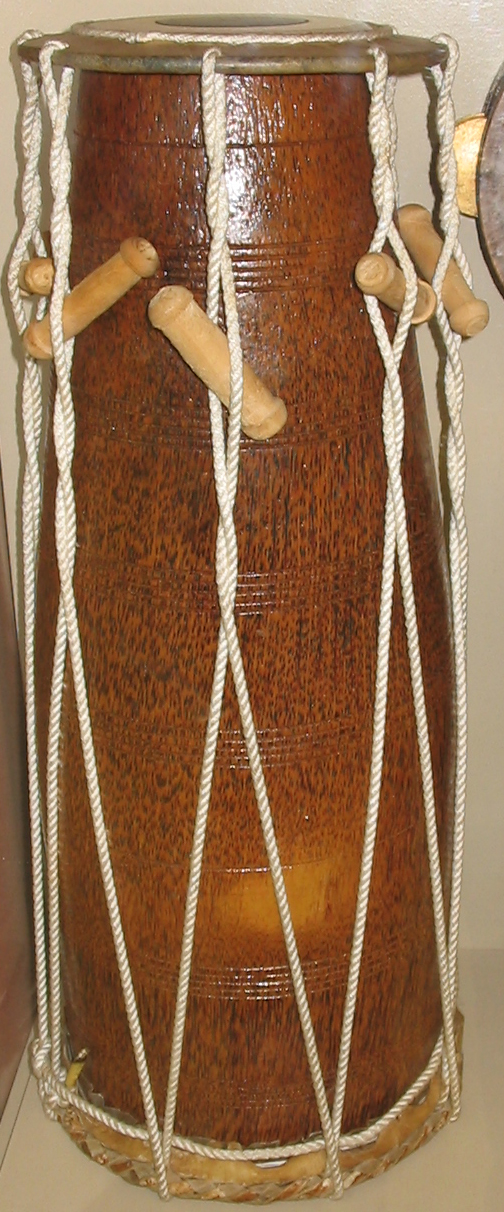
Tambor cilíndrico de dos membranas, proveniente de Sudamérica.
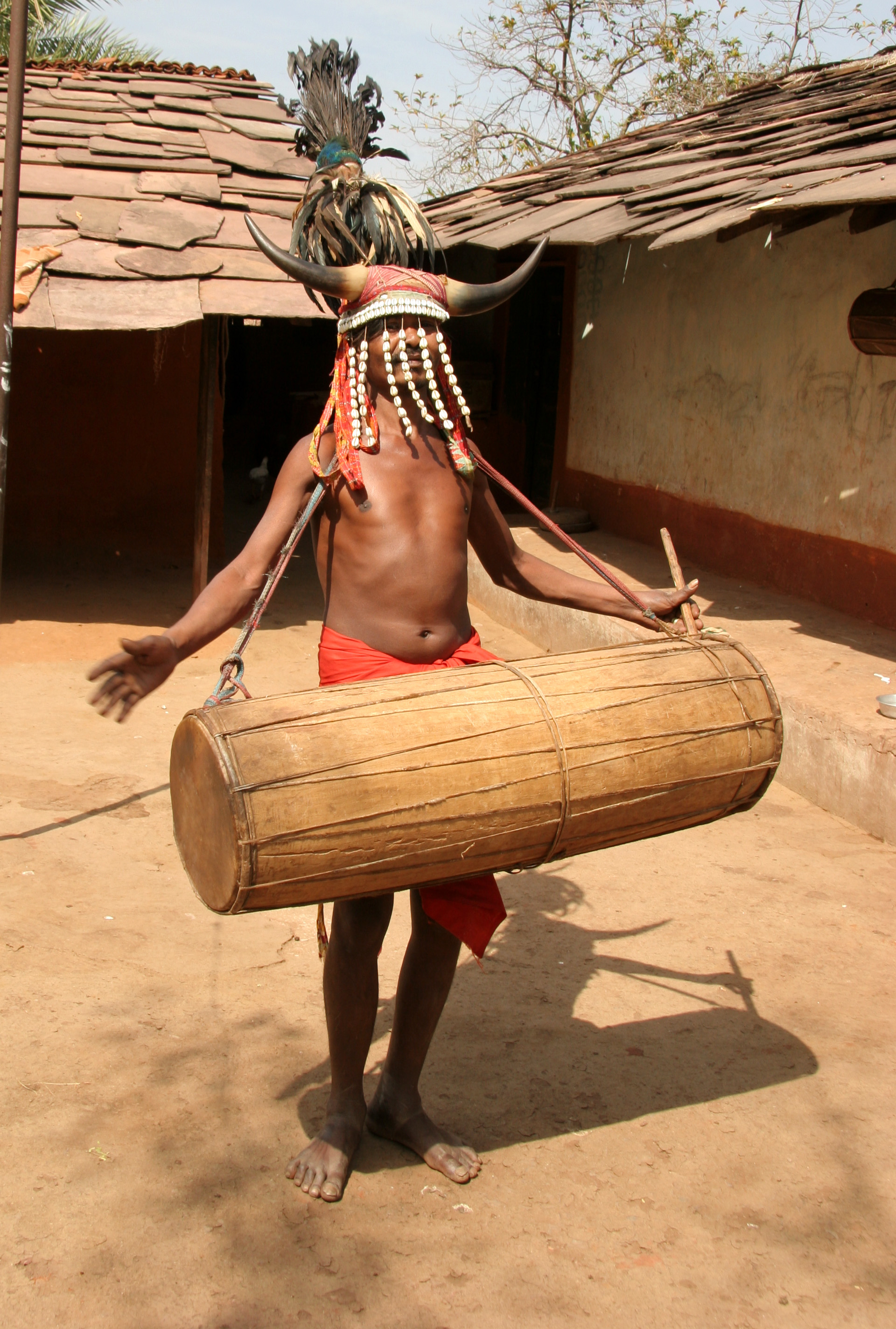
Tambor largo de la india.
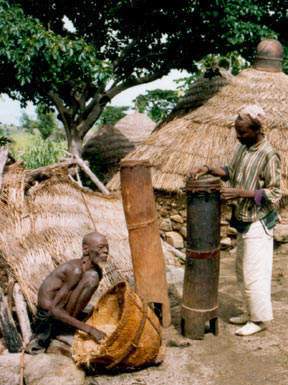
Tambores nggu sobre troncos de árboles, de la etnia Sukur, en Nigeria.
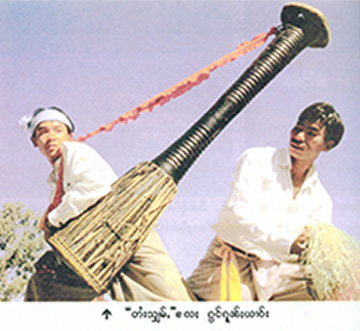
Tambores largos de Nigeria.

- Tambores de marco: Consisten en una o dos membranas ligadas y tensadas a un marco sencillo que acostumbra a estar hecho de una pieza de madera delgada que configura una pequeña cavidad que añade un poco de resonancia a la vibración de la membrana. Hornbostel y Sachs especifican que el límite para considerar que un tambor es de marco y no es cilíndrico es que la profundidad del cuerpo sea menor que el radio de la membrana. También hacen notar que, esto haría que la caja tuviera que ser considerada un tambor de marco, pero, como deriva de los tambores cilíndricos, se contempla dentro de aquel grupo.

Normalmente son circulares pero también hay otras formas, como por ejemplo los tambores cuadrados que se encuentran en algunas zonas de España y de Portugal. Tambores de estos tipos están asociados a los rituales y al chamanismo en varias culturas, como por ejemplo entre los esquimales o los lapones; en estos casos es habitual que las membranas tengan decoración de carácter simbólico. Algunos tienen un mango en línea con su diámetro para sujetarlos, mientras que otros se cogen directamente por el marco. Algunos, incluso, en vez de ser golpeados con la mano (la mayoría) o una baqueta (son pocos), cuelgan unas cuerdas al final de las cuales hay unas bolas de los lados del marco y contrapuestas,  que golpean alternativamente una membrana y la otra cuando se hace girar el mango. Es el caso, por ejemplo, del terbang y el kelontong de Java, y también se encuentran tambores de este tipo en el Tíbet. Se encuentran ejemplares también entre los nativos de Norteamérica, en Panamá, Argentina, Serbia, en la India, etc.
Algunos tipos de tambores de marco hacen unas incisiones dentro del marco en las cuales colocan unos pequeños discos metálicos, por parejas, que se golpean entre ellos al sacudir el tambor. En este caso se trata de un instrumento mixto, membranófono e idiófono. Existen muchos ejemplos, el más común de los cuales es la pandereta propia de España.  Modernamente la pandereta en muchos contextos se construye en metal y ya ha perdido la membrana, de forma que es sólo un idiófono. Otros ejemplares son el reshoto y el buben, los dos de Rusia, el tar en Turquía, y el riq, el daf comunes en varios países árabes.

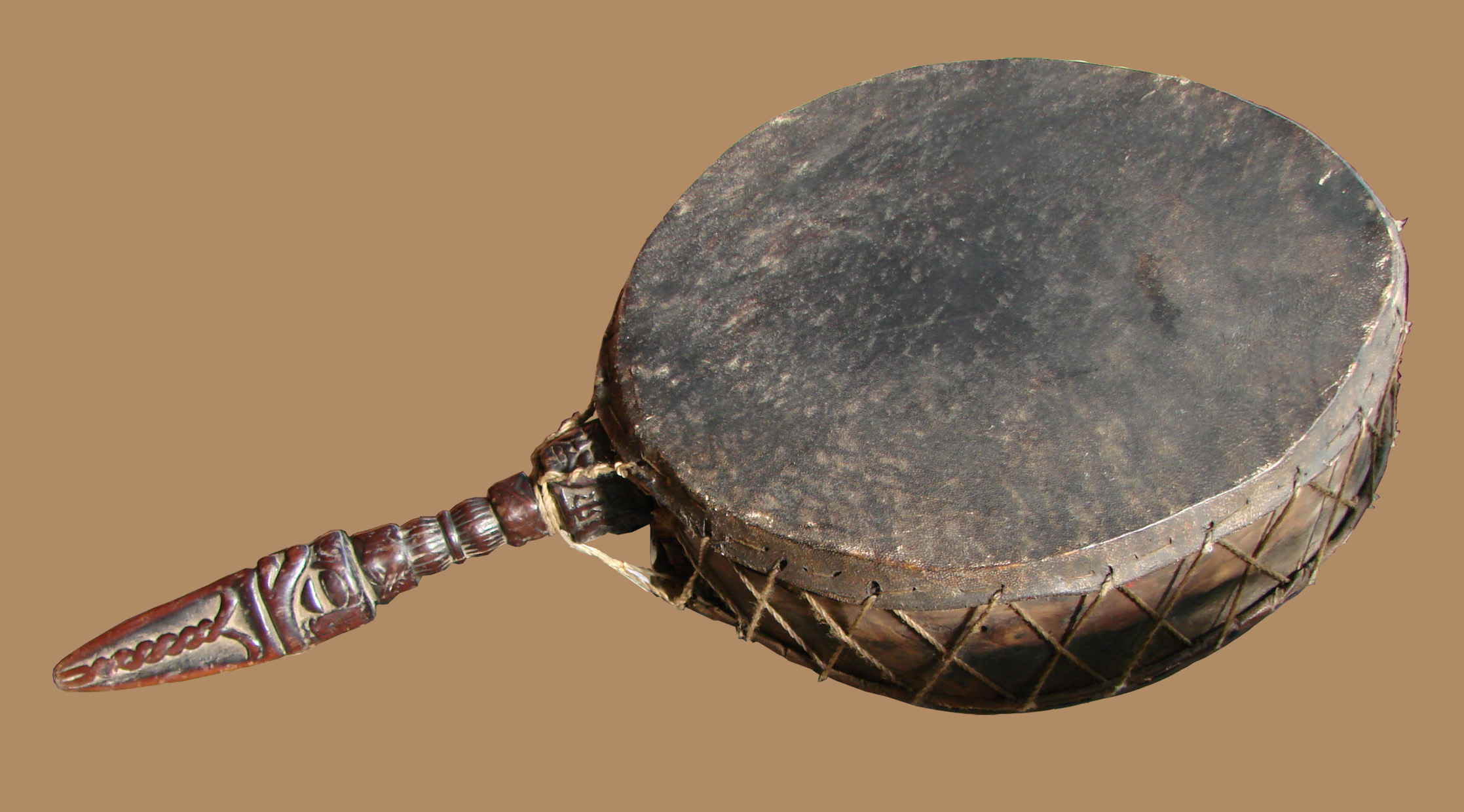
Tambor con mango, del Tíbet.
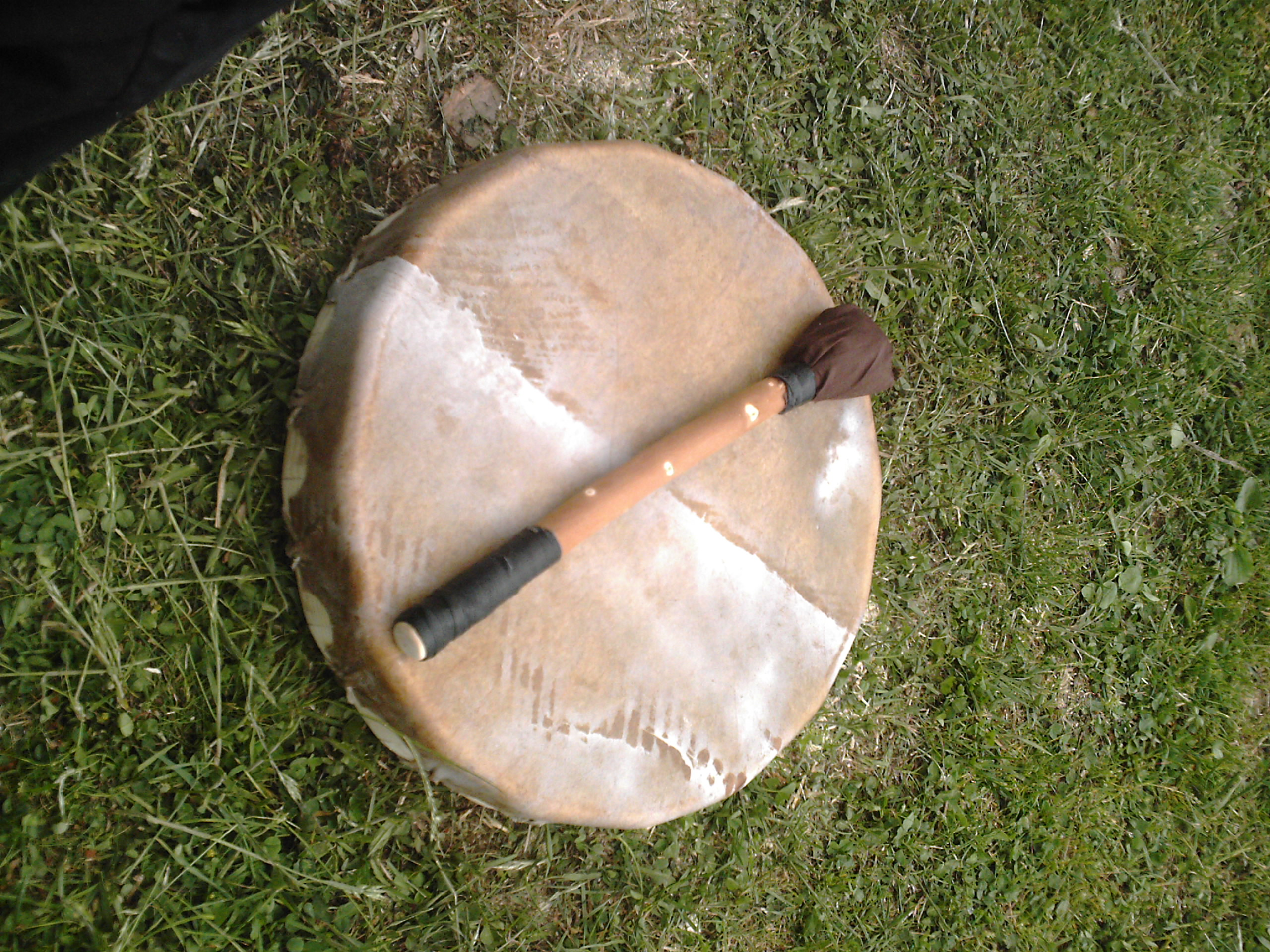
Tambor de marco y su baqueta.
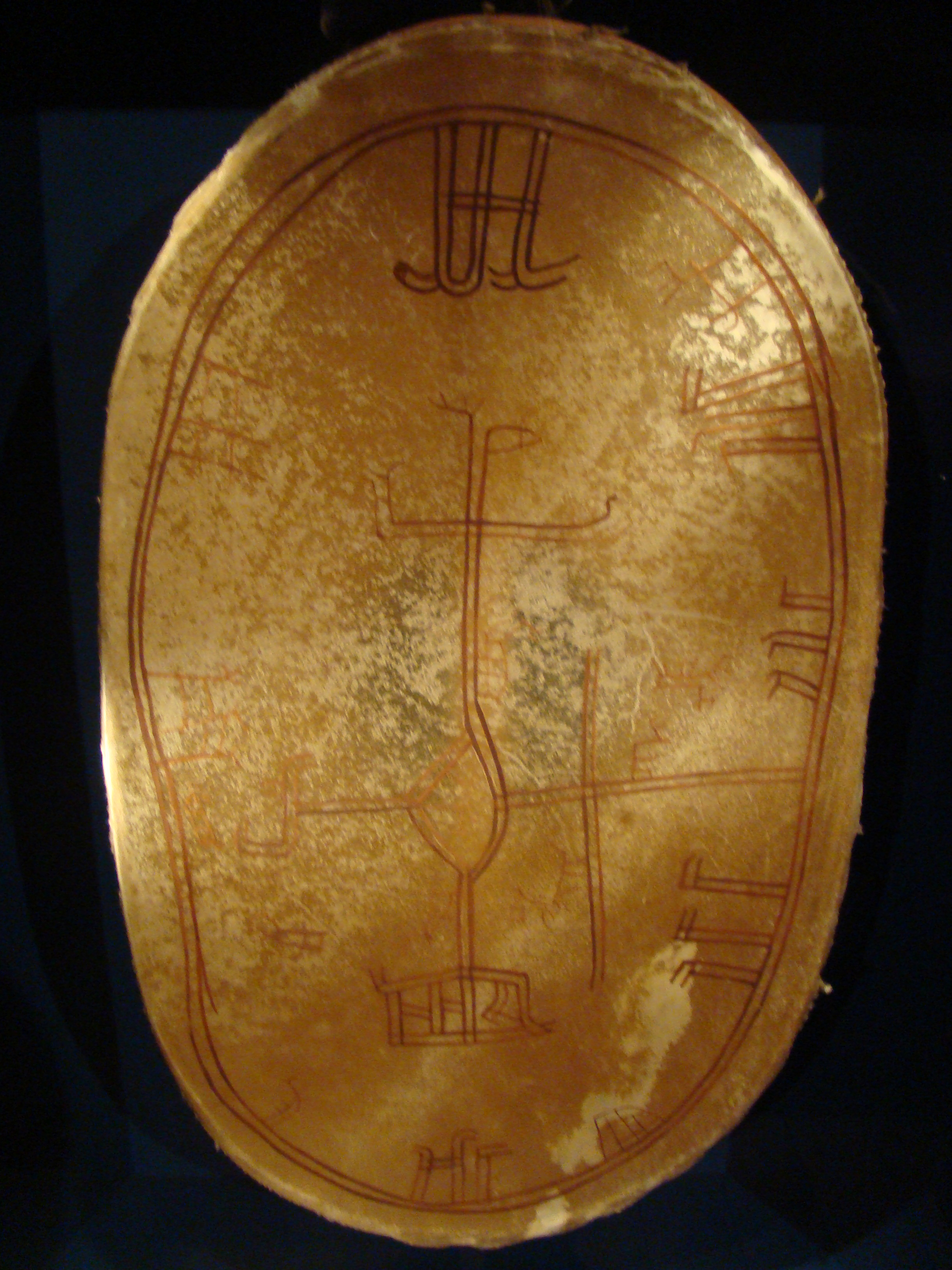
Tambores xamánico de los lapones.
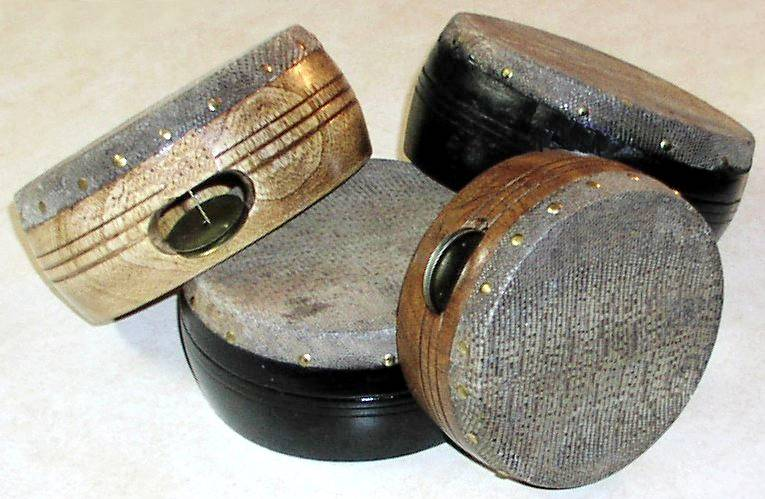
Ejemplares de Kanjira, de la India.
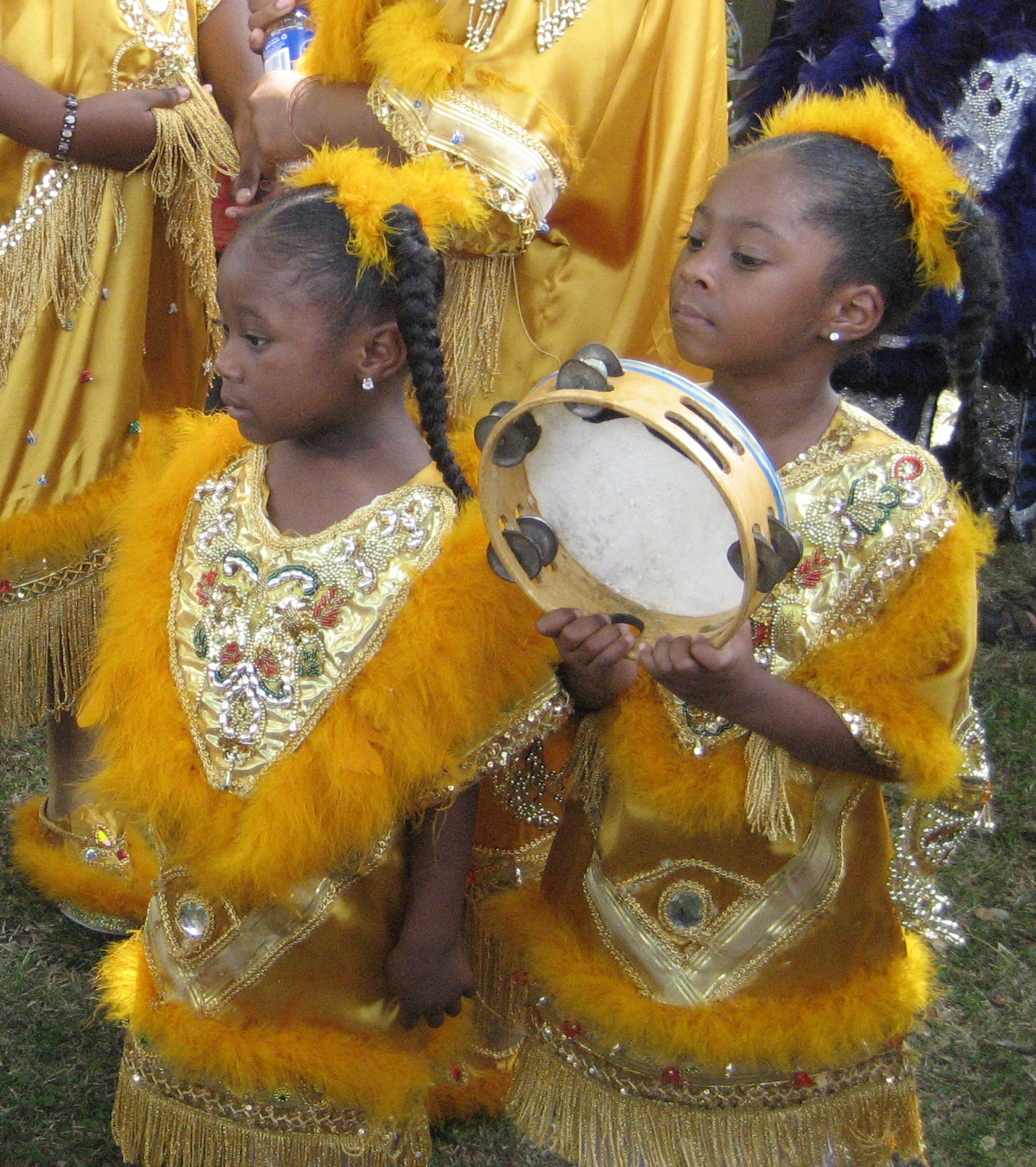
Pandereta en New Orleans
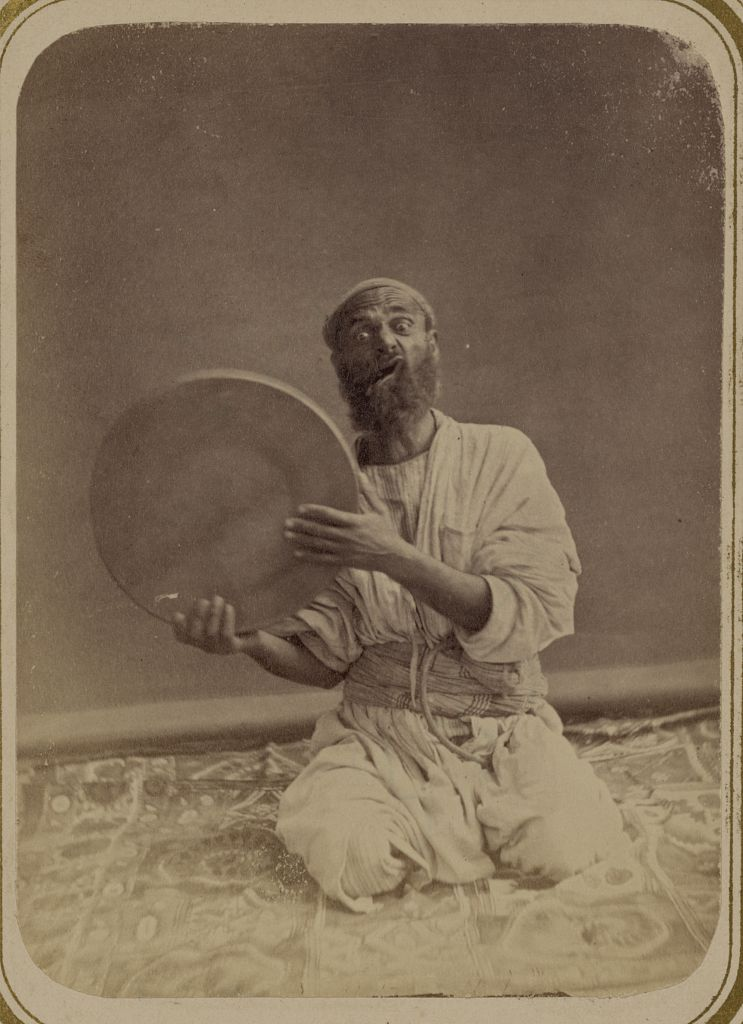
Tambor dayra del Asia central. Fotografía hecho entre 1865 y 1872.
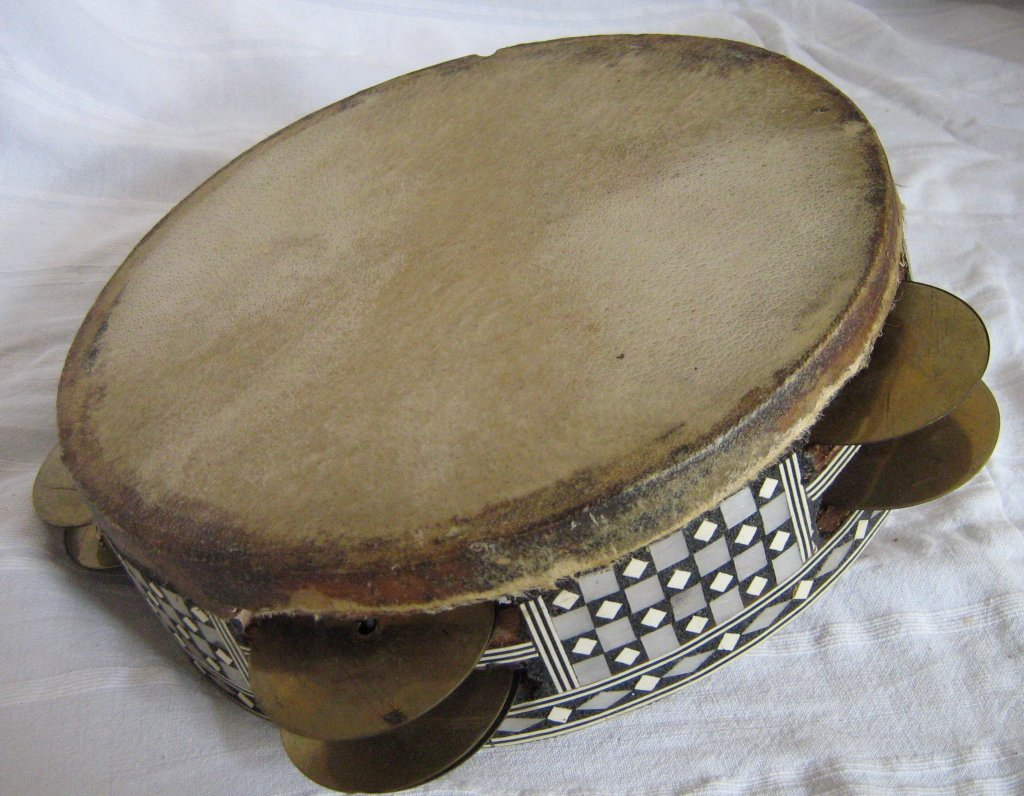
Riq árabe
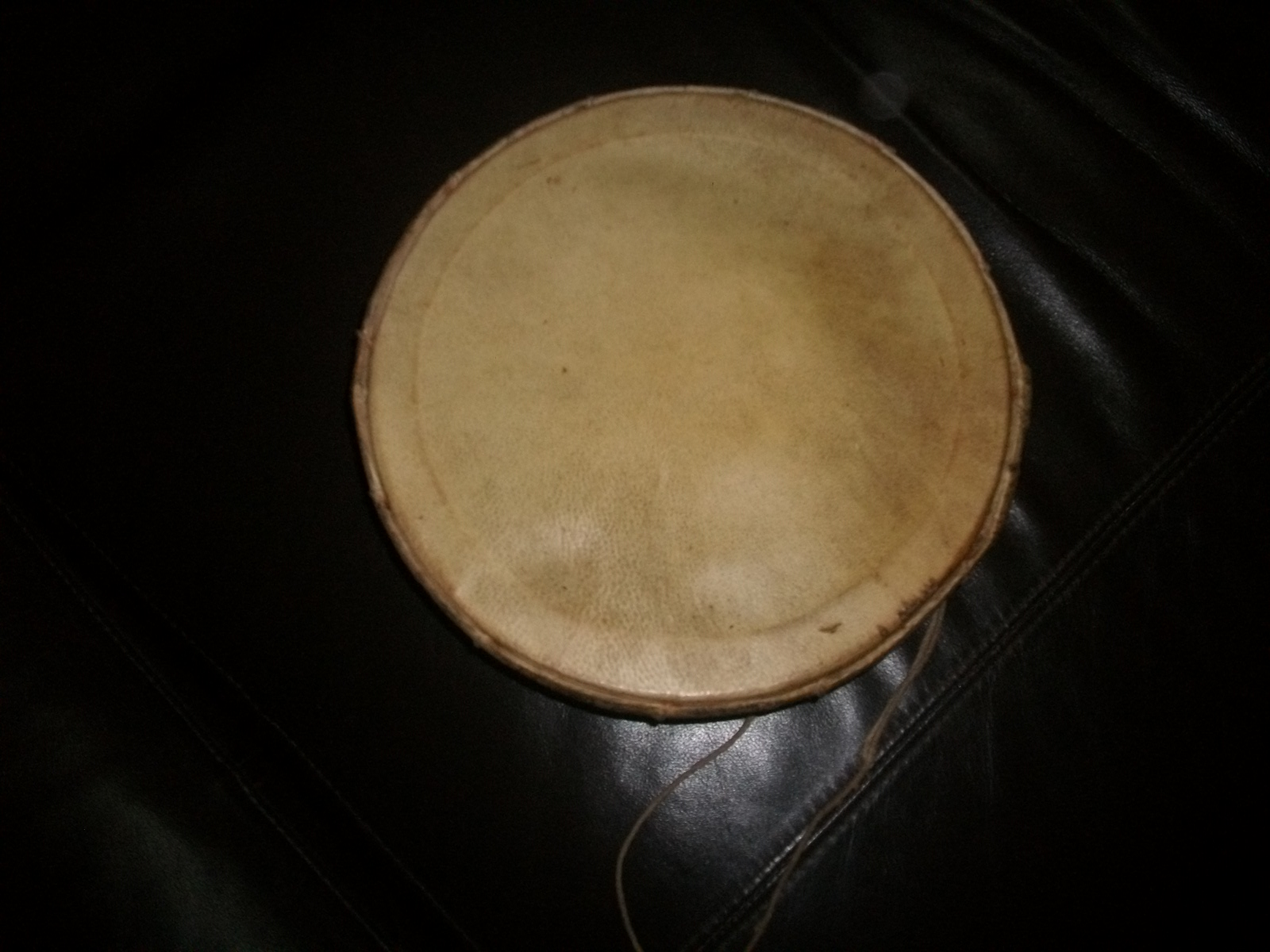
Daff árabe
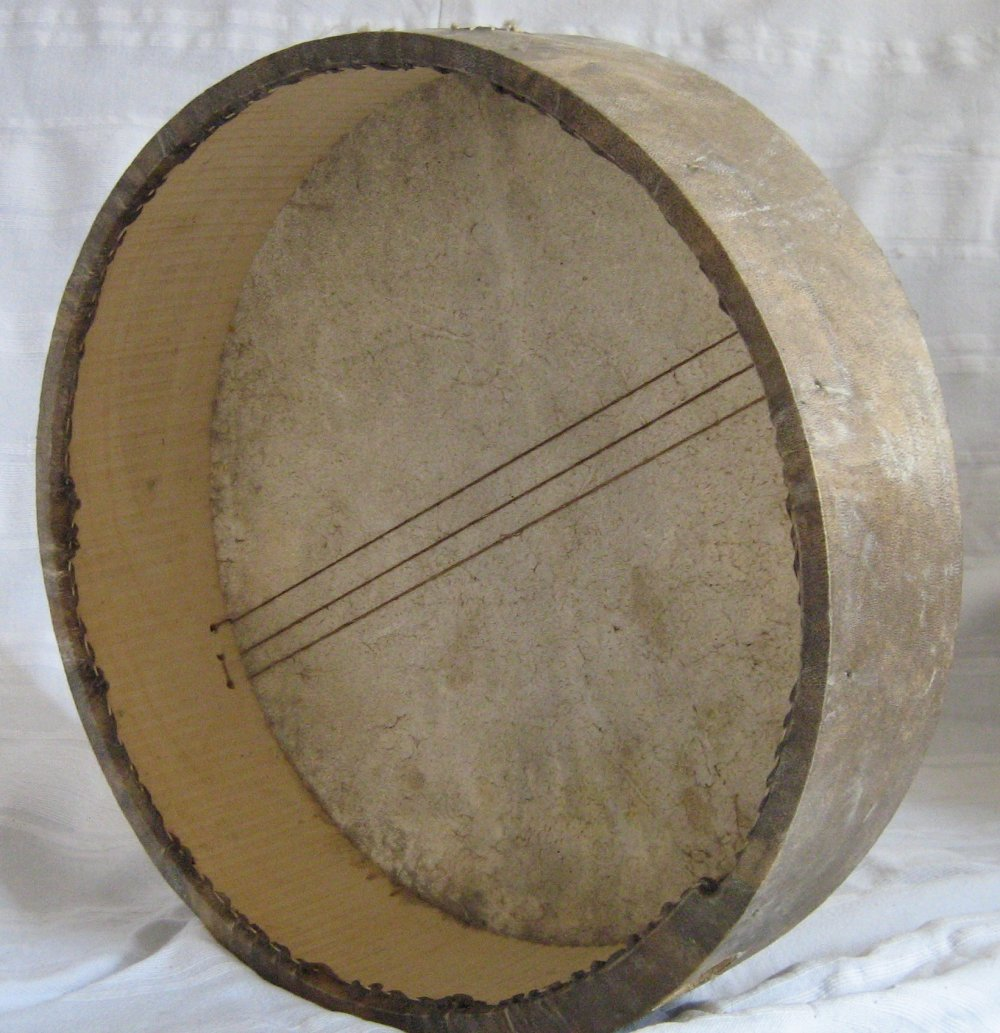
Bendir árabe.
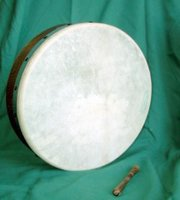
Bodhrán, de la música celta, especialmente de la irlandesa.
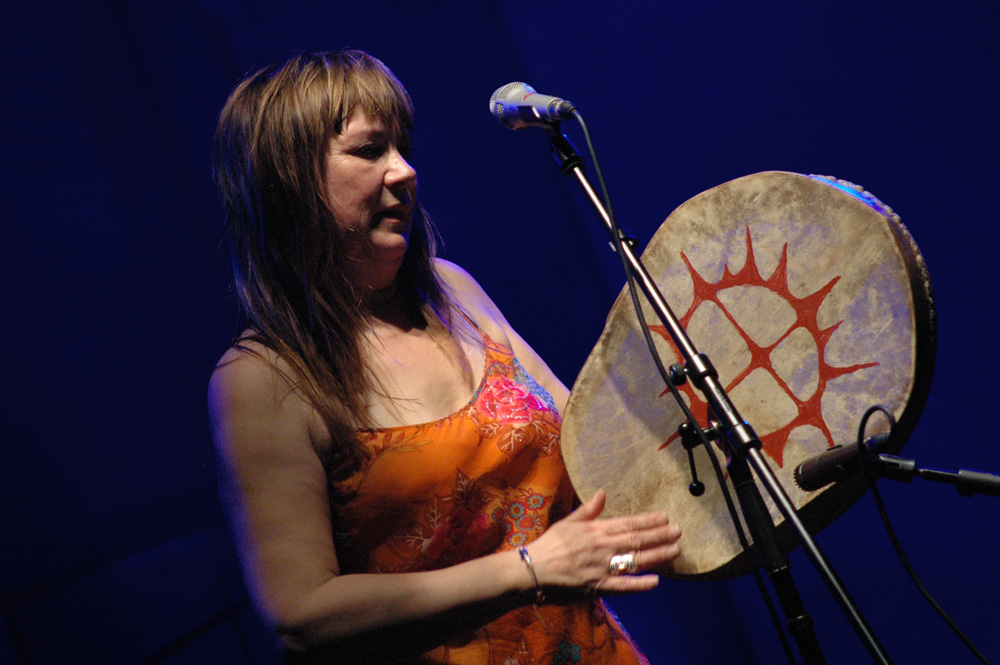
La cantante lapona Meri Boine, tocando el tambor xamánico lapón.

En cuanto al número de tambores, a pesar de que la mayoría se tocan solos –es decir, un único membranófono es considerado el instrumento- también hay múltiples ejemplos de instrumentos configurados por dos o más tambores. Entre los tambores que van por parejas o por grupos más numerosos, los dos ejemplos más comunes son el de la batería y el de los timbales de orquesta; en el primer caso se trata de varios tambores cilíndricos combinados con algunos idiófonos; en el segundo el número de instrumentos que integran el conjunto ha ido aumentando desde los dos iniciales que  había en el siglo XVIII, si nos referimos a la orquesta, o en el XV, si nos referimos a sus antecesores no orquestales. Pero también es el caso del tabla de la India; uno de los tambores es cilíndrico y el otro cónico. Este tambor forma parte del grupo de música más habitual de aquel país, acompañando el sitar y estableciendo el tala o principio rítmico de la composición. En Costa de Marfil también se tocan conjuntos de tambores de copa, de hasta cinco instrumentos encuadernados entre ellos.

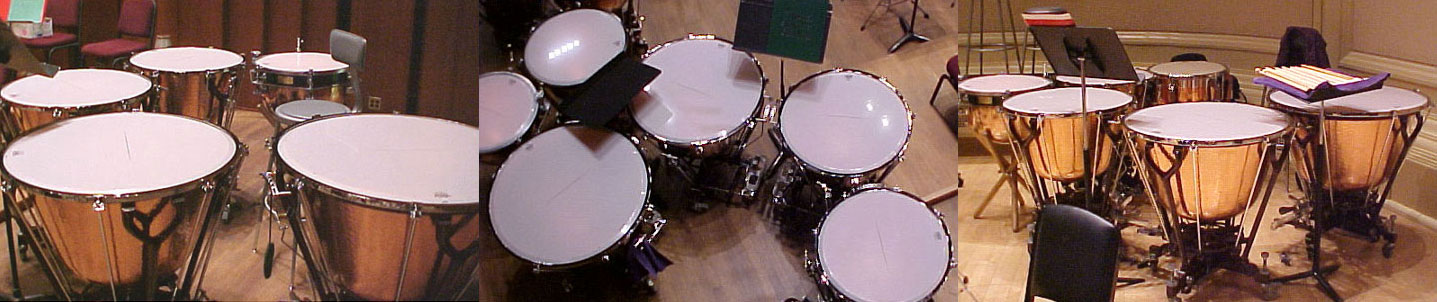
Tres combinaciones diferentes de timbales orquestales.
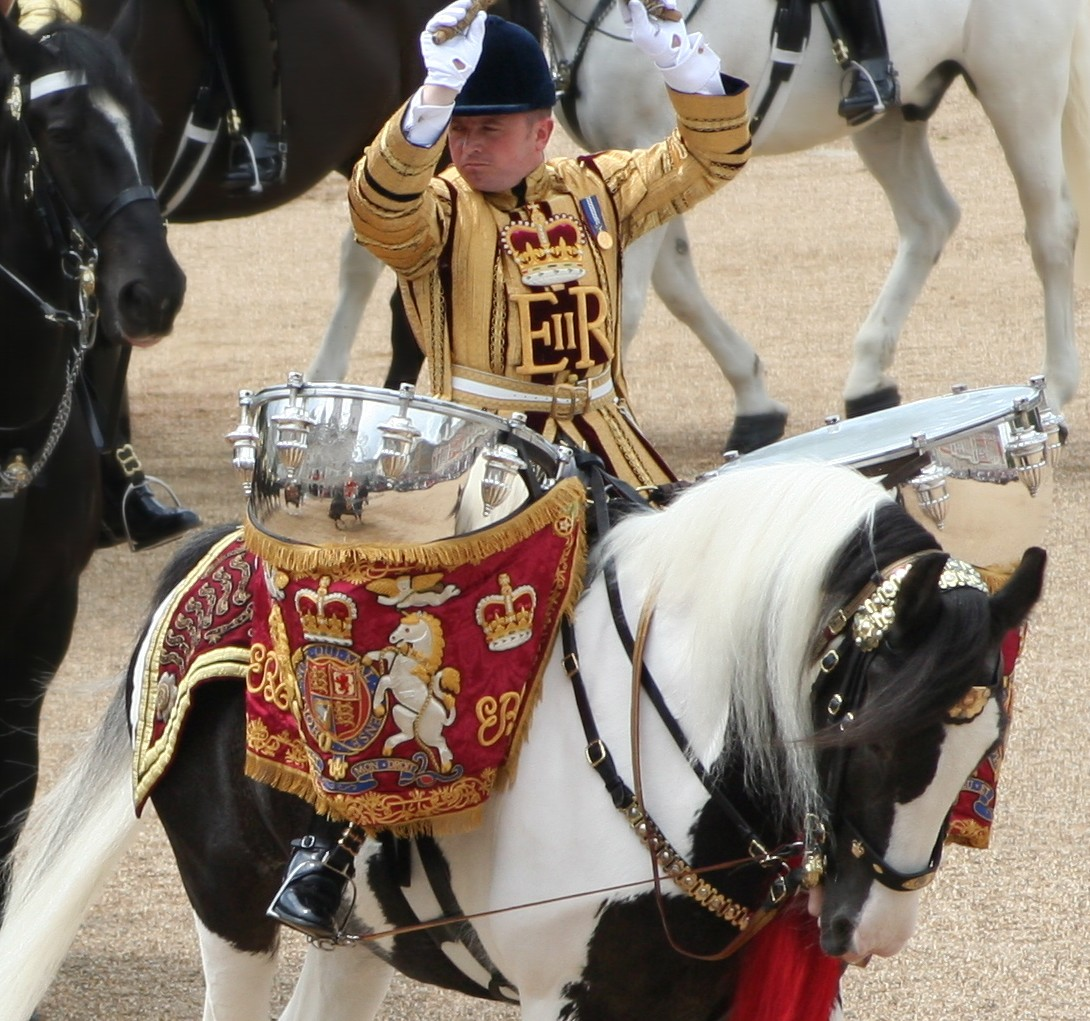
Timbales dispuestos sobre un caballo para poder ser tocadas por el jinete.
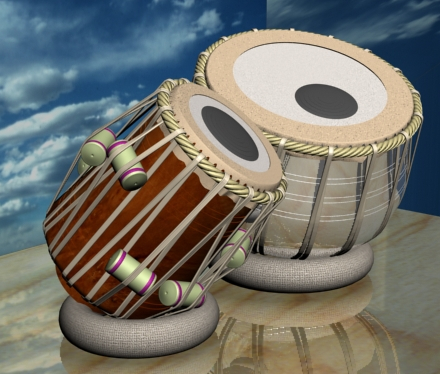
Tabla de la India.
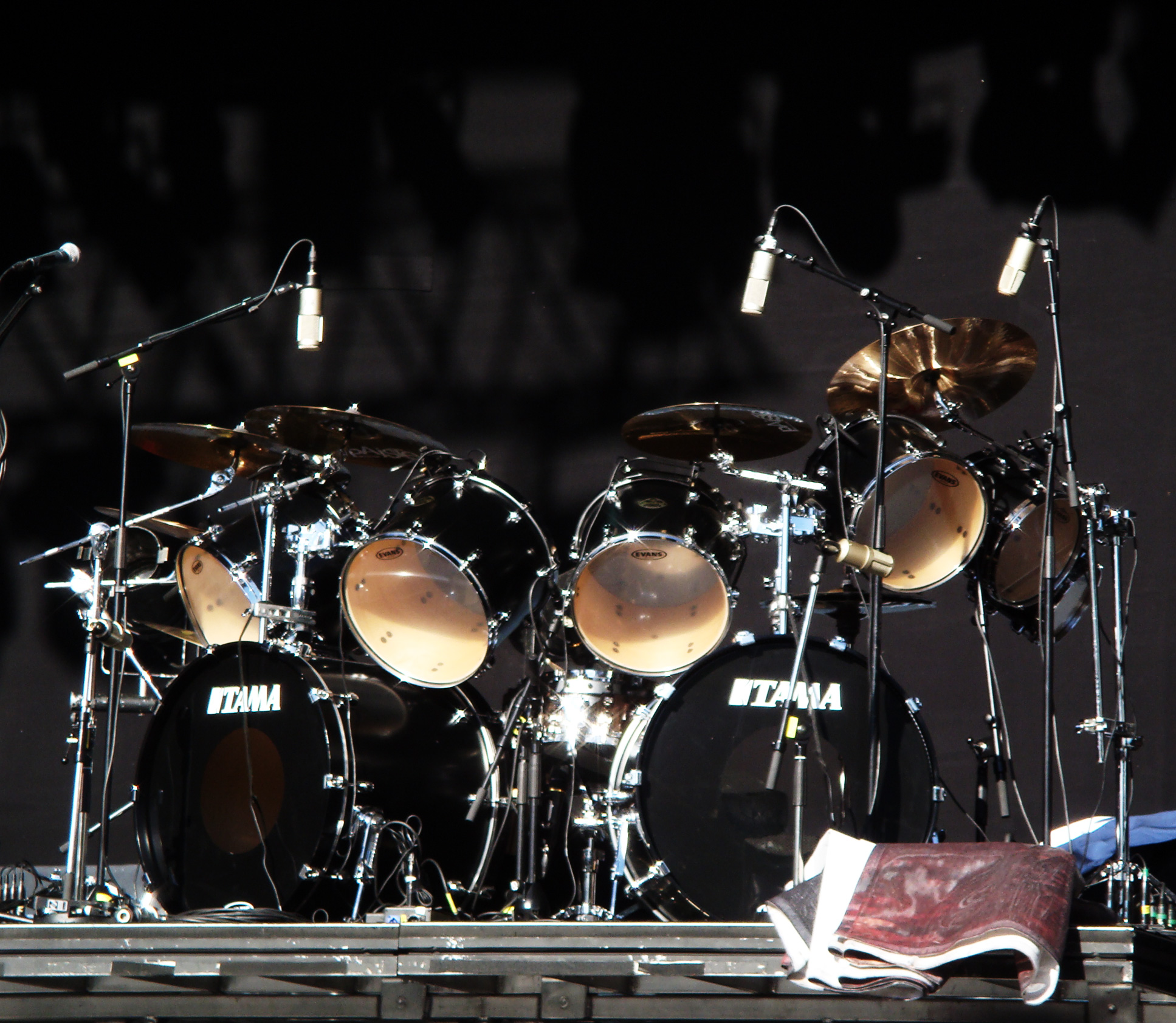
Tambores múltiples que forman parte de la batería.
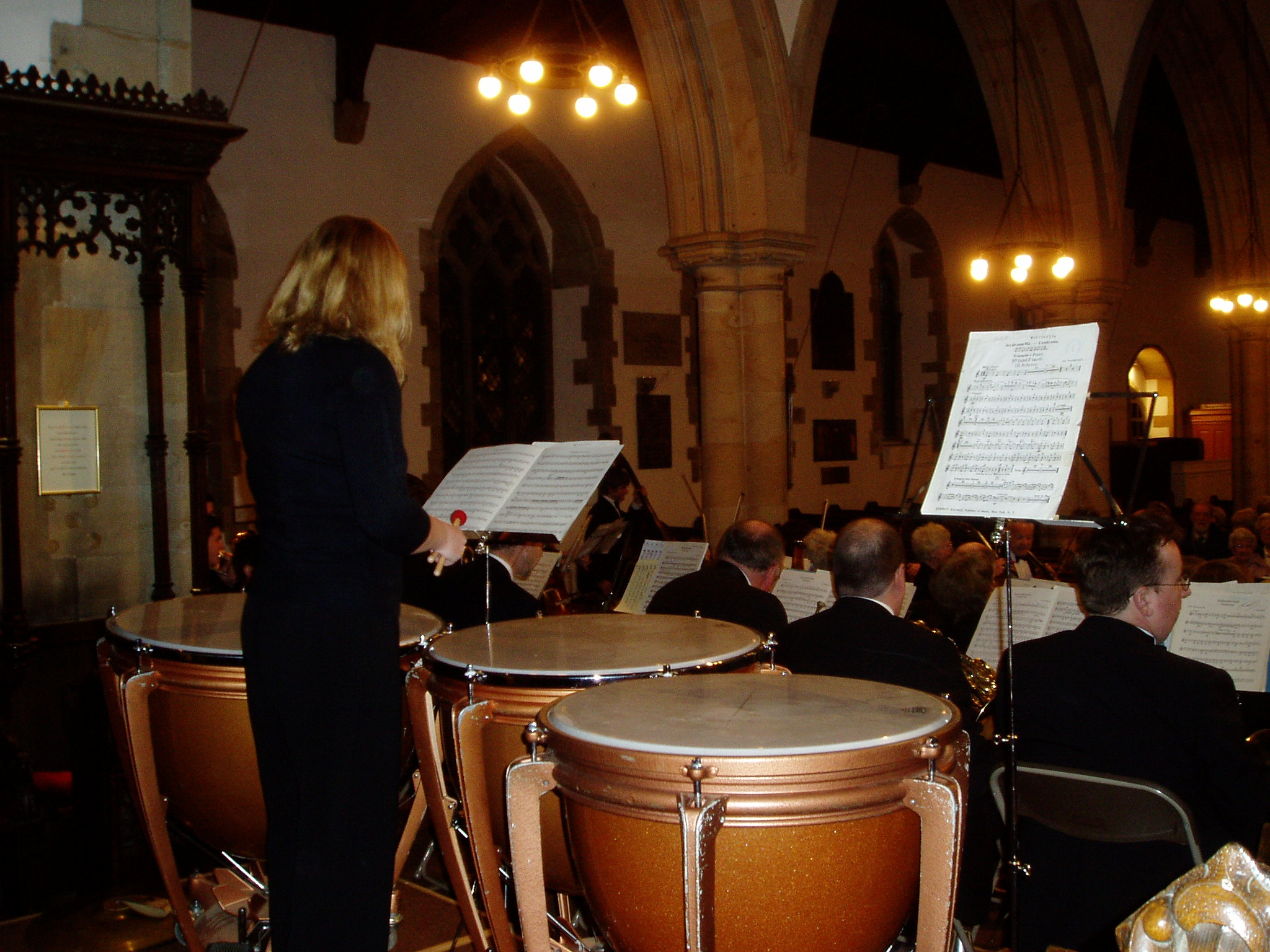
Timbales en una orquesta.
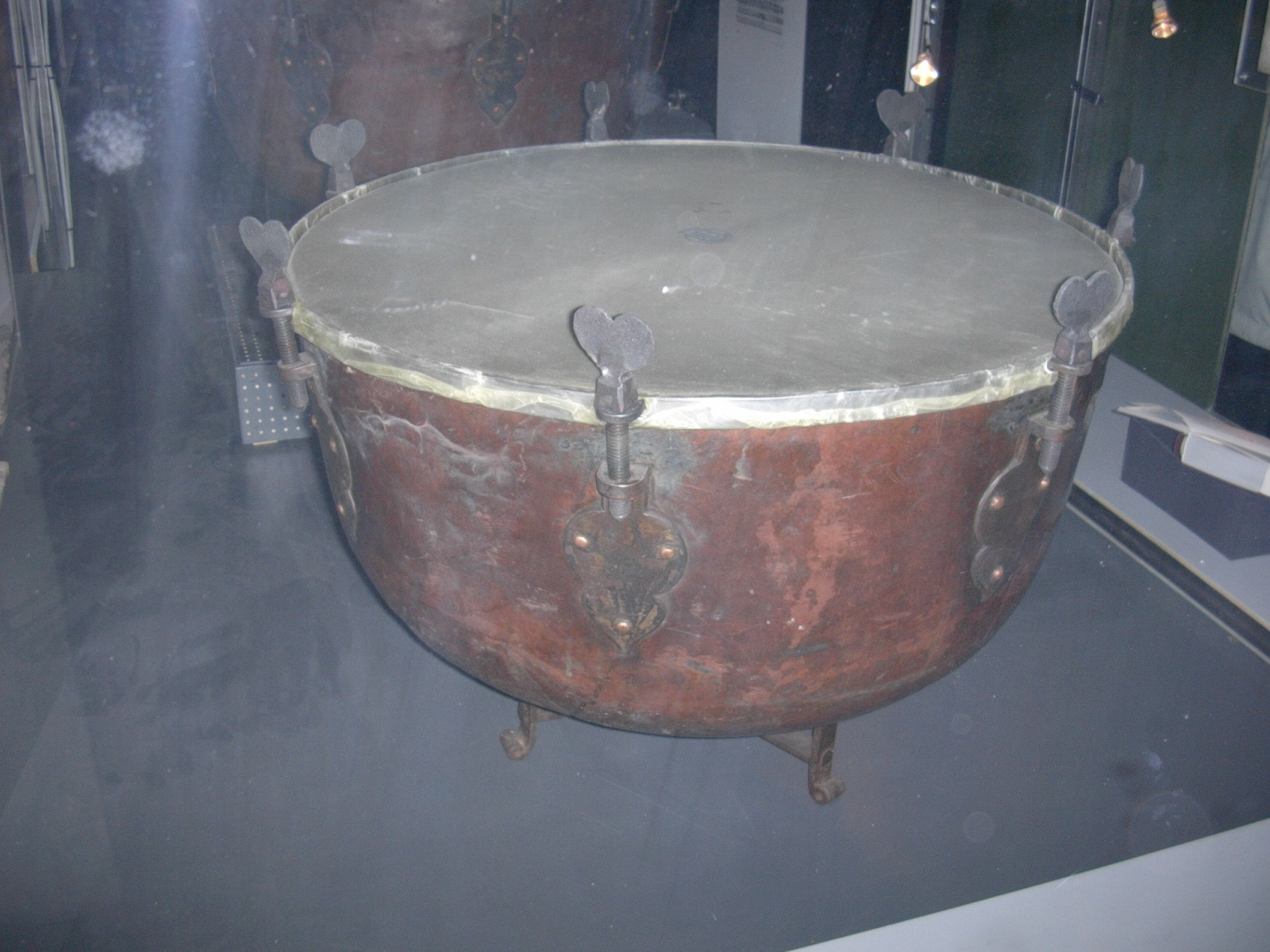
Timbala antigua.
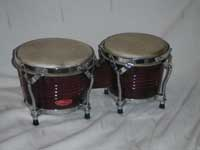
Bongos
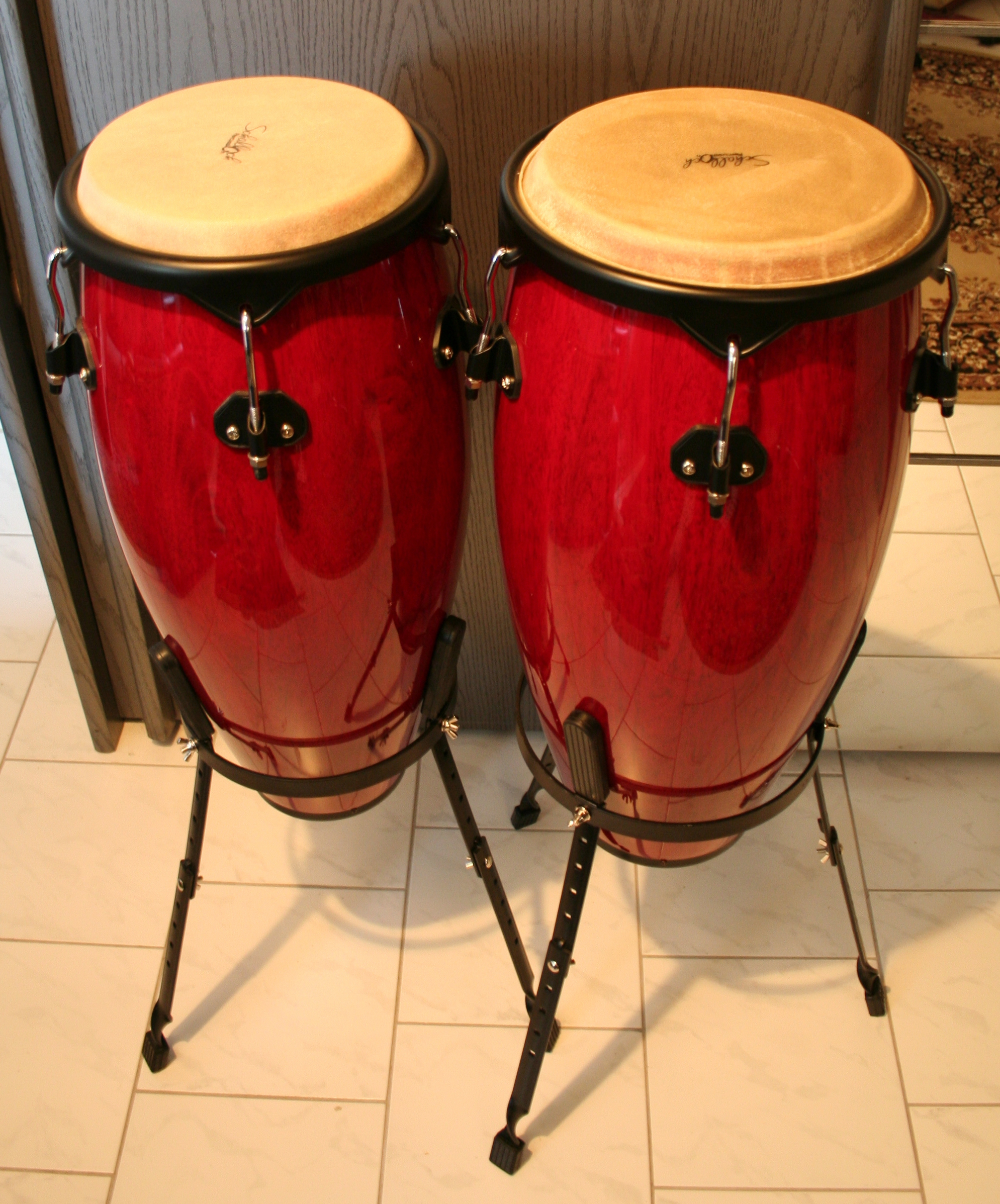
Congas

Otros instrumentos de tipo tambor son también los instrumentos de percusión más comunes. Algunos son:
- Mazhar
- Redoblante
- Taiko
- Tambor alegre
- Tambora dominicana
- Tambor llamador
- Tambores de candombe
- Tamboril
- Timbal
- Tumbador
- Tambor cuadrado
- Tambor chang-ku
- Huehuetl

## Variedades
Los instrumentos de tipos tambor son los instrumentos de percusión más comunes. Algunos son:

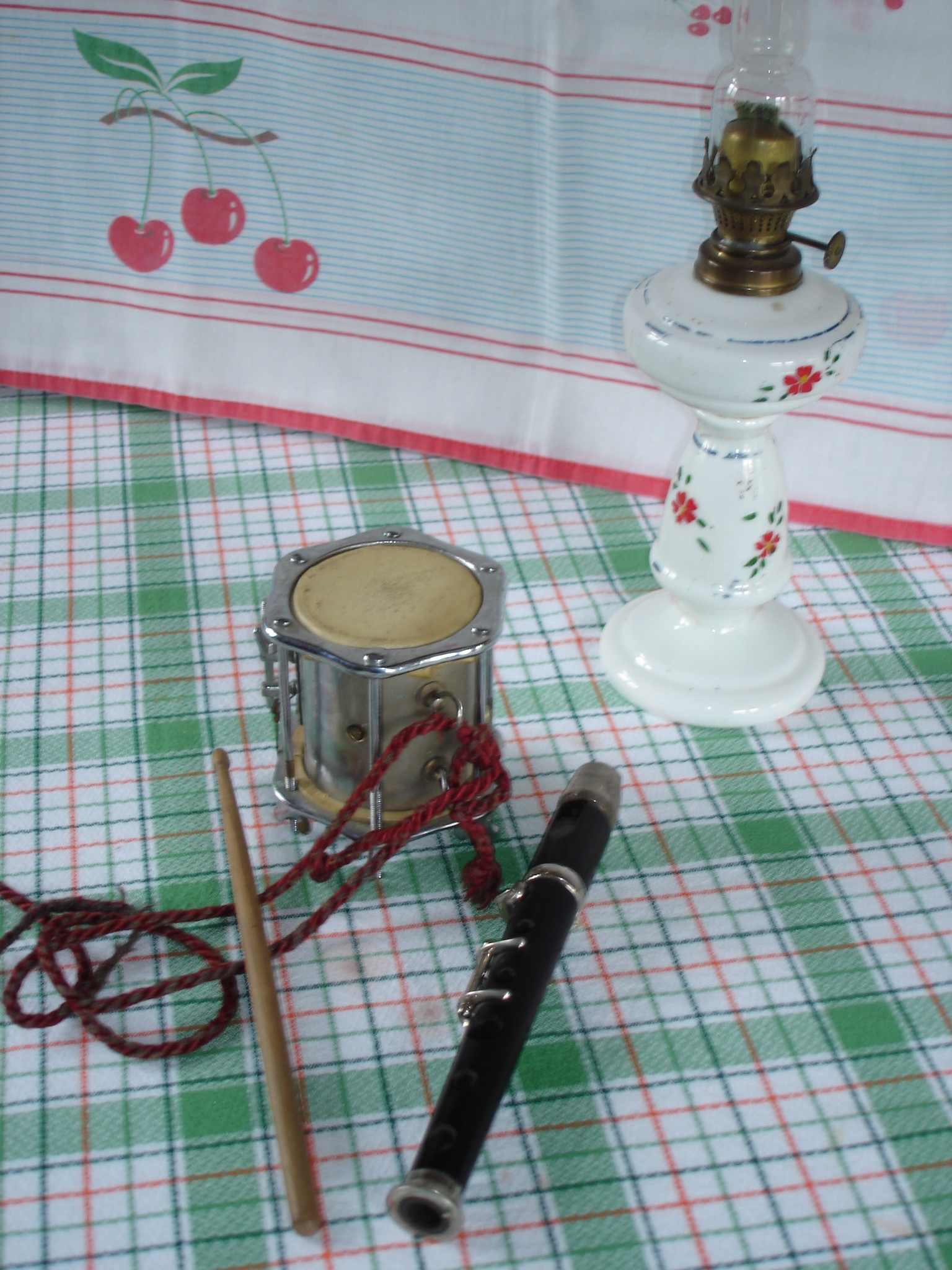
Tamborí y flabiol.

- La Batería está formada por un conjunto de tambores, normalmente de madera, cubiertos por dos parches, un golpeado (a la parte superior) y otro resonante (a la parte inferior). Estos tambores pueden variar su diámetro, afectando el tono, y la profundidad, variando la sensibilidad sobre el parche de resonancia. La batería se puede afinar con una clave de afinación. Mientras más tienes el parche, más agudo el sonido, y viceversa.

- El Bombo es utilizado en la banda, en la orquesta sinfónica (desde el siglo XIX y como parte integrante de una batería; este último suele medir entre 18 y 22 pulgadas (inglesas) de diámetro, y se toca mediante un pedal especial que lleva una maza.

- El Bongón. Su origen se remonta a la zona oriental de Cuba que, conjuntamente con el desarrollo del son, llega a su forma definitiva y mayor esplendor al llegar a La Habana a partir de 1909. Es un instrumento denominado de percusión menor. Es un membranófono compuesto por dos tambores de madera con un parche cada uno, con una diferencia de altura entre ellos generalmente de una cuarta o quinta. Los parches son ceñidos por unas anillas y un sistema de tensión por claves (en su inicio eran tensados mediante el calor del fuego o con cuerdas o correas). Los tambores van unidos por el lado con una pieza de madera, aunque antiguamente se hacía con una tira de cuero o una soga. Los tambores son de forma cónica y se ejecutan con golpes de las palmas de la mano o con baquetas. El tambor más pequeño es llamado macho y se coloca a la izquierda; quedando a la derecha el mayor denominado hembra. Generalmente se coloca entre las rodillas del ejecutante sentado, aunque también es muy utilizado sobre un atril. El ejecutante suele alternar su uso con el cencerro cubano, utilizado generalmente en el clímax del son, denominado el montuno.

- La Caja o redoblante, es un tambor, normalmente de poca altura, con hebras llamados bordones dispuestos diametralmente a la membrana inferior, los cuales le dan su característico timbre más estridente y metálico que el tambor común. Al músico que toca la caja se le dice a su vez por asociación caja, teniendo formación de percusionista. Este instrumento es utilizado en orquestas, en bandas de música, y es una parte fundamental de la batería.
- La Caja vallenata, está hecha de un troco hueco de algún árbol fibroso, se le agrega un parche de piel de venado o cabra, se ajusta en las piernas y lleva anillos de tensión, junto al acordeón y la guacharaca, es uno de los instrumentos tradicionales del famoso vallenato. Mide de 30 a 40 cm.

- La Conga es un tambor, normalmente de poca altura, con hebras llamadas bordones dispuestos diametralmente a la membrana inferior, los cuales le dan su característico timbre más estridente y metálico que el tambor común.

- El Darbuka es un tambor de un solo parche con forma de copa. Originalmente se usaba greda para armar la caja de resonancia y cuero de cabra o pescado para el parche, pero también se suele utilizar madera o metal para su fabricación; en la actualidad es común el uso de fibra de vidrio o aluminio para la caja y plástico para el parche. Este último es lo más utilizado hoy en día por los músicos profesionales, puesto que no lo afectan las condiciones climáticas como la humedad, que hace que el parche pierda su tensión y se desafine, teniéndose que calentar para poder ejecutar el instrumento.

- El Taiko es un tambor japonés de un diámetro de 1,3 m, tocado con paletas de madera denominados bachi. Fuera del Japón, el término se refiere a los diferentes tipos de tambores japoneses. Tambor en japonés se escribe 'wa-daiko'. Taiko también se refiere al relativamente reciente arte de Ensemble musical de percusión Taiko (en japonés, conocido como "Kumi-daiko"). El Taiko es empleado en muchos acontecimientos festivos tradicionales del Japón, siendo a veces el centro de atracción, como en el Buen Odori , una danza tradicional. Debido a su gran peso los japoneses lo suelen dejar fijo en un lugar (pasa lo mismo con el piano), para no tener que trarladarlo con gran esfuerzo de uno a otro lugar. Su peso oscila entre los 295 y los 310 kilogramos. Los dos extremos están cubiertos por membranas, pero sólo se percute por un lado, con un grueso par de mazos de madera. Los que se ganan la vida gracias a este fantástico instrumento lo transportan en carretas, y los más atrevidos, lo transportan a las espaldas.

- El Tamborí es un instrumento de percusión de doce centímetros de longitud formado por una caja de resonancia con estructura metálica o de madera recubierta de piezas de piel. Se usa usualmente para acompañar el sonido del flabiol, como por ejemplo en la sardana, en la que marca el ritmo.

- El Tambor es un instrumento musical de percusión de sonoridad grave, que puede producir golpes secos o resonantes. Se utiliza golpeando los parches con un mazo o baqueta especial, "baqueta de tambor". Está formado principalmente por un calderón de cocer, cubierto por una membrana. Se puede afinar, por lo cual produce sonidos determinados, es decir, notas musicales precisas.

- La Tinya era un tambor típico de las civilizaciones andinas, siendo un instrumento fácil de transportar para un solo individuo. Era frecuentemente empleado durante eventos andinos solemnes, como fiestas y ceremonias. Algunas tinyas estaban forradas con textiles que exhibían exquisitas decoraciones. Los tamaños diferían desde pequeños ejemplares que podían ser levantados con un solo brazo sin dificultad, a piezas más voluminosas que requerían una cinta al hombro. Los de menor tamaño solían ser tocados por mujeres, mientras que los más grandes eran tocados por hombres.

- La Tumbadora o conga se golpea sólo con las manos, sin ningún otro elemento percutor. Como la mayoría de los membranófonos latinoamericanos que han perdurado, su parche originalmente estaba hecho de cuero animal, pero actualmente se fabrica con plástico, cosa que lo hace más resistente y le modifica sensiblemente el timbre. El ejecutante de congas puede tocar sentado o de pie. Es habitual que la conga se presente por pares sobre un trípode, como ocurre con las timbaletas, aunque también las podemos encontrar con un formato de tres, cuatro y hasta cinco congas (lo cual no es tan habitual). Tiene características similares, en cuanto a la forma, a los bongos, pero con una caja bastante más larga. Su técnica es notablemente diferente. Existen varios golpes: quemao abierto, quemao cerrado, tono abierto, tono cerrado, palma y dedos. En la escritura musical, cada uno de estos toques tiene un símbolo que los representa.

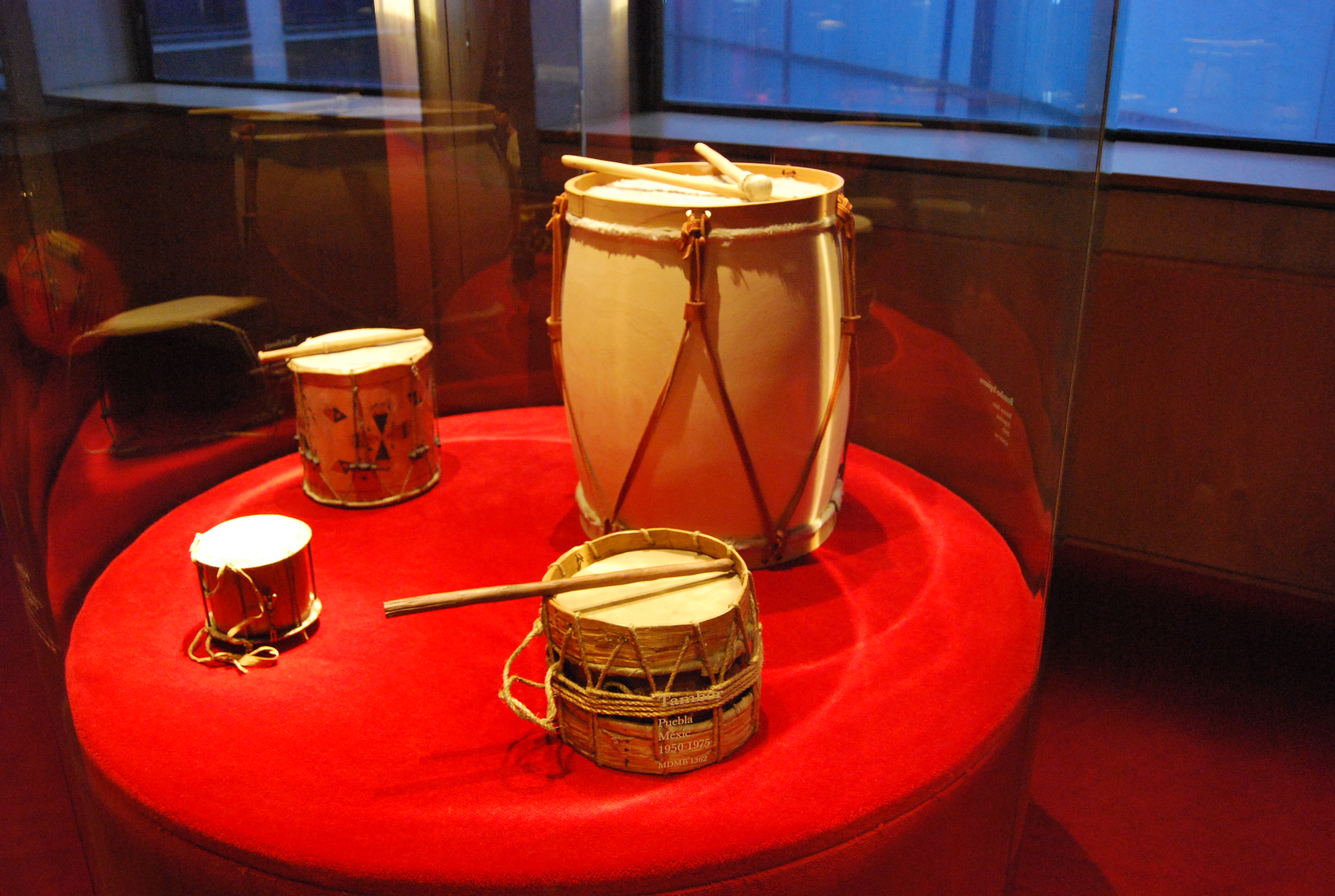
Tambores en el Museo de la Música de Barcelona